# Советизация Западной Белорусии (1939—1941)
Советиза́ция За́падной Белоруссии (1939—1941 годов) — начальный период установления советских порядков на территории Западной Белорусии. Проходил с конца сентября 1939 года по 22 июня 1941 года. В экономике советизация выразилась в национализации немногочисленных промышленных предприятий Западной Белоруссии. Сплошную коллективизацию власти проводить не стали, но дали крестьянам (в основном белорусам) землю, отобранную у польских «осадников». Зажиточные слои населения Западной Белоруссии были разорены в первые месяцы советской власти из-за конфискации излишков наличности и банковских вкладов, а также высокой инфляции и появления «черного рынка». За 22 месяца в Западной Белоруссии создали сеть советских учреждений культуры. Также в регионе была создана в 1940—1941 годах советская атеистическая образовательная система, включавшая вузы. Местные деятели культуры (в том числе множество дискриминировавшихся в Польше евреев) были включены советской властью в новые учреждения, получив определенные привилегии, обязанность участвовать в пропагандистских мероприятиях и творить в стиле социалистического реализма. При этом местные деятели культуры оказались материально зависимы от советской власти.
Советизация Западной Белоруссии встретила гораздо меньшее сопротивление со стороны местного (преимущественно польского) населения, чем аналогичные мероприятия, проводимые в тот же период на территории Западной Украины. Путем арестов и массовых депортаций нелояльного населения сопротивление в Западной Белоруссии было практически полностью подавлено к 1941 году. Советизация была прервана в конце июня 1941 года, когда практически вся Западная Белоруссия за две недели была занята немецкими войсками. Советизация была возобновлена в 1944 году и охватила не всю территорию региона, так как 27 июля 1944 года в Москве было подписано «Соглашение между Польским комитетом национального освобождения и Правительством СССР о польско-советской границе», согласно которому Белостокская область Западной Белоруссии была передана Польше.

## Предыстория: Западная Белоруссия в 1914—1939 годах

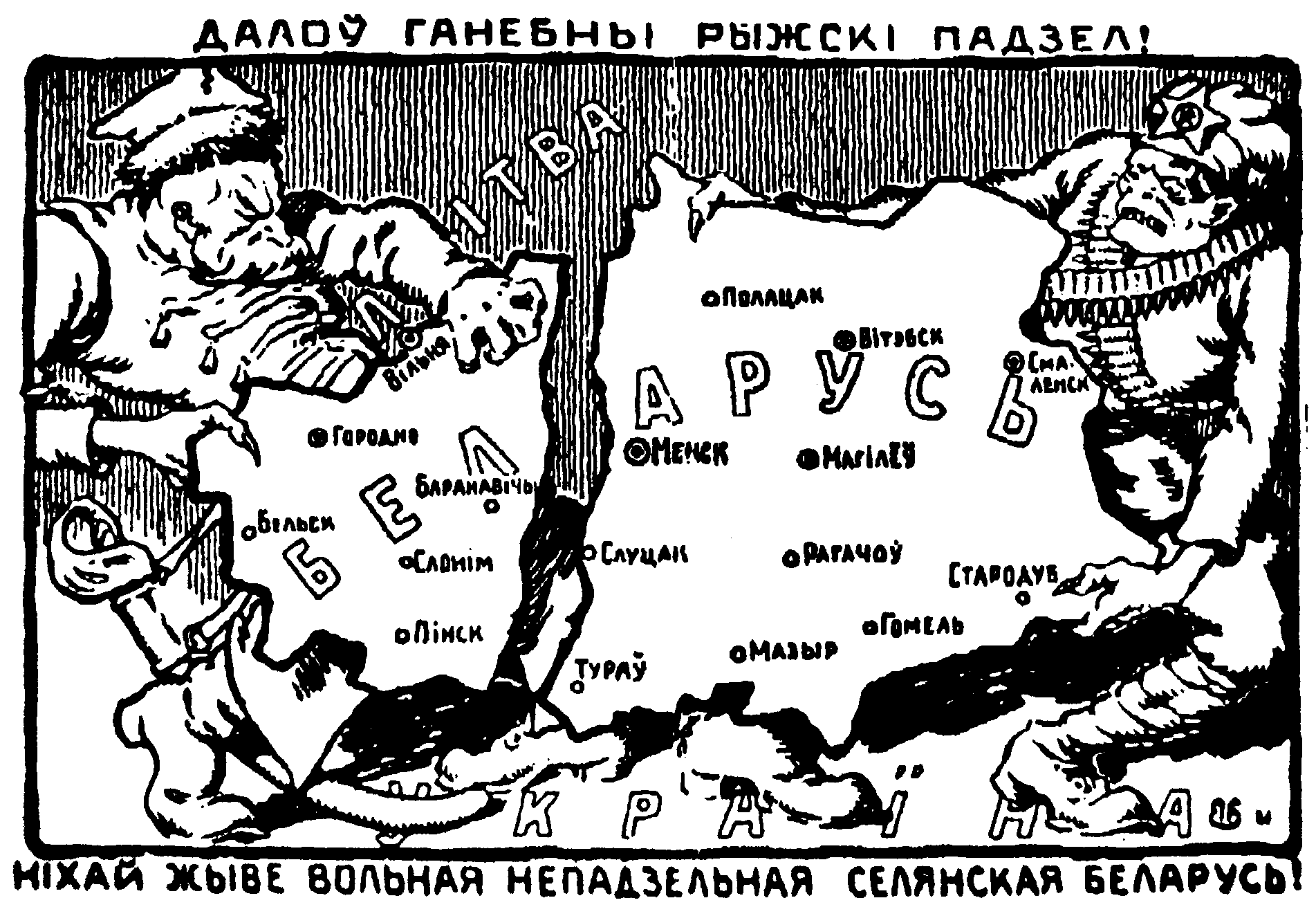
Белорусская карикатура на раздел Белоруссии между Россией и Польшей по Рижскому договору 1921 года: «Долой позорный рижский раздел! Да здравствует свободная, нераздельная, народная Беларусь!»

Западная Белоруссия полностью входила в состав России с конца XVIII века. Этим регион отличался от Западной Украины, часть которой (Галиция и Закарпатье) в составе Российской империи не была (кроме короткого периода Первой мировой войны, когда русские войска управляли Галицией). Поэтому Западная Белоруссия была более русифицирована.
Второй особенностью Западной Белоруссии был тот факт, что регион очень сильно пострадал от Первой мировой войны. В ходе Великого отступления 1915 года территория Западной Белоруссии была оккупирована немецкими войсками. Оккупация продолжалась три года — до конца 1918 года. Кроме того, по территории Западной Белоруссии в 1915—1918 годах проходила линия Восточного фронта. Значительная часть гражданского населения (1130—1320 тысяч человек) была эвакуирована вглубь России.
Немногочисленные западнобелорусские города обезлюдели за период Первой мировой войны. Так, в 1919 году население Бреста было в 4 раза меньше, чем в 1913 году. В 1913—1919 годах население Гродно уменьшилось на 54 %, Новогрудка на 46 %, Слонима на 66 %, Пинска на 45 %.

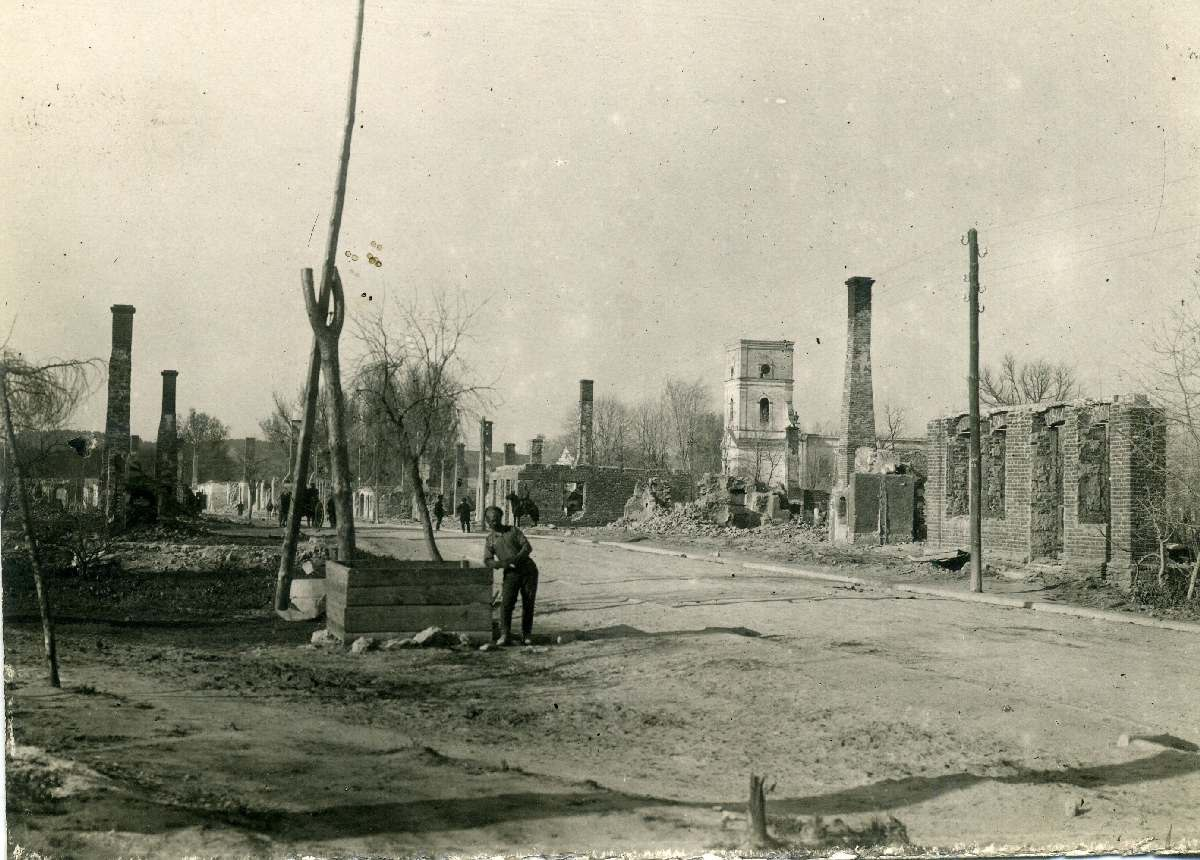
Разрушенная рыночная площадь Сморгони, фото 1917 года

Сильнее всего пострадали белорусские города, оказавшиеся в 1915—1917 годах на линии фронта. Примером является Сморгонь, население которой до войны составляло 12 тыс. человек. Осенью 1915 года в Сморгони два месяца шли бои между русскими и германскими войсками и в 1919 году в этом городе было всего 160 человек.
Демографический урон Западной Белоруссии был нанесен столь сильный, что довоенная численность городского населения региона не восстановилась даже к 1939 году. Например, перед войной в Бресте проживали 57,3 тыс. чел., а в 1939 году — 53,3 тыс. человек, в Барановичах соответственно 30 тыс. и 27 тыс. Единственный город Западной Белоруссии, которому удалось заметно превысить довоенную численность населения к 1939 году, была Лида (в 1913 году 13,1 тыс. жителей, в 1939 году — 26,3 тыс. жителей).
Немецкая оккупация имела некоторые положительные моменты для Западной Белоруссии в плане создания инфраструктуры. Немцы практически во всех городах построили электростанции (после освобождения многие из них перешли в муниципальную собственность). Также при немцах появились новые узкоколейные железные дороги и дороги из настланных бревен.
Население Западной Белоруссии по состоянию на 1 января 1941 года составляло 4 815 500 человек.
В Западной Белоруссии абсолютно преобладало сельское население. По переписи 1931 года на территории региона было 39 городов. Впрочем большинство этих городов обладало маленьким населением. В 1931 году 18 западнобелорусских городов имели население до 5 тыс. человек, в 12 городах проживали от 5 тыс. до 10 тыс. человек, в 6 городах насчитывалось от 10 тыс. до 25 тыс. жителей. Крупными (более 25 тыс. жителей, что выделяло их из состава поветов) в 1931 году были только 3 города: Брест (47,5 тыс. жителей), Гродно (48,5 тыс. жителей) и Пинск (32 тыс. жителей). Отдельное положение занимал Белосток, где проживали (по состоянию до сентября 1939 года) 107650 чел.. Таким образом большинство городов были скорее местечками, очень сильно аграризированными. Застройка даже крупных городов также была в основном сельской — только в центре были кирпичные дома, мощеные улицы и бетонные тротуары. Например, в Гродно кирпичная застройка составляла 39 %, в Бресте — 27 %.
Дочь «восточника» Таисия Павловская вспоминала в 2019 году о Бресте, куда попала в 1940 году:

Тогда Брест и городом-то было трудно назвать. Скорее большая еврейская деревня с деревянными тротуарами, а вместо автомобилей по мощеным дорогам цокали лошади с пролетками. Мрачноватое, скажем прямо, было место
Основную часть сельского населения Западной Белоруссии составляли к 1939 году этнические белорусы и поляки. Причем существовало четкое разделение сельской местности: в западной части региона преобладали поляки, а в восточной (прилегающей к старой советско-польской границе) — белорусы.
В справке о политико-экономическом состоянии воеводств Западной Белоруссии (составлена в октябре 1939 года) сообщалось, что поляки численно преобладали в Белостокском (72 % населения), Виленском (59,9 % населения) и Новогрудском (52,6 % населения) воеводствах. Белорусы доминировали по тем же данным в Полесском воеводстве — 46,6 %. Причем, если в Полесском воеводстве поляки в основном были осадниками, помещиками и чиновниками, то в Белостокском воеводстве поляки преимущественно были коренными сельскими жителями.
В городах преобладали поляки и евреи. Например, в 1931 году (перепись не выделяла по национальностям, а только по родному языку) 148 тыс. жителей (39,1 % населения) западнобелорусских городов родным языком назвали польский, 142 тыс. (37,5 %) — идиш, 25,4 тыс. (6,7 %) — иврит. В Белостоке, крупнейшем городе региона, к сентябрю 1939 года поляки составляли 51 % населения, а евреи — 42 %. Таким образом более 80 % городского населения Западной Белоруссии в 1931 году составляли поляки и евреи.
В Западной Белоруссии к 1939 году существовало довольно четкое этническое разделение труда. Интеллигенцию составляли в основном русские, поляки и евреи (например, в Полесском воеводстве по состоянию на 15 февраля 1932 года среди интеллигенции 75,5 % были поляками, 9,8 % — евреями, 9,5 % — русскими), в торговле и ремесле преобладали евреи, в администрации — поляки (например, из 5120 государственных чиновников Полесского воеводства в 1932 году 88 % были поляками, 5,8 % русскими), в сельском хозяйстве и на неквалифицированном труде доминировали белорусы.
Уровень развития экономики Западной Белоруссии к 1939 году был низок. Доходы населения были самыми низкими в Польше, но гораздо выше, чем в СССР. Западная Белоруссия была аграрным регионом (с неплодородными землями) и мелкой обрабатывающей промышленностью.
В культурном плане в предвоенный период в Западной Белоруссии власти проводили полонизацию местного белорусского населения. Полонизация особенно усилилась с середины 1930-х годов. 13 сентября 1934 года министр иностранных дел Польши Юзеф Бек заявил в Женеве на заседании Лиги наций, что его страна прекращает сотрудничество в деле защиты прав национальных меньшинств. Во второй половине 1930-х годов в польских кругах появляются проекты колонизации Западной Белоруссия поляками и полонизации местного белорусского населения. Были приняты меры по ассимиляции белорусов. В 1936—1938 годах польские власти запретили белорусские общественные организации — Товарищество белорусской школы и Белорусский институт хозяйства и культуры. Вместо них были созданы польские православные организации — такие как «Общество православных поляков имени Пилсудского» в Белостоке.
Полонизационные проекты проводились в конце 1930-х годов не только центральными польскими властями, но и местными органами власти Западной Белоруссии. Прежде всего речь шла о тем белорусах-полещуках, которые по переписи 1931 года признали себя «тутэйшими». На заседании поветовых (уездных) старост в Бресте полесский воевода Вацлав Костек-Бернацкий в январе 1938 года заявил: «Полесье должно быть освоено польской культурой, а все население Полесья… (за исключением евреев), предназначено для польскости, чтобы вскоре стать польским». Меры были вскоре приняты в отношении признания «тутэйших» поляками. 5 апреля 1938 года Полесское воеводское управление направило на места указания, где предписывало: «Полещуков, которые не признают себя положительно украинцами, белорусами или русскими, необходимо признавать поляками, несмотря на вероисповедание и диалекты». Белостокский воевода Генрик Осташевский 23 июня 1939 года в секретном докладе в МВД Польши указывал, что белорусское население подлежит ассимиляции:

…белорусское население подлежит полонизации. Оно представляет собой пассивную массу без национального сознания, без государственных традиций… Надо, чтобы оно мыслило по-польски и училось по-польски в духе польской государственности
Чертой развития Западной Белоруссии был польский антисемитизм, поддерживаемый католической церковью. Католическое духовенство осуждало насилие в отношении евреев, но открыто поддерживало их дискриминацию. Примас Польши кардинал А. Гленд в пастырском обращении 29 февраля 1936 года призывал:

Надо закрываться от вредного морального влияния, то есть бойкотировать еврейскую прессу и еврейские деморализаторские издания, но нельзя нападать на евреев, бить их, наносить увечья, унижать. В еврее также надо уважать человека и ближнего…
Западнобелорусские евреи имели в довоенной Польше собственные общественные организации. Так, в Западной Белоруссии действовали структуры Бунда (центр этой партии находился в Варшаве). Бундовцы желали отмены косвенных налогов, установления 8-ми часового рабочего дня, государственного социального обеспечения на случай болезни и безработицы, отмены всех ограничений для евреев. При этом бундовцы отрицали эмиграцию в Палестину. В Западной Белоруссии самые крупные ячейки Бунда действовали в межвоенный период в Вильно, Гродно, Барановичах, Пинске, Пружанах и Бресте. Согласно программе Бунд требовал установления диктатуры пролетариата и создания в Польше еврейской автономии. Эти взгляды определяли близость Бунда коммунистам и социал-демократам. С сионистами (несмотря на столкновения) Бунд вел совместную борьбу против антисемитизма. В частности, в марте 1936 года Бунд организовал в городах Западной Белоруссии ряд забастовок против антисемитизма.
Между белорусами и польскими властями также имели место конфликты на экономической почве. В 1935 году произошла забастовка нарочанских рыбаков, вызванная попытками польских властей ограничить рыболовство на озере Нарочь. К полонизации негативно относилась немногочисленная белорусская интеллигенция, представители которой (например, поэт Максим Танк) подвергались арестам.
Несмотря на бедность и полонизацию, число эмигрантов из Западной Белоруссии бьло небольшим. По польским официальным данным из Виленского, Новогрудского, Полесского и Белостокского воеводств выехали в 1927—1938 годах на постоянное место жительства за рубеж 97,6 тыс. человек. Уезжали преимущественно в США, Аргентину, Латвию, Литву, Чехословакию и во Францию.

## Занятие Красной армией территории Западной Белоруссии (сентябрь 1939 года)

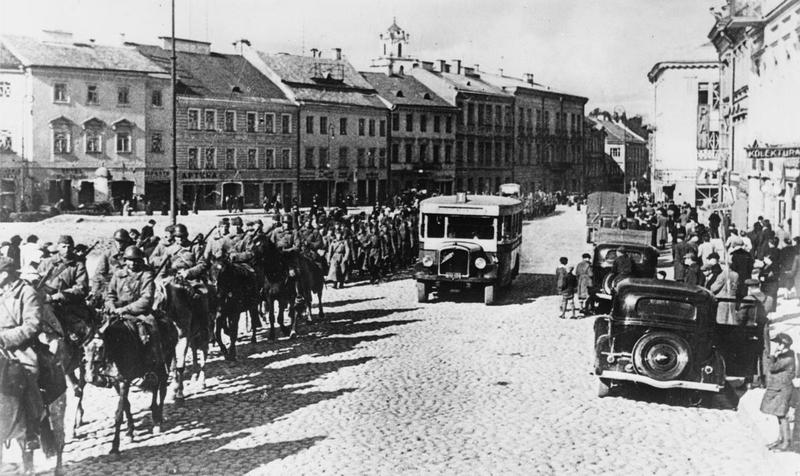
РККА вступает в Вильно, 19 сентября 1939 года

1 сентября 1939 года началась польская кампания вермахта. 12 сентября 1939 года на совещании в Абвиле премьер-министры Великобритании и Франции пришли к выводу, что Польша войну проиграла и помогать ей бесполезно. Польское правительство уже 7 сентября 1939 года перебралось в Брест, а оттуда в Коломыю. Советское руководство в тот момент ждало заключения перемирия с Японией (было подписано 15 сентября 1939 года).
17 сентября 1939 года Красная армия перешла польскую границу и быстро заняла Западную Белоруссию. На тот момент ситуация немецкие войска стояли на линии Соколе — Львов — Владимир-Волынский — Брест — Белосток. Таким образом, к 17 сентября 1939 года немецкие войска заняли значительную часть Польши и вступили на территорию Западной Белоруссии. Польская армия была к 17 сентября 1939 года разгромлена (хотя некоторые очаги сопротивления ещё оставались) и капитуляция польских сил была вопросом ближайших недель.
В первые две недели сентября 1939 года города и местечки Западной Белоруссии неоднократно подвергались бомбардировкам немецкой авиации. Польская авиация была малочисленна (на момент вторжения немцев у Польши было около 400 боевых самолётов против 2 тысяч боевых самолётов Германии) и не могла защитить эти населенные пункты. О непрерывности бомбежек вспоминал житель местечка Воложин Дэвид Ласкин:

мы были рады увидеть [советских] солдат, поскольку мы были изнеможены от нахождения днем и ночью в бомбоубежище
Существенного сопротивления Красной Армии польские части не оказали (за редким исключением). Количество пленных польских военнослужащих, взятых в Западной Белоруссии, было почти в четыре раза меньше, чем на территории Западной Украины. Войска Белорусского фронта в период с 17 по 28 сентября 1939 года захватили в плен 57892 человек (в том числе 2193 офицера). Для сравнения — на территории Западной Украины с 17 по 30 сентября 1939 года 5-я армия И. Советникова взяла в плен 190594 человека. До 18 тысяч польских военнослужащих отступили в соседнюю с Западной Белоруссией Литву.
Местное белорусское и еврейское население помогло Красной армии. В Западной Белоруссии местные белорусы организовали несколько антипольских восстаний. Так в Скиделе повстанцы захватили железнодорожную станцию, но были разбиты польскими частями и позднее помогали Красной армии освобождать этот населенный пункт. В ряде местечек (например, в Волковыске) местные жители сами установили советскую власть до прихода Красной армии. Кроме того, белорусские крестьяне использовали уход польских вооруженных сил для грабежа польских имений, причем поляков иногда убивали. Расстреливали также местные буржуазные элементы. Так в местечке Щерсы местный комитет расстрелял 6 шпионов и буржуазных элементов.
Политическое управление 3-е армии сообщало, что «большинство помещичьих имений Едской волости было разгромлено крестьянами». В политдонесениях 10-й армии сообщалось, что «осадников» «пачками расстреливают», а на «разъяснения не трогать кулаков-крестьян бедняки и середняки не обращают внимания».
И. Э. Еленская на основе устных воспоминаний жителей Западной Белоруссии (записаны в 2000-е годы) собрала рассказы о том, как белорусы встречали Красную армию хлебом, солью и цветами и устраивали «брамы» (символические арки с приветственными лозунгами). Поляков же опрошенные характеризовали как заносчивых людей, настроенных враждебно к другим этническим группам, которые при Польше занимали лучшие места. Опрошенные респонденты показали, что акты насилия были, но в них участвовали не красноармейцы, а местные жители.
Руководитель компартии Белорусской ССР Пантелеймон Пономаренко, посетив ряд населенных пунктов Западной Белоруссии (включая Барановичи, Слоним и Волковыск), отметил в письме Иосифу Сталину от 25 сентября 1939 года русифицированность городского населения, а также наличие враждебного польского сопротивления в районе Белостока:

Белорусское крестьянство настроено прекрасно, поддерживает всем чем может Красную Армию. Во всех эти городах, в которых пришлось побывать, я не встретил ни одного человека, который-бы не владел русским языком. Прекрасно все говорят по русски, даже молодежь. Крестьяне говорят на настоящем белорусском языке… За Белосток население встречает наши войскам более сдержанно, русский язык знают меньше, чаще раздаются выстрелы из-за угла, из лесу по красноармейцам, командирам. В городах имеется П.П.С. — и рабочие пепеэсовцы — обстановка становится сложнее чем в местностях где белоруссы

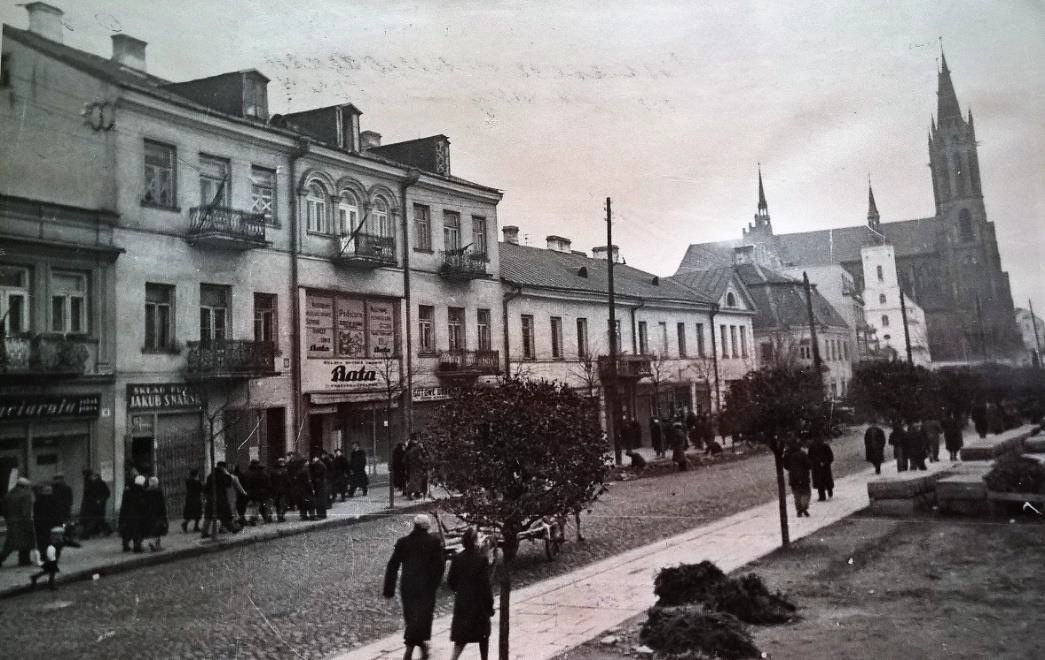
Улица в Белостоке в сентябре 1939 года. Видны красные флаги на балконах и полоски на стеклах

Немецкие документы подтверждают, что часть местного населения встречала советские войска радостно. Начальник оперативного отделения 206-й дивизии вермахта майор Нагель в донесении от 26 сентября 1939 года отметил, что 22 сентября 1939 года наблюдал «прием русских войск в Белостоке с ликованием пролетарского населения».
Восторженно встретили Красную армию жители многочисленных еврейских местечек Западной Белоруссии. Начальник агитационной машины ЦК КП(б)Б М. М. Фридман, который объехал ряд городов Западной Белоруссии в период 24 сентября по 26 октября 1939 года, сообщал в отчете, что их агитационную группу «во всех местечках с восторгом приветствовали, благодарили Советскую власть за освобождение от ига капитала и польских панов…».

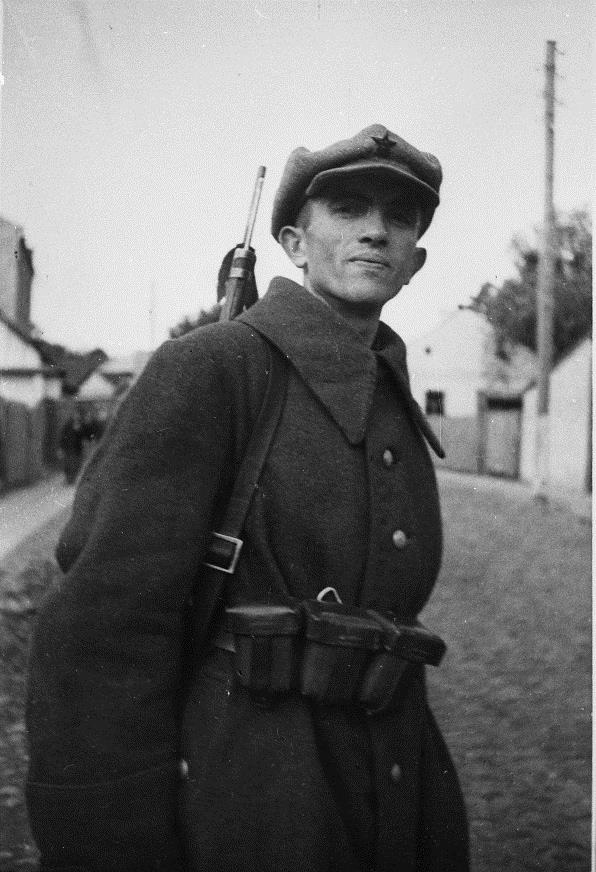
Боец рабочей гвардии Ошмян в патруле, 1939 год

Почти во всех городах и местечках место бежавшей польской администрации заняли (по собственной инициативе) местные евреи, взявшие (до прихода Красной Армии) власть в свои руки.
Выступили с оружием против польских властей с начала войны также местные украинские националисты — Полесское лозовое казачество, которое 22 сентября 1939 года заняло Дрогичин.
Несмотря на радушный прием жители Западной Белоруссии сразу засомневались, что в СССР живут богато. Пришедшие в сентябре 1939 года солдаты-красноармейцы были грязные, худые, плохо одетые (респонденты отмечали, что у некоторых солдат даже не было обуви) и выпрашивали у местных жителей еду. Офицеры Красной армии были одеты аккуратно.
Часть населения Западной Белоруссии в сентябре 1939 года смогла сравнить немецких и советских солдат. Некоторые территории Западной Белоруссии были изначально заняты немцами и потом переданы советским войскам. Так уже 14 сентября 1939 года (то есть до начала польской операции Красной Армии) немцы заняли Брест. Респондент Н. Р. Прилук в 2003 году вспоминал, что немцы были «хорошо откормлены, подтянуты, с выправкой, превосходно одеты», а солдаты-красноармейцы были «очень тощие, худые, изможденные». Немцы, по его воспоминаниям, кидали детям пачки конфет и кричали: «Русиш — гуд, польска — капут!».
Для крестьян-белорусов хорошая одежда показывала привилегированность человека. Поэтому советским людям, одетым скромно, было трудно заработать авторитет у местных жителей. Кроме того, с приходом красноармейцев пошли слухи о колхозах. По воспоминаниям очевидцев, некоторые красноармейцы рассказывали местным жителям, что за ними придут другие отряды, которые будут создавать колхозы. Поэтому красноармейцы советовали местным продавать свою землю.
Захваченные в плен уроженцы Западной Белоруссии были разделены на две категории: освобожденные и отправленные в лагеря. 3 октября 1939 года народный комиссар внутренних дел СССР Лаврентий Берия приказом № 4441/Б обязал распустить по домам пленных солдат польской армии (украинцев, белорусов и других национальностей) из числа жителей Западной Украины и Западной Белоруссии. 25 тысяч из освобождаемых из советского плена солдат этот приказ предписывал отправить на строительство дороги Новоград-Волынский — Корец — Львов. В специальные лагеря были отправлены солдаты из числа уроженцев части Польши, отошедшей к Германии. Также в лагеря были отправлены офицеры, полицейские и служащие силовых органов. Таким образом подавляющее большинство мобилизованных жителей Западной Белоруссии (из числа белорусов) вернулось домой практически сразу после завершения боев.
Сложнее было с военнопленными из жителей Виленского края, который в октябре 1939 года был передан Литве. Сотни этих военнопленных остались в СССР. Сохранилось обращение канцелярии Уполномоченного Правительства Литовской республики по Вильнюсу и Вильнюсскому краю по поводу «вывезенных властями СССР жителях Вильнюса и края, ныне литовских гражданах», датированное 12 января 1940 года. В этом документе сообщается о жителях Виленского края, оказавшихся в СССР: 533 вывезенных в СССР и 139 интернированных в СССР.

## Территория советской Западной Белоруссии
Западная Белоруссия (со 2 ноября 1939 года официально называлась «западные области БССР») включала на протяжении всего периода сентября 1939 года — июня 1941 года пять областей: Белостокскую, Брестскую, Барановичскую, Пинскую и Вилейскую.
Кроме того, в состав Западной Белоруссии входили также 2,6 тысяч км² с городами Свенцяны, Солечники и Друскеники с населением 81750 человек, позднее переданные советской Литве по указу Верховного совета СССР от 6 ноября 1940 года. Изменение границ Западной Белоруссии приводило к тому, что местное население оказалось в растерянности. В 1940 году жители пяти сельсоветов отказались платить налоги и стали вывозить имущество, потому что их населенные пункты будут переданы Литве.

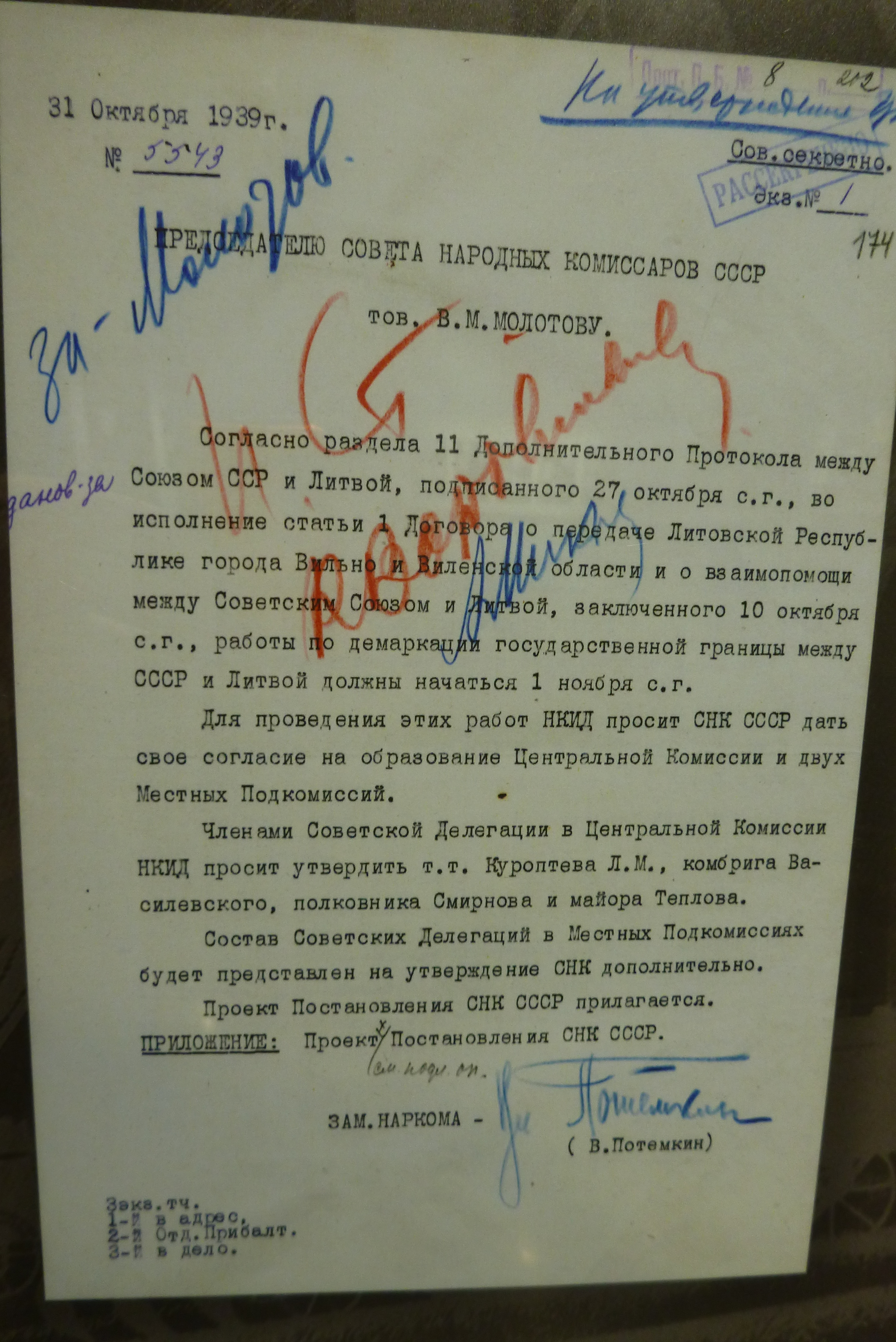
Докладная записка В. П. Потемкина В. М. Молотову о создании комиссии по демаркации государственной границы между Литвой и советской Западной Белоруссией (после передаче Литве Виленского края). 31 октября 1939 года

Виленский край никогда не входил в состав западных областей Белорусской ССР. Однако в конце сентября — начале октября 1939 года Виленский край (как и будущие западные области Белорусской ССР) находился под советским контролем. Более того, Виленское воеводство в Постановлении ЦК ВКП(б) «Вопросы Западной Украины и Западной Белоруссии» от 1 октября 1939 года рассматривалось как часть Западной Белоруссии. На территории бывшего Виленского воеводства в конце сентября — начале октября 1939 года (как и на территории будущих Западных областей Белорусской ССР) шла советизация, в частности формировались органы советской власти. 2 октября 1939 года председателем Временного управления Виленской области был назначен Я. А. Жилянин, а председателем управления Вильно стал П. Е. Красков. В городе даже начали выпуск газеты «Виленская правда» на белорусском языке (как и в областных городах Белоруссии). В Вильно советскими властями были проведены аресты местных деятелей Бунда (среди арестованных была Анна Розенталь), а также иных политических активистов (например, были арестованы редактор газеты Залман Рейзен и его сын, руководитель Виленского союза адвокатов Иосиф Черников).

Карта Литвы в границах Московского договора 1920 года. На карте виден раздел Виленского края (показан коричневым цветом трех оттенков): темно-коричневым выделена территория с Гродно, оставленная в Белорусской ССР, более светлым оттенком показана территория, переданная Литве в 1939 году, самым светлым оттенком выделена территория, переданная Литве в 1940 году

Еще в 1920 году по Московскому договору Советская Россия признала, что в состав Литвы входит не только Вильно, но и Гродно. 10 октября 1939 года Виленский край был передан Литве. Литовские войска вступили в Вильно 28 октября 1939 года, причем факт передачи Виленского края Литве использовался польским подпольем для антисоветской пропаганды против создания Западной Белоруссии. В польской листовке, выпущенной в Вильно 15 октября 1939 года, сообщалось:

Большевизм своим выступлением в Польшу показал все свои слабые стороны, в Вильно нет уж Белоруссии, хотя они кричали всякими способами в течение трех недель. Искусственное монтирование Западной Белоруссии не выйдет большевикам добром
Проблемой стало установление границы между Западной Белоруссией и Западной Украиной. Руководство Белорусской ССР обратилось к польским переписям (в том числе к переписи 1931 года, которая занизила число украинцев в Полесье). Лидеров Украинской и Белорусской ССР — Н. С. Хрущёва и П. К. Пономаренко — 22 ноября 1939 года принял Сталин. Он утвердил границу, предложенную Пономаренко, с небольшой уступкой Украине в районе Беловежской пущи. С согласия Пономаренко Белоруссия передала Украине Камень-Каширский район.
Западная граница Западной Белоруссии (с оккупированной Германией Польшей) была определена окончательно советско-германским протоколом от 4 октября 1939 года (демаркация была завершена в феврале 1940 года).

## Правовой статус Западной Белоруссии в составе СССР
Несмотря на то, что Западная Белоруссия была включена в состав Белорусской ССР, она фактически стала особой частью Советского Союза. Вплоть до начала Великой Отечественной войны между западными и восточными областями Белорусской ССР сохранялась граница, которую можно было легально пересечь (как с запада на восток, так и в обратном направлении) только при наличии веских причин (как правило, на основании рабочей командировки). Для получения разрешения на пересечение этой границы следовало пройти тщательную проверку в паспортном отделе НКВД. Таможенные посты между Восточной Белоруссией и Западной Белоруссией были упразднены только в январе 1941 года.
В 1939—1941 годах границу между Западной и Восточной Белоруссией пересекали нелегально. Прежде всего это делали по экономическим соображениям. В Западную Белоруссию за покупками ходили даже советские военнослужащие. 8 августа 1940 года на рынке Несвижа были обнаружены 250 крестьян Копыльского района.
Кроме того, в 1940 - 1941 годах продолжала существовать фактическая граница между Западной Белоруссией и присоединенными в 1940 году к СССР Литвой и Латвией. Эту границу из Западной Белоруссии также пересекали нелегально лица, которые шли в Латвию за товарами. В Постановлении ЦК Компартии Белорусской ССР от 21 апреля 1941 года сообщалось, что многие руководители из пограничных районов покрывали эти нарушения, а то и сами доставляли нелегально товары из-за старой границы:

…многие руководящие работники районов, расположенных на границе с западными областями БССР и Латвийской ССР, не только не помогают погранвойскам, а наоборот, потворствуют всякого рода нарушениям и берут под свою защиту нарушителей, а ряд ответственных работников партийных и советских организаций, наркоматов и учреждений сами нарушают установленный порядок в зоне заграждений и протаскивают контрабандным путем разные товары из Литовской и Латвийской ССР.

## Формирование системы советских органов власти

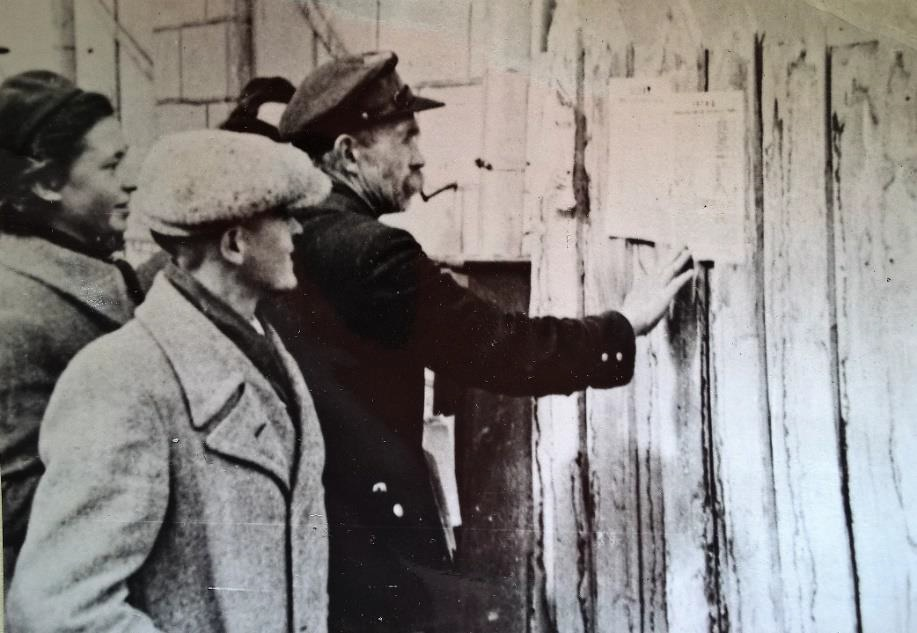
Чтение объявлений Временного управления, Сморгонь

Система советских органов власти формировалась в Западной Белоруссии постепенно. В ноябре — декабре 1939 года началась замена Временных управлений комитетами Коммунистической партии большевиков Белоруссии.
Советская система судебно-прокурорских органов сформировалась в Западной Белоруссии поздно. Получилась следующая ситуация: на протяжении нескольких месяцев польская судебная система не действовала, а советской еще не было. Поэтому, например, в Белостокской области зимой 1939 года стало больше преступлений, которые оставались безнаказанными. Даже в январе 1940 года прокуратура в Белостоке еще не начала свою работу.
В первые месяцы советской власти в государственные и партийные органы шел набор бывших членов Коммунистической партии Западной Белоруссии (распущенной в 1938 году). В 1938 году все бывшие члены зарубежных коммунистических партий советскими властями были объявлены враждебными (как правило, по обвинению в троцкизме).
Тем не менее бывшие члены Коммунистических партий Польши и Западной Белоруссии стали после установления советской власти подавать заявления на прием в ВКП(б). Причем среди бывших коммунистов преобладали евреи. Например, среди бывших членов Коммунистических партий Польши и Западной Белоруссии, подавших заявления на прием в ВКП(б), более половины были евреями.
В начале октября 1939 года Совет народных комиссаров СССР велел на все государственные посты в новых землях бывших членов Коммунистической партии Западной Белоруссии принимать «не огульно, а в индивидуальном порядке после тщательной и неторопливой проверки». После этого начались отказы в принятии местных коммунистов на партийные должности и в ВКП(б). Типичным примером было обвинение в троцкизме. Например, 27 июля 1940 года бюро Брестского областного комитета партии отказалось принимать И. Липшица в члены ВКП(б) по причине «идеологической неустойчивости и идеализации врага Троцкого».

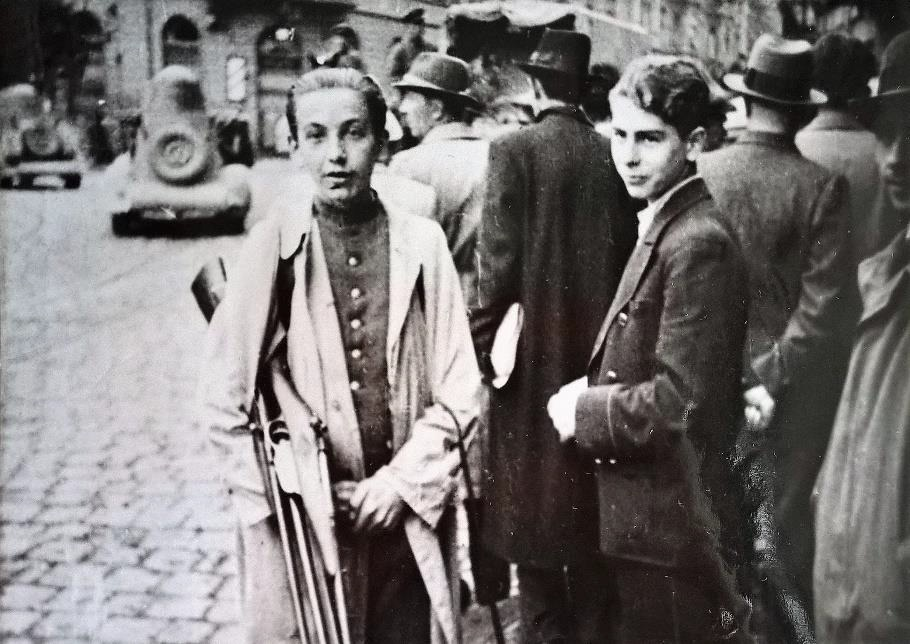
Жители Белостока сдают оружие в советскую комендатуру, 1939 год

В первые недели советской власти Временные управления с санкции советского военного командования совместно с рабочей гвардией имели практически неограниченную власть и даже по своему усмотрению проводили суд. Первые приказы Временного управления предусматривали сдачу населением оружия («Приказ № 1»), о восстановлении торговли в магазинах и киосках (с сохранением довоенных цен), о введении в оборот советского рубля (курс 1 польский злотый = 1 советский рубль). Некоторые члены рабочей гвардии занимались грабежами местного населения.
22 октября 1939 года было избрано Народное Собрание Западной Белоруссии (911 депутатов), которые распределились по национальностям следующим образом:
- Белорусы — 72,3 %;
- Поляки — 11,5 %;
- Евреи — 8,2 %;
- Русские — 4,2 %;
- Прочие — 3,8 %.

Для проведения выборов были созданы 929 окружных комиссии и 6 109 участковых. Национальный состав избирательных комиссий был следующим:
- Белорусы — 68,2 %;
- Поляки — 15,9 %;
- Евреи — 6,4 %;
- Русские — 5,2 %.

В городах и местечках (польско-еврейских по национальному составу) среди членов комиссий преобладали евреи. Например, евреи составляли более 70 % членов избирательных комиссий в Пинске.

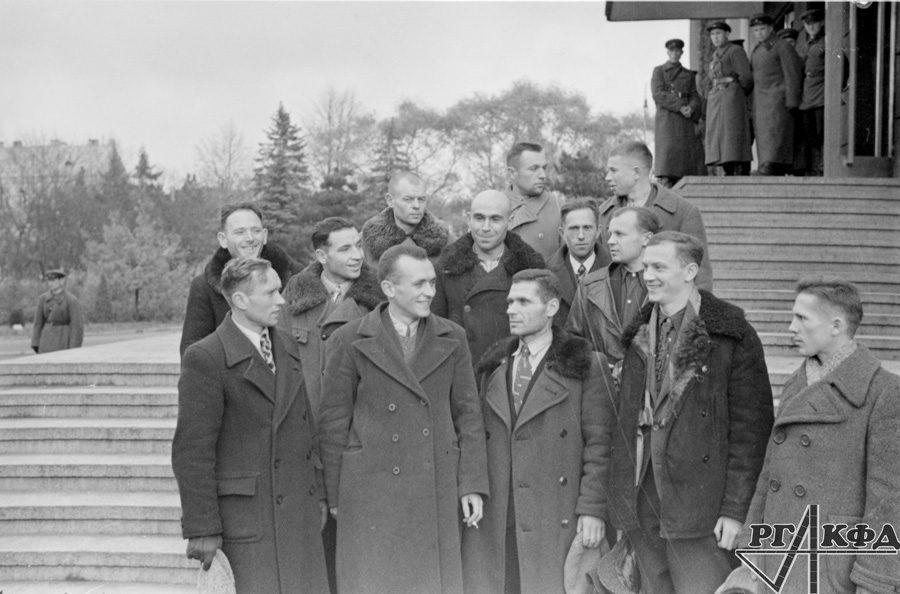
Группа бывших политзаключенных, избранных депутатами Народного собрания Западной Белоруссии

Выборы показали, что советская власть не допустила до их участия большинство членов Временных управлений. Из 911 депутатов только 69 человек были членами Временных управлений (при том, что Временные управления были наделены правом выдвигать кандидатов). Большинство избранных депутатов (852 человека) были беспартийные.

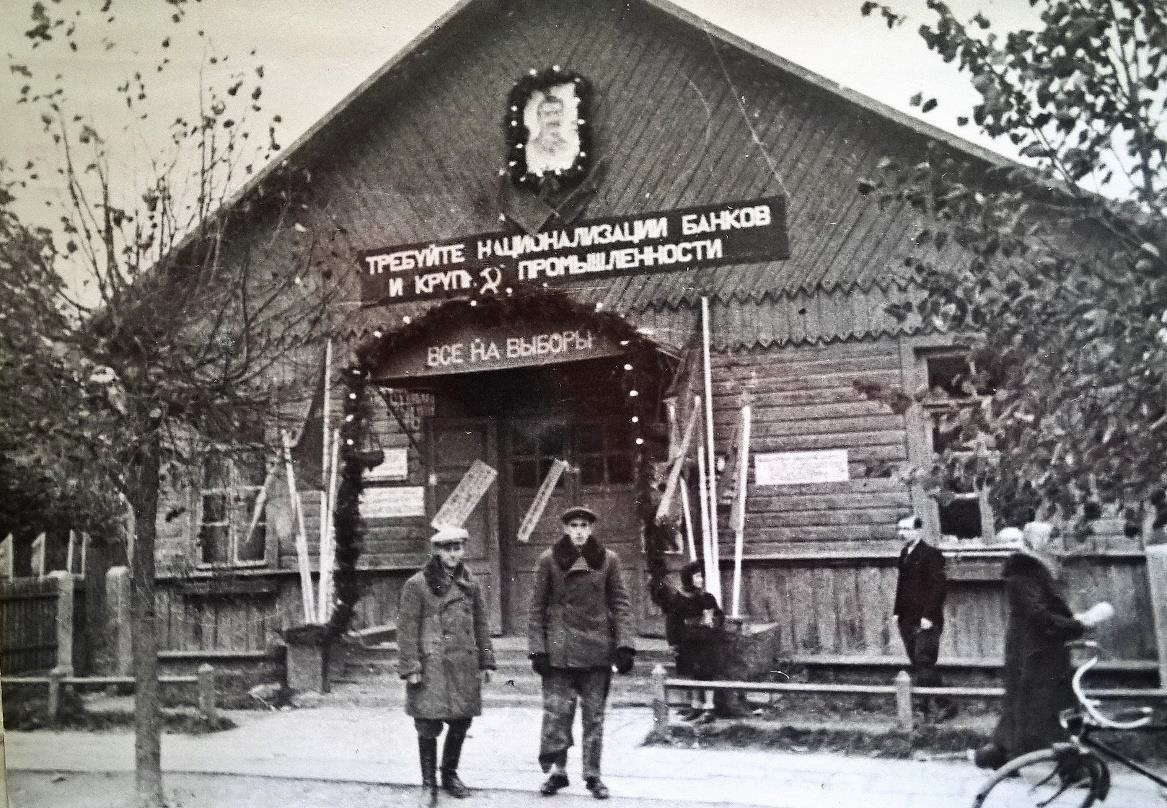
Один из избирательных участков Барановичей в день выборов в Народное собрание Западной Белоруссии

Именно Народное собрание Западной Белоруссии просило о принятии Западной Белоруссии в состав Белорусской ССР. Уже 29 октября 1939 года в «Правде» была напечатана речь Сергея Притыцкого о присоединении к Белорусской ССР:

Правители бывшей панской Польши пытались превратить народы Западной Белоруссии в рабов, лишали их всех человеческих прав, грубо, цинично издевались над человеческим достоинством трудящихся, отняли у народа родной язык, закрыли белорусские школы… А ведь наш народ, народ Западной Белоруссии — хороший, умный, талантливый народ. А ведь наша родная страна — Западная Белоруссия — страна прекрасная, богатая, таящая в себе огромные возможности...
24 марта 1940 года в Западной Белоруссии были проведены выборы в Верховный Совет СССР и Верховный Совет Белорусской ССР. В Верховном Совете Белорусской ССР Западной Белоруссии было отведено 202 места (1 депутат от 20 тыс. жителей):
- Белостокская область — 58 мест;
- Барановичская область — 51 место;
- Вилейская область — 40 мест;
- Брестская область — 32 места;
- Пинская область — 21 место.

В Совет Союза Верховного Совета СССР Западная Белоруссия провела 16 депутатов (1 депутат от 300 тыс. человек):
- Белостокская область — 5 мест;
- Барановичская область — 4 места;
- Вилейская область — 3 мест;
- Брестская область — 2 места;
- Пинская область — 2 места.

В Совет Национальностей Верховного Совета СССР Западная Белоруссия провела 6 человек (из 25 мест, отведенных Белорусской ССР): 2 от Белостокской области, по 1 депутату от остальных 4-х областей.
Порядок проведения выборов имел некоторые отличия в Западной Белоруссии:
- Кандидаты в сельской местности выдвигались общими собраниями крестьян (по сельсоветам), а не трудовыми коллективами колхозов, которых в Западной Белоруссии не было;
- Бюллетени для голосования подавались без конвертов (на остальной территории Белорусской ССР бюллетень, поданный без конверта, считался недействительным) и различались по цветам.

В предвыборной кампании приняли участие 46 013 агитаторов (из них 17 000 в Белостокской области). Они организовывали митинги и кружки. Только в Брестской области прошли 1128 митингов, в которых приняли участие 205652 человека.
Согласно отчету инструктора Организационно-инструкторского отдела ЦК КП(б)Б Г. М. Гершмана из общего
количества избирателей (2 930 628 чел.) в выборах участие приняли 2 909 450 чел. или 99,27 % (в 11 районах была 100 % явка избирателей). За кандидатов блока коммунистов и беспартийных проголосовали 2 850 406 чел. (97,97 %).
Национальный состав избранных депутатов Верховного Совета Белорусской ССР от Западной Белоруссии:
- Белорусы — 136;
- Русские — 33;
- Поляки — 15;
- Евреи — 12;
- Украинцы — 4;
- Грузины — 1;
- Литовцы — 1.

Таким образом, доля поляков и евреев, ставших депутатами, была заметно ниже их доли в населении Западной Белоруссии. Большинство депутатов (109 человек) были беспартийными, женщин избрали 38 человек. Выборы прошли в целом спокойно — случаи протестов были единичными.
Наиболее распространенной формой протеста были антисоветские поговорки и частушки, а также порча бюллетеней. Очень много было надписей против евреев (с ними ассоциировали местные жители советскую власть): «Бей жидов, спасай Белоруссию, потому что Россия пропала», «Долой грузинско-жидовскую власть» и другие.
Много было надписей за Польшу, с оскорблениями в адрес советских руководителей. На некоторых бюллетенях рисовали свастику, хвалили Гитлера, Англию и Францию. Однако были надписи, восхвалявших Сталина и коммунизм.
Часть избранных депутатов в Западной Белоруссии составляли «восточники». Так, среди депутатов городских советов Западной Белоруссии «восточники» составляли от 30 % до 50 %.

## Экономические мероприятия
Советская власть в октябре 1939 — январе 1940 годов провела в Западной Белоруссию национализацию банков (с конфискацией крупных вкладов), немногочисленных промышленных предприятий, ресторанов, кинотеатров, большинства торговых точек. Кроме того, в сентябре 1939 года были разорваны торговые связи с территорией бывшей Польши, откуда в Западную Белоруссию поступало большинство товаров. Поставки из СССР были невелики и их план хронически не выполнялся. Мелкие торговцы Западной Белоруссии в большинстве своем разорились и были вынуждены либо перейти на службу в советские органы власти, либо заняться спекуляцией. В Западной Белоруссии в 1939—1941 годах сложился огромный «черный рынок» и тотальный дефицит потребительских товаров, хотя по сравнению с восточными областями Белорусской ССР было изобилие. У населения были изъяты излишки денег путем разрешения обменивать на советские рубли не более 300 злотых (месячная зарплата бухгалтера-кассира).
В сфере сельского хозяйства коллективизацию провести не успели, но крестьяне (в основном белорусы) получили землю — им были переданы конфискованные земли выселенных «осадников» (в основном поляков).
Благодаря национализации и расширению системы образования возник большой государственный сектор. Для поддержания дисциплины были приняты те же карательные меры, что и в СССР. Так, были случаи, когда учителей в Западной Белоруссии осуждали в уголовном порядке за нарушения трудовой дисциплины по указу от 26 июня 1940 года.

### Национализация (октябрь 1939 — январь 1940 года)

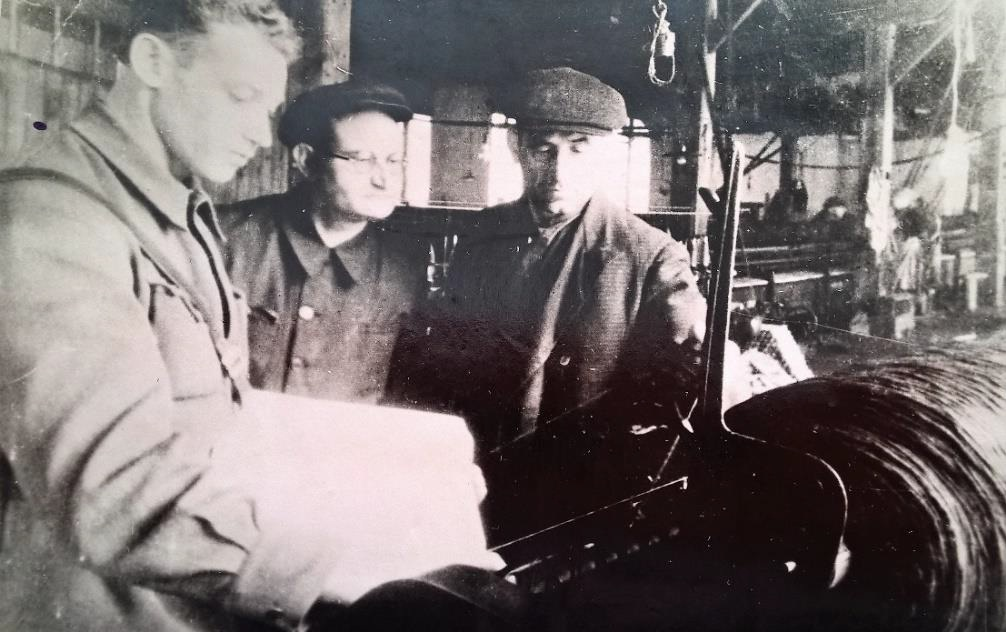
Комиссия по приему национализированного оборудования прядильно-ткацкой фабрики в Белостоке, 1939 год

Национализация в Западной Белоруссии началась еще до официального присоединения ее к СССР. 1 октября 1939 года указ Совета народных комиссаров СССР предусматривал национализацию в Западной Белоруссии и Западной Украине промышленных предприятий, владельцы которых бежали. Новых руководителей на таких предприятиях назначали временные управления, причем вся выручка шла на содержание создаваемых органов советской власти. На основании этого указа несколько частных фирм в Белостоке (в том числе фабрика швейных машин «Зингер») были национализированы к середине октября 1939 года. На местах норму о национализации распространяли не только на бесхозные предприятия, но и на те предприятия, владельцы которых были в наличии. Так были до официального присоединения Западной Белоруссии к СССР конфискованы некоторые предприятия в Барановичском районе.
Национализация банков прошла также до официального присоединения Западной Белоруссии к СССР. Оперативно-чекистские группы занимали банки и объявляли валюту достоянием народа, причем если руководители банков отказывались выдавать ключи от сейфов, то чекисты их взламывали. Взломом сейфов приходилось заниматься очень часто. Например, в характеристике сотрудника оперативно-чекистской группы Вилейской области А. А. Богачука на представление его к ордену «Знак Почёта» сообщалось, что Богачук не только проводил арест «контрреволюционного элемента» и изымал ценности, но также в период с 17 сентября по 2 ноября 1939 года вскрыл 1180 сейфов.
В декабре 1939 года (11 декабря в областных центрах, с 20 декабря в уездных центрах) появились конторы Государственного банка СССР.
В декабре 1939 — январе 1940 годов в Западной Белоруссии провели официальную национализацию:
- предприятий;
- медицинских учреждений;
- банков (при этом крупные вклады были объявлены общенародным достоянием);
- столовых, ресторанов и торговых складов.

Владельцы национализируемых предприятий поспешно распродавали запасы сырья. В некоторых случаях советская власть назначала бывших владельцев директорами национализированных предприятий.
Среди собственников национализированных предприятий Западной Белоруссии (как и Западной Украины) были иностранцы. СССР получил в связи с национализацией дипломатические ноты от миссии Бельгии (9 и 24 ноября 1939 года), посольства Германии (от 27 ноября 1939 года) и заявление посольства Франции (4 апреля 1940 года). Правительство СССР наотрез отказалось выплачивать иностранным собственникам компенсацию за национализированное имущество. 27 февраля 1940 года на заседании Политбюро ЦК ВКП(б) были утверждены инструкция Народного комиссариата юстиции СССР местным органам юстиции, а также ответы на бельгийские и германскую ноты. В утвержденных документах говорилось, что вопрос о национализации был решен Народными собраниями Западной Украины и Западной Белоруссии до присоединения этих территорий к СССР:

Указанные мероприятия на территории Западной Украины и Западной Белоруссии были проведены еще до включения последних в состав СССР, причем проведены не центральными или местными органами государственной власти и государственного управления СССР, а органами власти, созданными суверенными народами Западной Украины и Западной Белоруссии
На том основании, что не советские органы проводили национализацию, утверждалось, что тот факт, что СССР владеет имуществом, на которое заявлены претензии:

…не возлагает на СССР никакой ответственности перед бывшими собственниками, утратившими всякое право на это имущество в силу национализации его суверенными народами Западной Украины и Западной Белоруссии в лице созданных ими органов власти, от которых это имущество, как национализированная и следовательно государственная собственность, законно перешло к СССР

### Введение советского рубля и конфискация излишков денег у населения

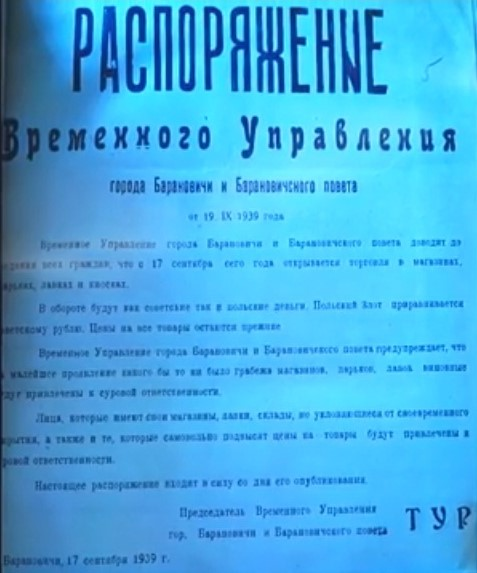
Распоряжение Временного управления по городу Барановичи и Барановичскому повету от 19 сентября 1939 года (в документе также указана дата - 17 сентября 1939 года) о торговле, запрете грабежей магазинов, запрете повышения цен и об обязанности торговцев принимать советские рубли

Два первых месяца советские власти сохраняли хождение польского злотого, обменивая его по курсу: 1 польский злотый — 1 советский рубль. Это почти соответствовало официальному довоенному советскому курсу. Согласно бюллетеню курсов иностранных валют, опубликованному в «Правде» 1 августа 1939 года, 100 польских злотых равнялись 99,66 советским рублям. Фактически курс рубля был существенно завышен — до войны 1 польский злотый оценивался в 3,3 советских рубля. Таким образом уже в первые месяцы, когда хождение польского злотого было разрешено, шло изъятие денег у местного населения.
С 21 декабря 1939 года советские власти запретили хождение польского злотого, причем установили, что каждый гражданин может обменять на советские деньги не более 300 злотых. То есть все излишки наличности фактически обесценились, так как 300 рублей составляла месячная зарплата бухгалтера-кассира. Причем об этой мере через газеты населению Западной Белоруссии объявили за сутки до ее введения — 20 декабря 1939 года. Для Западной Белоруссии Государственному банку СССР была разрешена эмиссия — 300 млн рублей.
Обесцененные польские злотые местные жители скупали (по заниженному курсу) и вывозили в оккупированную немцами Польшу для перепродажи. Например, беженец из-под Радома Хаим Минц был осужден на 1,5 года тюрьмы с конфискацией всех денег за то, что скупал на базарах у крестьян злотые и платил за 100 злотых 35 — 90 советских рублей.
В ряде случаев спекулянтам помогали «восточники», в том числе служившие в советских правоохранительных органах. В июне 1940 года прокурор Зельвенского района Ф. М. Шапиро («восточник» из Пуховичей) организовал в здании народного суда продажу мануфактурных товаров бывшей торговки Ратнер, которые у нее были изъяты в качестве доказательств. Некоторые «восточники» сами занимались спекуляцией.

### Введение советской налоговой системы
Новая налоговая система была введена в два этапа. В ноябре 1939 года — марте 1940 года были введены отдельные налоговые меры по сокращению числа лиц, живших на «нетрудовые доходы». В ноябре 1939 года налоги с владельцев торгово-промышленных предприятий и лиц, живущих на «нетрудовые доходы» были повышены на 50 %. При этом советские представители часто произвольно устанавливали для местных торговцев суммы налогов.
Также в первые месяцы на местах налоги вводились по решению местных властей. Например, 2 февраля 1940 года Белостокский областной комитет КП(б) Белоруссии решил за уплату государственной пошлины начать выдачу патентов на занятие кустарным ремеслом (без найма рабочей силы), мелкой торговлей и иной деятельностью в сфере услуг (вроде ремонта обуви).
17 марта 1940 года Политбюро ЦК ВКП(б) распространило действующие в СССР законы по налогам и сборам на население Западной Белоруссии и Западной Украины.

### Тотальный дефицит потребительских товаров и появление «черного рынка»
Одним из первых последствий прихода красноармейцев в Западную Белоруссию стал тотальный дефицит товаров. Солдаты и офицеры Красной Армии скупали практически все товары, причем командиры переправляли их в Москву для перепродажи по завышенным ценам. Солдаты и офицеры Красной Армии значительно опустошили западнобелорусские магазины, в результате чего зимой 1939—1940 года основную часть товара местные торговцы припрятали.
Разрыв торговых связей с Польшей также способствовал дефициту потребительских товаров. До сентября 1939 года в Западную Белоруссию товары поступали из польских гаваней, а также из центральных и западных регионов Польши. Установление немецкой власти в Польше привело к тому, что этот поток товаров прекратился. Советские же поставки не могли компенсировать польские.
Советские власти безуспешно пытались наладить снабжение Западной Белоруссии. Однако зимой 1939—1940 года власти столкнулись с тем, что составы с товарами стояли на железнодорожных станциях по 15 — 20 дней неразгруженными и присланные грузы там же скупались спекулянтами. Много крали также работники железной дороги. Только по Белостокской железной дороге за январь — август 1940 года были раскрыты 342 кражи.
В итоге планы поставок товаров в Западную Белоруссию не выполнялись. Например, в Белостокскую область по III кварталу 1940 года поставки чулочно-носочных изделий составили 2 % от плана, «швейных товаров» — 4,7 %, рыбных консервов — 19 %, а валяной обуви не поступило совсем.
Принудительный обмен денег и произвольное налогообложение привели к тому, что в конце 1939 года местные евреи-торговцы закрывали магазины и продавали остатки товаров нелегально тем, у кого были советские рубли в большом количестве — красноармейцам и «восточникам». В разделе «Торговля» оперативной сводки НКВД Белорусской ССР от 5 ноября 1939 года сообщалось:

Покупателям, из гражданского населения, торговцы не желают ничего продавать, и наоборот, покупателям красноармейцам и командирам частей РККА — стремятся сбыть остатки своих товаров, причем цены берут в 5-6 раз выше существовавших ранее… Применяемые штрафы к купцам и торговцам эффекта также не оказывают, так как при наличии высоких цен на товары они уплачивают штрафы без особого затруднения
О масштабах сокращения легальной мелкой торговли за первые месяцы советской власти говорят следующие цифры. В сентябре 1939 года в Белостоке насчитывалось около 3 тыс. торговцев, а к 1 августа 1940 года в городе легально работали по патентам только 32 торговца.
Под давлением налогов закрылся ряд мелких предприятий. Еврейские ремесленники были вынуждены объединяться в артели или идти на советские предприятия. На советских фабриках и заводах (в том числе в Западной Белоруссии) с 7 августа 1940 года была введена семидневная рабочая неделя. Бывшие торговцы шли на государственную службу, а врачи-евреи после закрытия частных медицинских кабинетов — в советские больницы.
Снабжение части работников советских органов шло «по магазинным спискам» — заведующий магазином составлял список местных чиновников, которые до начала продажи новых поставок покупали без очередей столько товара, сколько им было необходимо. Иногда товары таким чиновникам просто доставлялись на дом.
Для борьбы со спекуляцией были введены нормы отпуска товара покупателям. Нормирование продажи было в СССР с 1936 года. В Западной Белоруссии нормирование продажи товара было введено секретным постановлением Совета народных комиссаров СССР от 21 октября 1940 года. Это постановление устанавливало, что в Западной Белоруссии 1 человек мог купить не более следующего количества товара:
- Хлопчатобумажной ткани — 10 метров;
- Льняной ткани — 8 метров;
- Обуви — 1 пары;
- Костюм или платье — не более 1 шт.;
- Хозяйственного мыла — не более 2 кусков.

Нормы продажи населению продовольственных товаров по состоянию на октябрь 1940 года в Западной Белоруссии были часто в 1,5 — 4 раза выше, чем в «старых» регионах СССР (ниже указаны нормы для Западной Белоруссии, а в скобках — для «старых» регионов СССР):
- Консервы — 3 банки (2 банки);
- Животный жир — 0,5 кг (0,2 кг);
- Растительное масло — 0,5 кг (0,4 кг);
- Сыр — 0,5 кг (0,2 кг);
- Чай — 0,1 кг (0,05 кг);
- Пшеничный хлеб — 2 кг (1 кг);
- Крупы — 2 кг (1 кг);
- Мясо — 2 кг (1 кг).

Для восполнения дефицита местные жители нелегально переходили в Литву и в оккупированную немцами Польшу, привозя товары контрабандой.
В Западной Белоруссии с первых месяцев советской власти сложился огромный черный рынок. Спекуляцией в регионе занимались в основном беженцы. Советская власть боролась со спекуляцией, но мягко. В СССР за спекуляцию отправляли в концентрационный лагерь сроком от 5 до 10 лет без права применения амнистии. В Западной Белоруссии наказывали за спекуляцию гораздо мягче. Так, согласно постановлениям Слонимского народного суда, наиболее распространенным наказанием за спекуляцию были штраф и ограничение свободы сроком до 1 года.

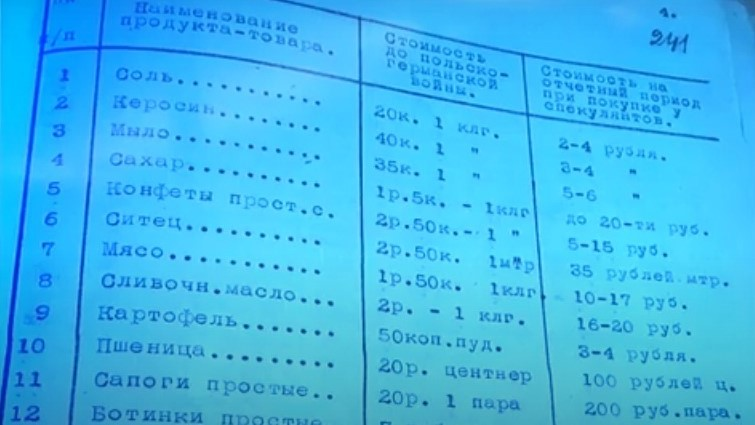
Документ НКВД о ценах в Западной Белоруссии к декабрю 1939 года (официальных и на черном рынке)

Цены на «черном рынке» были часто в 10 и более раз выше, чем в магазинах. Так, цены на основные товары в Западной Белоруссии составляли в сентябре — декабре 1939 года (до скобок указаны цены на товары до 1 сентября 1939 года, а в скобках — цены у спекулянтов в ноябре — декабре 1939 года):
- Соль за 1 кг — 0,2 руб. (2 — 4 руб.);
- Керосин за 1 кг — 0,4 руб. (3 — 4 руб.);
- Мыло за 1 кг — 0,35 руб. (5 — 6 руб.);
- Сахар за 1 кг — 1,05 руб. (до 20 руб.);
- Леденцы за 1 кг — 2,5 руб. (5 — 15 руб.);
- Ситец за 1 м — 2,5 руб. (35 руб.)
- Мясо за 1 кг — 1,5 руб. (10 — 17 руб.);
- Картофель за 1 пуд — 0,5 руб. (3 — 4 руб.);
- Пшеница за 1 центнер — 20 руб. (100 руб.);
- Сапоги простые за 1 пару — 20 руб. (200 руб.);
- Ботинки простые за 1 пару — 7 руб. (100 руб.).

Депортация беженцев привела к резкому сокращению спекуляции товарами. В докладной записке о состоянии торговли по Белостоку от 26 августа 1940 года сообщалось:

размеры спекуляции значительно сократились после очистки области от беженцев, которые в своем большинстве скупали в кооперативных магазинах товары и тут же продавали по спекулятивным ценам

### Национализированная промышленность

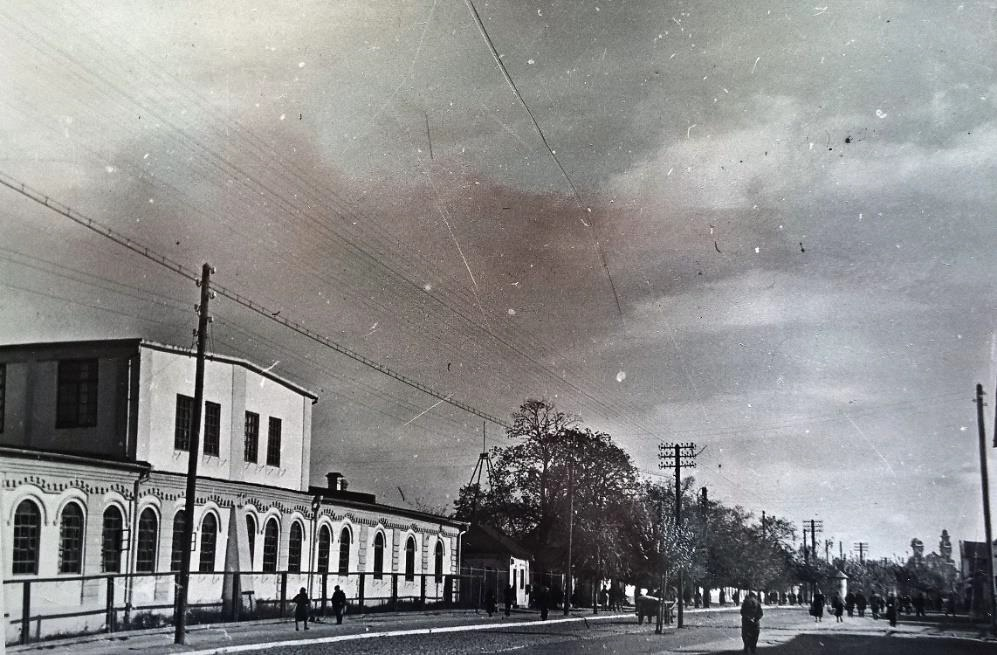
Спичечная фабрика имени 20 Сентября в Пинске (переименована в честь дня освобождения города), 1939 год

Национализированные предприятия были переименованы. До национализации они носили имена владельцев, а после получили порядковые номера — например, «текстильная фабрика № 1 города Гродно». На них были организованы социалистическое соревнование, движения стахановцев и ударников.

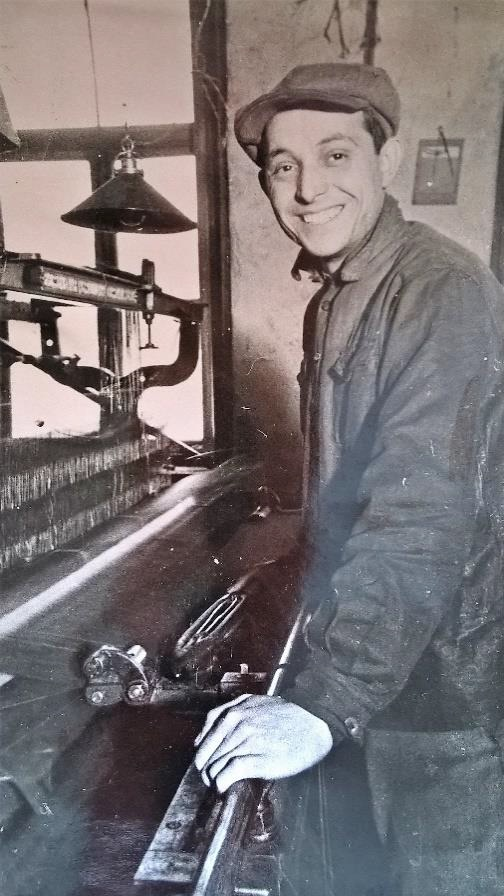
Ткач Б.А. Медлинский (текстильный комбинат №1 Белостока) первым перешел на обслуживание двух станков, 1939 год

Многие национализированные предприятия Западной Белоруссии в 1940—1941 годах простаивали из-за нехватки сырья и топлива. В марте 1940 года треть национализированных предприятий Белостокской области не работала из-за необеспеченности сырьем. В январе 1941 года Слонимская бумажная фабрика «Альбертин» месяц стояла без топлива. На предприятиях распространились кражи с рабочих мест.

### Меры в сельском хозяйстве

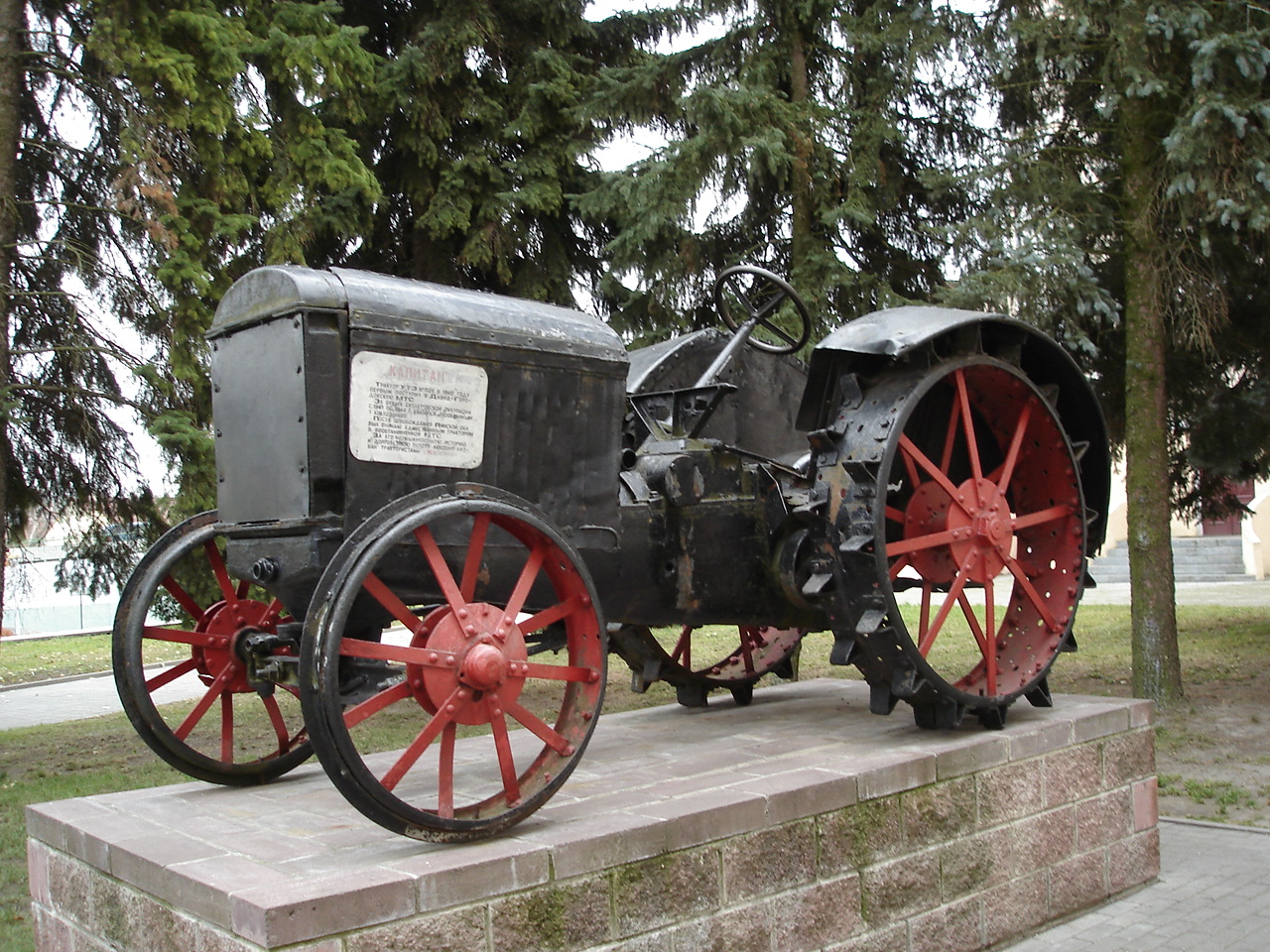
Трактор СХТЗ-15/30, выпущенный Харьковским тракторным заводом. Трактор попал в западнобелорусский Давид-Городок в 1940 году и работал на Давид-Городокской МТС. Когда в 1941 году к городу приближалась линия фронта, местный сторож разобрал трактор на отдельные части, смазал солидолом и спрятал его от немцев, закопав в землю Когда Белорусская ССР была освобождена, трактор собрали заново, и он ещё долго работал на полях. Ныне установлен в Пинске

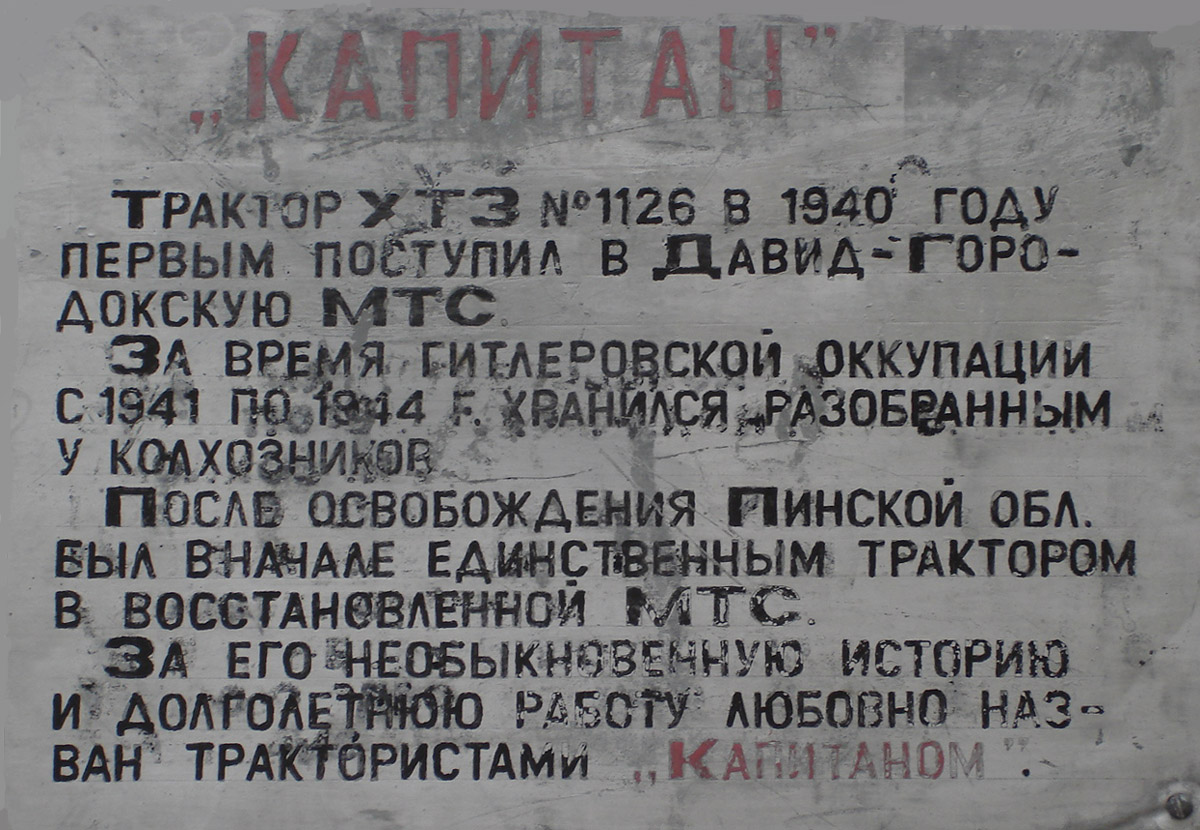
Табличка на тракторе-памятнике в Пинске

В Западной Белоруссии (в том числе в Белостокской области) были созданы колхозы, но они были немногочисленны и подавляющее большинство крестьян осталось к июню 1941 года единоличниками. К июню 1941 года в Западной Белоруссии удалось организовать всего 1115 колхозов. Советские власти не решились на ускоренную коллективизацию в Западной Белоруссии. Так, глава Белорусской ССР Пантелеймон Пономаренко 7 января 1940 года на специальном совещании заявил, что «образование колхозов тут нельзя принять как систему».
Крестьяне-единоличники (особенно бедняки) получили от советской власти конфискованные у «нетрудовых элементов» скот, землю и инвентарь. Кроме того, Постановлением совета народных комиссаров СССР от 19 марта 1940 года крестьянские хозяйства были освобождены от недоимок по государственным и местным налогам, «которые значатся за ними на основе законодательства бывшего польского государства».

### Большие оборонные стройки в Западной Белоруссии
В 1940 и особенно в 1941 годах в Западной Белоруссии было организовано строительство ряда оборонительных объектов, а также военной инфраструктуры. На этих работах были заняты (в принудительном и в добровольном порядке) тысячи местных жителей.

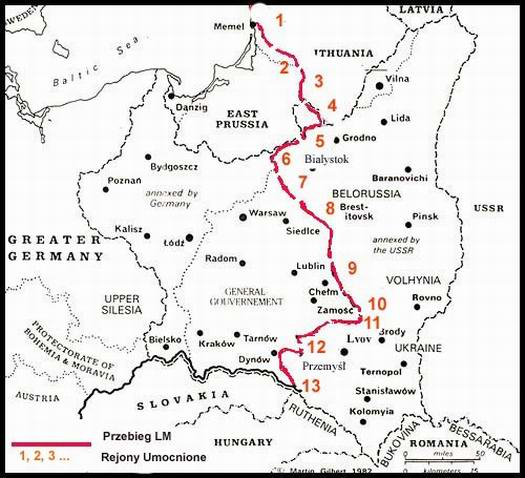
Линия Молотова и укрепленные районы на ней

С февраля 1940 года на население Западной Белоруссии были возложены повинности по подвозу грузов и строительству военных объектов (железных дорог, воинских площадок при них, аэродромных полей, ветеринарных лечебниц особого назначения, стрельбищ и т. п.).
Западная Белоруссия была приграничным регионом, где создавалась Линия Молотова — цепь укреплений на границе с Германией. Местное население активно привлекалось к их строительству. 22 февраля 1941 года Совет народных комиссаров Белорусской ССР и Центральный комитет республиканской коммунистической партии приняли совместное постановление «Об обеспечении оборонительного строительства Западного особого военного округа». Это Постановление обязывало исполнительные комитеты и партийные областные комитеты пяти западных областей Белоруссии организовать набор рабочей силы и гужевого транспорта, которые направить в распоряжении начальников строительства. Предписывалось набрать по областям:
- Брестская область — 9000 рабочих;
- Белостокская область — 4000 рабочих, а также в период с 1 мая по 1 декабря 1941 года ежедневно присылать по 900 подвод;
- Барановичская область — 4000 рабочих;
- Пинская область — 2000 рабочих;
- Вилейская область — 2000 рабочих.

На местах были приняты соответствующие акты. 28 февраля 1941 года исполком Совета депутатов трудящихся и областной комитет коммунистической партии Белостокской области приняли совместное постановление, которое обязывало председателей районных исполкомов и районных комитетов партии провести организованный набор рабочей силы и гужевого транспорта. Местные белостокские и брестские органы 10 — 11 марта 1941 года приняли постановления, которые предписывали ответственность за уклонение от повинности и устанавливали предельные сроки отработки.
С 10 марта по 30 апреля и с 25 мая по 20 июня 1941 года по Белостокской области мобилизовали 9600 рабочих и 9480 подвод с возчиками, а по Брестской области 990 и 760 соответственно. Причем на эти стройки из СССР привозили заключенных.
На общесоюзном уровне было принято совместное Постановление ЦК ВКП(б) и Совета народных комиссаров ССР «О введении платной трудовой и гужевой повинности на закрытом строительстве».

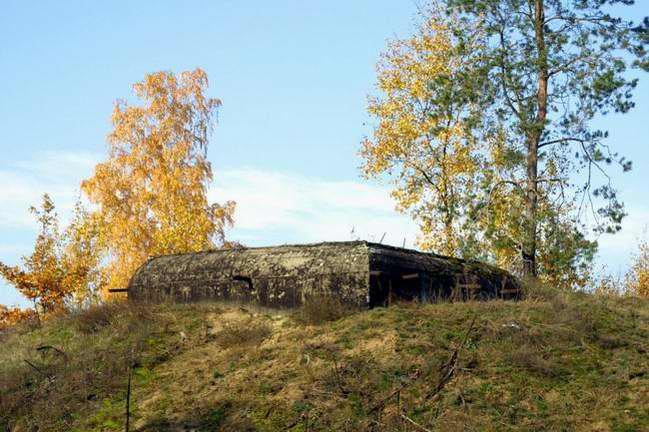
Укрепление Линии Молотова на белорусском участке советско-германской границы

На границе Западной Белоруссии были созданы 4 укрепленных района Линии Молотова: Гродненский, Осовецкий, Замбровский и Брестский.
В 1941 году объем военно-строительных работ расширился. В начале 1941 года власти приняли решение построить в Западной Белоруссии аэродромы с бетонными полосами 1200 на 80 метров. Только на территории Белостокской области к 1 сентября 1941 года следовало построить 11 аэродромов, истратив на каждый по 16 млн руб..
Часть объектов строилась красноармейцами строительных батальонов, а часть заключенными колоний и тюрем. Причем на строительстве использовали как местных заключенных, так и присланных из Восточной Белоруссии. В Роси организовали лагерь на 513 заключенных из тюрем Полоцка, Гродно, Баранович и Бронной горы.
О разнообразии категорий рабочей силы на строительстве аэродромов свидетельствуют следующие цифры. По спискам на 20 мая 1941 года на строительстве аэродромов Белостокской области были заняты 9560 красноармейцев строительных батальонов, 5020 заключенных, 3010 человек, отбывавших трудовую повинность, и только 491 вольнонаемный. Из этих цифр видно, что на строительстве аэродромов абсолютно преобладал принудительный труд. Причем часть красноармейцев строительных батальонов была призвана из Западной Белоруссии и служила совместно с «восточниками». Так, в 446-м строительном батальоне (940 человек) были военнообязанные Вилейской и Витебской областей.
Местные жители часто уклонялись от трудовой и гужевой повинностей. Так, по ведомости выхода гражданского населения на строительство четырех укрепленных районов Западной Белоруссии в период с 26 мая по 8 июня 1941 года план выхода был выполнен по рабочим на 44,4 %, а по подводам на 43,7 %. То есть фактически число выходов жителей Западной Белоруссии на работы составляло менее половины от запланированного. Имели место выдача поддельных медицинских справок об освобождении от работ по состоянию здоровья, избиение лиц, вручавших повестки и уход за границу. Власти боролись с этим явлением в порядке 94 статьи Уголовного кодекса Белорусской ССР. К 1 мая 1941 года только в Белостокской области за невыполнение заданий по спецстроительству были осуждены 138 человек (из них: исправительно-трудовые работы получили 26 человек, 14-ти лицам дали условное наказание, лишение свободы до 1 года дали 9 лицам, от 1 до 2 лет лишения свободы назначили 52 лицам, от 2 до 3 лет лишения свободы дали 37 лицам), а оправдали 25 человек.
Были организованы строительные работы по реконструкции Днепровско-Бугской водной системы, на которых было занято 3 тыс. человек. По этому водному пути в случае войны должна была действовать Пинская военная флотилия, созданная 17 июля 1940 года.

### Иные оборонные меры
В Западной Белоруссии (как и на остальной территории Белорусской ССР) проводились различные оборонные учения. Так, весной 1941 года органы НКВД провели проверку противовоздушной обороны 14 крупнейших городов Белорусской ССР и выяснили, что большинство городов (включая Минск и Белосток, являвшийся «наиболее вероятным объектом воздушного нападения») не готовы к противовоздушной обороне. После этого в Западной Белоруссии приняли меры по организации противовоздушной обороны. В частности, в Бресте с 28 по 30 мая 1941 года провели учения по светомаскировке и затемнению предприятий и учреждений
.

## Медицина
После национализации больниц еврейские врачи стали в них работать, а многие трудились нелегально, получая за свои услуги продукты. Медицинские работники (даже, если являлись беженцами) часто получали паспорта с правом проживания в «режимных городах».

## Создание советской системы образования

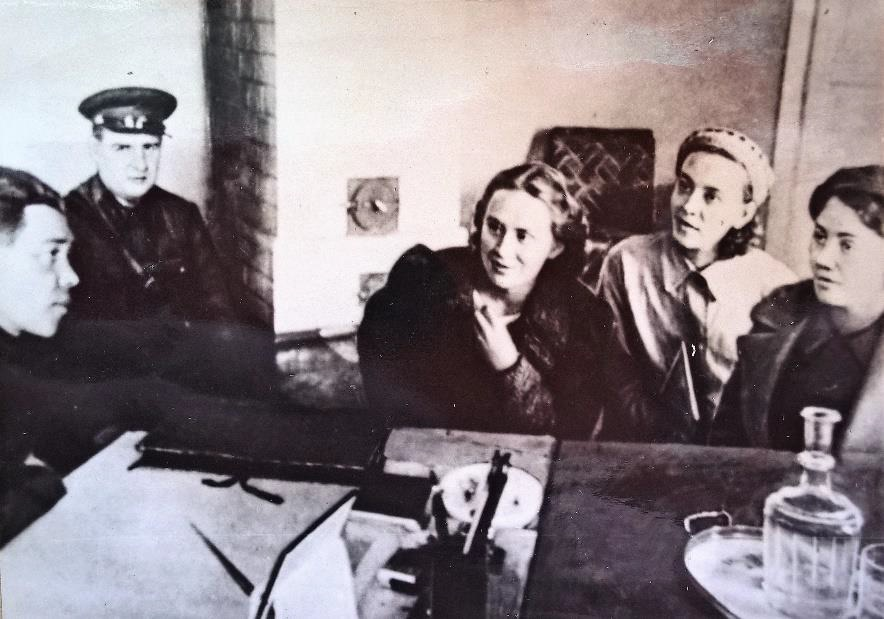
Председатель Временного управления Молодечно Перчинский беседует с учителями местных школ. Сентябрь 1939 года

Унаследованная советской властью польская система образования была трехступенчатой:
- Школа. Согласно советским подсчётам в октябре 1939 года в Западной Белоруссии было 7 199 начальных школ. Из них 6 932 были польскими, 3 — русскими, 263 — еврейскими и 1 — немецкой;
- Гимназия (лицей). Образование в них было платным: в государственных — 200—300 злотых в год, в частных — 500—900 злотых. Кроме того, существовал ценз на прием в гимназии и лицеи для евреев;
- Университет.

В Западной Белоруссии вузов до советской власти не было. Исключением был университет в Вильно, который в октябре 1939 года отошел Литве.
Также в Западной Белоруссии по состоянию на 25 октября 1939 года было 75 средних специально-ремесленных школ.
Польская система отличалась двумя моментами. Во-первых, она была полонизирована — большинство школ было с преподаванием на польском языке, обучение в вузе шло только на польском языке, а на белорусском или украинском языках школ вообще не было. Во-вторых, бесплатно можно было учиться только в начальной школе, которая права на поступление в вуз не давала. В-третьих, польские власти изгнали из школ ряд учителей, которые не были поляками по национальности.
Для Западной Белоруссии был характерен высокий (по польским меркам) уровень неграмотности населения. В межвоенный период он снизился, но все равно оставался значительным. Например, по последней польской переписи 1931 года 39 % жителей Новогрудского воеводства и 50 % жителей Полесского воеводства были неграмотны. Эти показатели были заметно лучше, чем по переписи 1921 года, согласно которой в Новогрудском воеводстве было 55 % неграмотных, а в Полесском воеводстве — 77 % неграмотных. Однако в целом в Польше в 1931 году было только 27 % неграмотных. То есть доля неграмотных в Западной Белоруссии была в 1,5 — 2 раза выше, чем в среднем в Польше.
В конце 1930-х годов в восточных воеводствах Польши школу посещали только 77 % детей школьного возраста, тогда как в среднем в Польше 90 %. Причем польским властям не удавалось существенно повысить этот показатель, хотя число учеников в начальных школах непрерывно росло. Охват детей в восточных воеводствах Польши в 1928/29 учебном году составлял 77,9 % детей в возрасте 7 — 13 лет, а в 1937/38 учебном году те же 77,9 %. За этот период число начальных школ в восточных воеводствах увеличилось с 462 до 842, а число обучающихся в них возросло с 3572 тыс. до 4877 тыс..
Первые недели советской власти (до декабря 1939 года) многие образовательные учреждения Западной Белоруссии не работали. М. М. Фридман, посетивший ряд населенных пунктов Западной Белоруссии сразу после их включения в состав СССР, описал увиденное так:

… дети отказываются идти в польские школы… Пришлось отыскивать русских и еврейских старых учителей, которые были выброшены польскими властями… Многие из крестьян заявили, что они раньше работали учителями, но потому, что они русские, их из школы выгнали…
Советская власть начала создание в Западной Белоруссии советской системы образования с ноября 1939 года. Предполагалось провести деполонизацию образования, сделать его бесплатным и всеобщим, а также создать сеть белорусских образовательных учреждений (которых на момент присоединия не было вовсе).
Всеобщий и бесплатный характер образования потребовал большое число учителей, которых приходилось набирать в том числе из беженцев.

### Советская школа: от белорусизации к частичной полонизации
С декабря 1939 года польская система образования была реорганизована в советскую: гимназии и лицеи объединили с начальными школами, создав либо неполные средние школы, либо полные средние школы. С 15 ноября 1939 года заработали трёх- и шестимесячные курсы для учителей Западной Белоруссии, которых обязали преподавать не на польском, а на русском или белорусском языках. Было введено всеобщее начальное образование.
Советская школа создавалась с большим трудом. Не хватало учителей — всеобщее начальное образование требовало увеличения числа педагогов, а многих поляков уволили. Особенностью польских начальных школ Западной Белоруссии было то, что большинство из них относились к школам «первого уровня», то есть имели всего по 1 — 2 учителя. Например, в Полесском воеводстве 77 % школ были «первого уровня». Поэтому в них увольнение учителя-поляка означало закрытие школы.
Уволенные при поляках учителя-белорусы стали обращаться к новой власти с просьбой восстановить их на работе. Так, житель хутора Левково Александр Ивашинко 1 октября 1939 года обратился к советскому военному комиссару Вилейки с просьбой разрешить ему стать учителем в родном селе и объяснял, что польские власти не давали ему место учителя, так как он «по происхождению русский человек — белорус и подозреваемый в сочувствии к советской власти».
Несмотря на то, что советские власти не доверяли беженцам, приходилось их принимать на должности учителей, а то и директоров школ.
Многие учителя после курсов переподготовки не знали русского и белорусского языков. Причем оказалось, что местное белорусское население не владеет белорусским литературным языком.
Возникли трудности в общении между учителями и учениками. В регион было направлено много «восточников»-учителей, которые не знали польского языка, на котором говорили ученики. А ученики-поляки не знали русского и белорусского языков. В итоге использование польского языка в школах продолжалось с ведома местных властей.
Также в новых школах не хватало учебников (особенно истории, географии, русской и белорусской грамматики), помещений, карт. Под новые школы в Западной Белоруссии отводили конфискованные помещичьи и осадничьи дома, а также культовые здания. Но все равно во многих школах учились в три смены в переполненных классах.
Еврейские школы (они были негосударственными при польской власти) были поставлены перед выбором языка обучения: идиш или русский. Большинство родителей-евреев выбирали русский язык. Поэтому еврейские школы постепенно отказывались от преподавания на идише. По состоянию на 14 февраля 1940 года в Западной Белоруссии было 197 школ с преподаванием на идише, а в мае 1941 года — только 134 школы. В этих школах заменили старые учебники на идише на советские (из закрытых советских еврейских школ).
Особенностью стала белорусизация школ и перевод польских школ на белорусский язык. Причем белорусизация прошла менее, чем за полгода. По состоянию на 14 февраля 1940 года в Западной Белоруссии преподавание на белорусском языке осуществлялось в 4048 школах (79,8 % от их общего количества), а на польском — только в 538 школах (10,7 %). Причем в некоторых местах школы национальных меньшинств переводились на белорусский язык или ликвидировались без согласия местных жителей. Причем учиться на идише в Западной Белоруссии можно было только с 1 по 7 класс.
Еще одной чертой стала русификация школы. Во всех школах в обязательном порядке со 2 класса вводились преподавание белорусского и русского языков.
Белорусизация польских и еврейских школ продолжалась менее года. 30 сентября 1940 года Постановление ЦК КП(б)Б «О фактах извращения ленинско-сталинской национальной политики в школьном строительстве» предписывало сделать основным языком преподавания тот, который понятен большинству школьников. В результате в польских школах преподавание ряда предметов перевели обратно на польский язык, а в еврейских школах — на идиш.
Важной особенностью стало широкое распространение среди школьников занятий спортом, которые были полностью бесплатными после уроков.
В советских школах Западной Белоруссии были созданы пионерские и комсомольские организации. К маю 1940 года в Западной Белоруссии было 7 тысяч комсомольцев. В отличие от польских организаций в пионерию и комсомол принимали вне зависимости от национальности.
Специализированные школы были созданы для инвалидов. Например, в декабре 1940 года в Барановичах открыли школу для глухонемых

### Создание сети советских профессиональных училищ и техникумов

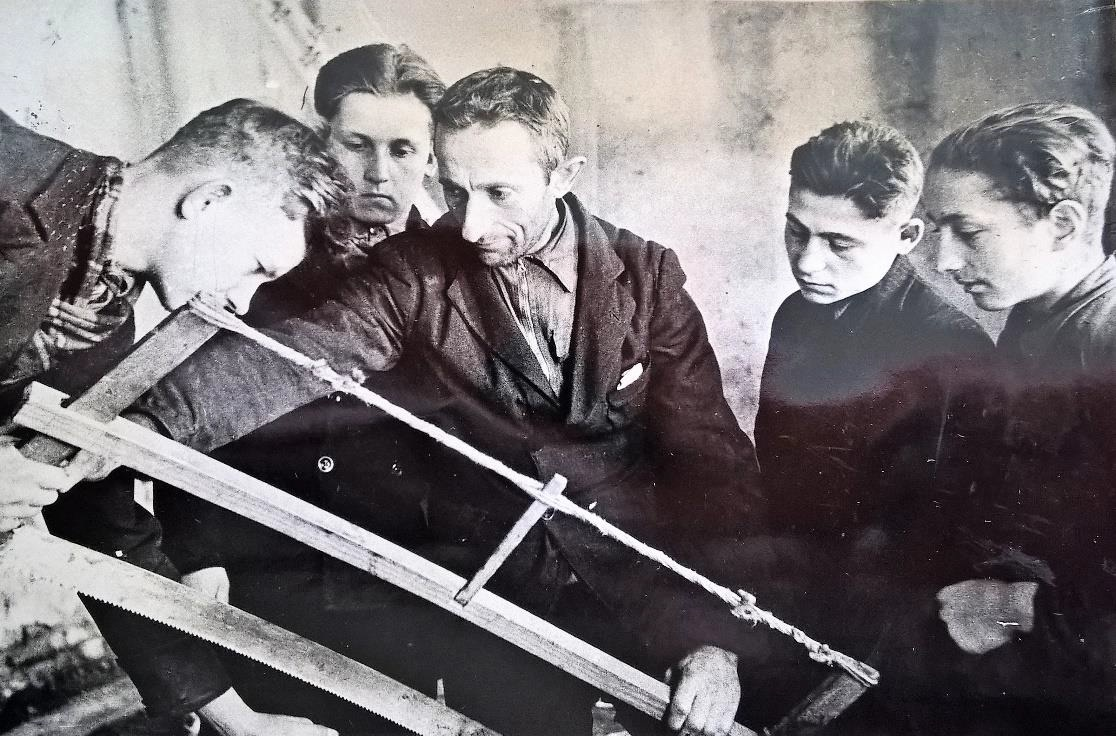
Мастер школы ФЗО в Белостокской области А.А. Банчевский показывает ученикам приемы распилки

Советские средние специальные училища Западной Белоруссии в основном были созданы на базе польских ремесленных училищ.
В Западной Белоруссии были созданы 4 педагогических училища: в Волковыске (дошкольное отделение), Белостоке, Новогрудке и Гродно (отделение педагогики в начальной школе).
В 1940 году в Западной Белоруссии возникла сеть школ фабрично-заводского обучения. Только в Белостокской области к 1940/41 учебному году на базе предприятий были открыты 27 школ фабрично-заводского обучения, где было 5425 учащихся.

### Создание высшего образования в Западной Белоруссии
Передача в октябре 1939 года Литве Виленского края привела к тому, что в Западной Белоруссии не осталось ни одного вуза. Поэтому советская власть начала создавать вузы в городах Западной Белоруссии.

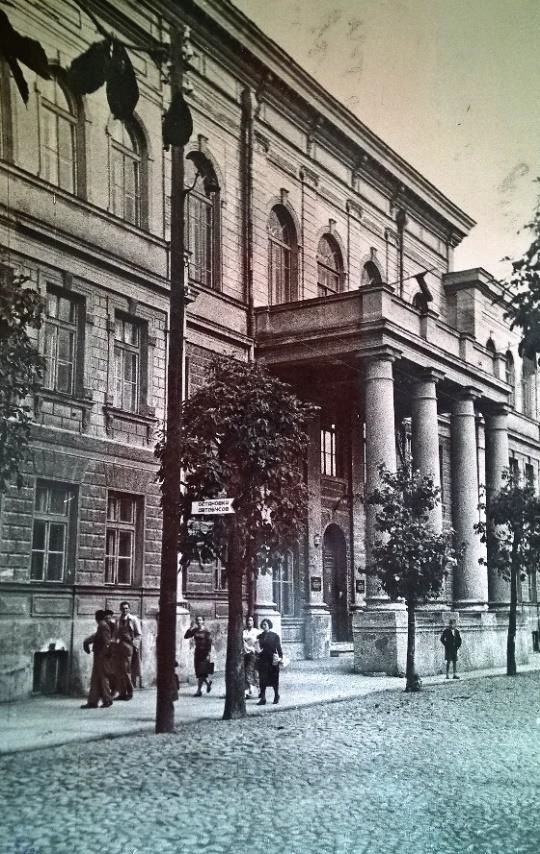
Педагогический институт (бывший лицей) в Белостоке, 1940 год

1 января 1940 года в Белостоке, Пинске, Гродно и Барановичах открыли по педагогическому высшему учебному заведению. Причем в Белостоке был четырехлетний педагогический институт, готовивший преподавателей для средних специальных учебных заведений, а в Пинске, Гродно и Барановичах — двухлетние учительские институты, готовившие учителей для школ.
Среди студентов новых западнобелорусских вузов было сравнительно немного поляков — ниже их доли в населении городов региона. Зато очень много поступило в вузы белорусов и евреев. Например, в Белостоке, где преобладали поляки, среди 269 студентов, принятых на первый курс, было 44 % евреев, 25 % белорусов, 16 % поляков и 14 % русских.

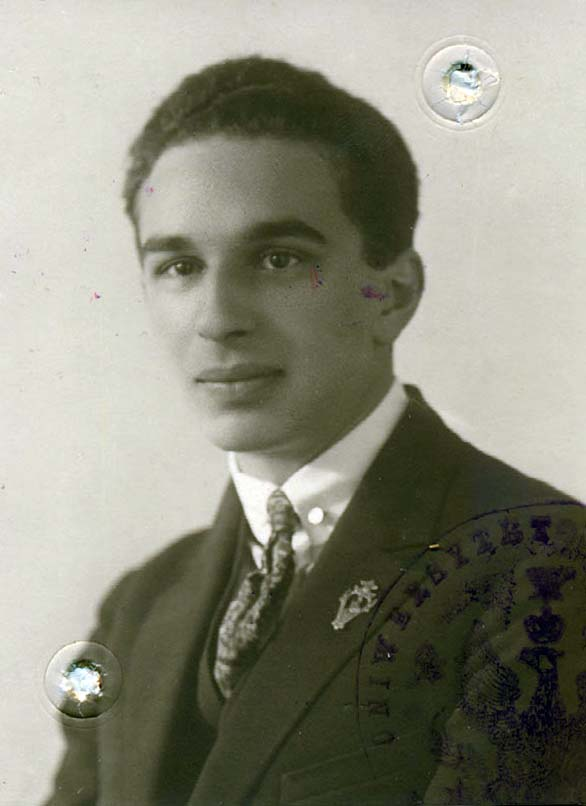
Адольф Линденбаум, преподаватель Белостокского педагогического института

Преподавательские кадры западнобелорусских вузов частично набирали на месте. Среди преподавателей вузов встречались видные ученые. Так, в Белостокском государственном педагогическом институте преподавал известный математик Адольф Линденбаум.
Выпускники школ Западной Белоруссии получили право учиться в вузах СССР. В основном они выбирали вузы Минска и Львова. Например, С. Ошман из Новогрудка в 1940 году поступила в Смоленский медицинский институт, а Э. Гольдберг из Белостока в том же году была зачислена (хотя она по сути провалила экзамен по литературе) на литературный факультет Института философии, литературы и истории в Москве. Среди западнобелорусской молодежи, поступившей в советские вузы, было много евреев. Союзные власти поощряли зачисление западнобелорусских жителей в советские вузы. Так, когда еврейку Эстер Гольдберг не приняли в Институт философии, литературы и истории, то председатель Всесоюзного комитета по делам высшей школы при Совете народных комиссаров СССР Сергей Кафтанов вышел вместе с Эстер и обратился к родителям абитуриентов с речью, в которой заявил, что дело Гольдберг «и впрямь попахивает дореволюционным антисемитизмом, с которым никто мириться не будет». В итоге Гольдберг, которой сначала отказали в зачислении, все же была принята в Институт.
Для поступления в вузы СССР у молодежи Западной Белоруссии было несколько препятствий. Первым стал обязательный вступительный экзамен по русскому языку.

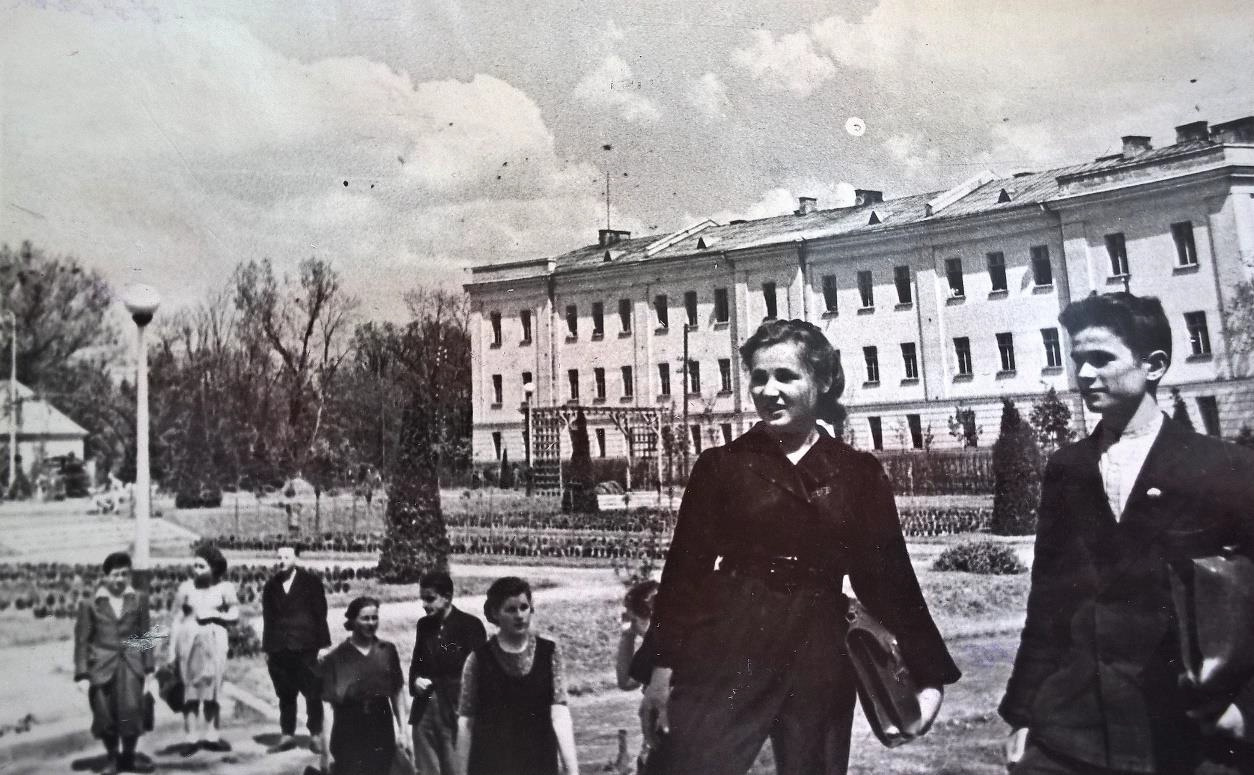
Студентки у здания Белостокского педагогического института

Сильно ограничило доступ к образованию (как к среднему, так и к высшему) Постановление Совета народных комиссаров СССР № 637 от 2 октября 1940 года «Об установлении платности обучения в старших классах средних школ и в высших учебных заведениях СССР и об изменении порядка назначений стипендий». Оно устанавливало следующее:
- Вводилась плата за обучение. Изначально — 200 руб. в год в старших классах школы и до 500 руб. в год в художественных, музыкальных и театральных институтах. В ноябре 1940 года плата за обучение в старших (8 — 10-х) классах уменьшена вдвое, а за обучение по военным, театральным, музыкальным и хореографическим специальностям плата вовсе была отменена;
- Ужесточались требования к студентам для получения стипендии. Для получения стипендии студент должен был сдать экзамены так, чтобы не менее одной трети оценок были «отлично», а остальные — «хорошо».

Постановление № 637 вызвало панику — многие вузы СССР обезлюдели, а отчисленные студенты стали искать себе работу.

## Культурная политика советской власти в Западной Белоруссии

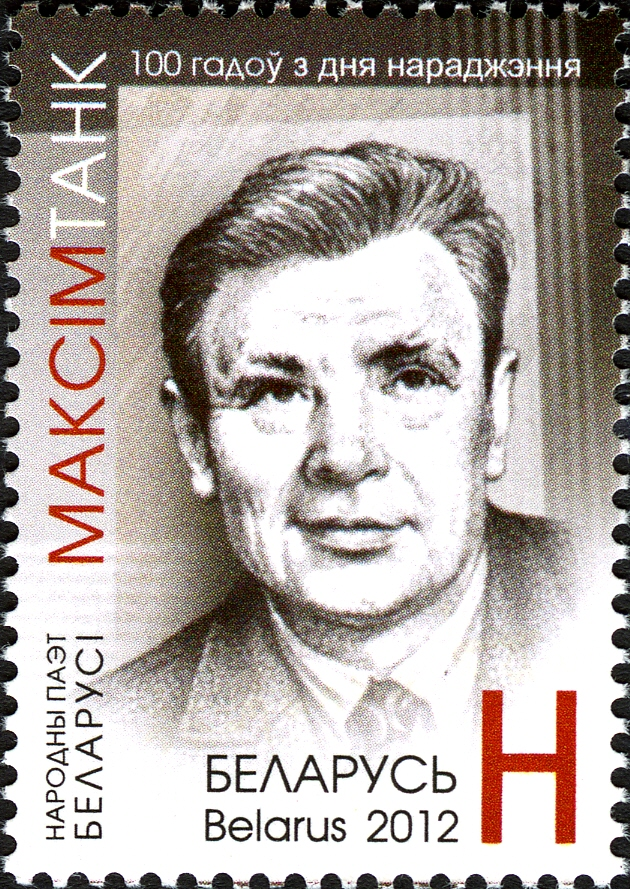
Поэт-коммунист Максим Танк, ставший членом Союза писателей СССР после присоединения Западной Белоруссии к Белорусской ССР

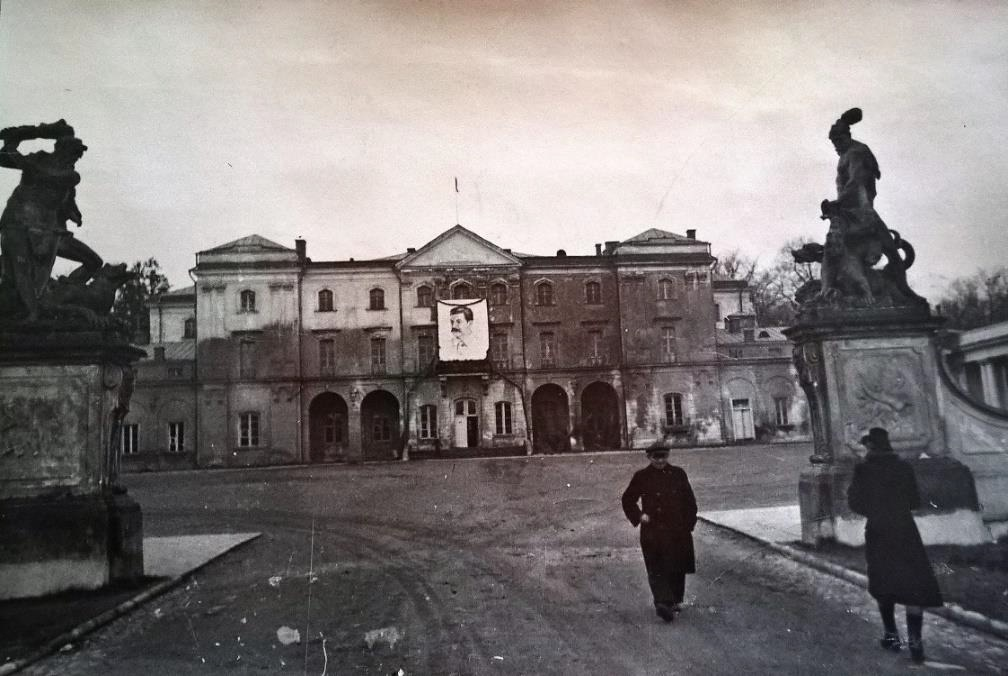
Портрет Сталина на дворце Браницких в Белостоке

При вступлении на территорию Западной Белоруссии красноармейцев снабдили газетами и пропагандистской литературой (для раздачи взрослым) и конфетами (для угощения детей). Красноармейцы разительно отличались от местных жителей (одеждой, языком, поведением), но сохранилось немало хороших отзывов о прибытии советских воинов.
В Западную Белоруссию был направлен ряд советских деятелей культуры из числа «восточников». Они отбирали местные кадры (писателей, музыкантов, певцов и т. п.), обеспечивали их работой в культурных учреждениях (как национализированных, так и созданных заново), обеспечивали их пособиями. Работники культуры из числа местных кадров получали паспорта без ограничения по проживанию — даже, если были беженцами. За это местные деятели культуры привлекались к работе по пропаганде — например, ставили пьесы в стиле социалистического реализма. Советская власть привлекала также белорусских деятелей культуры, которые подвергались репрессиям при польской власти. Так, поэт Максим Танк стал корреспондентом «Вилейской правды» и был принят в Союз писателей СССР.

### Советская печать в Западной Белоруссии

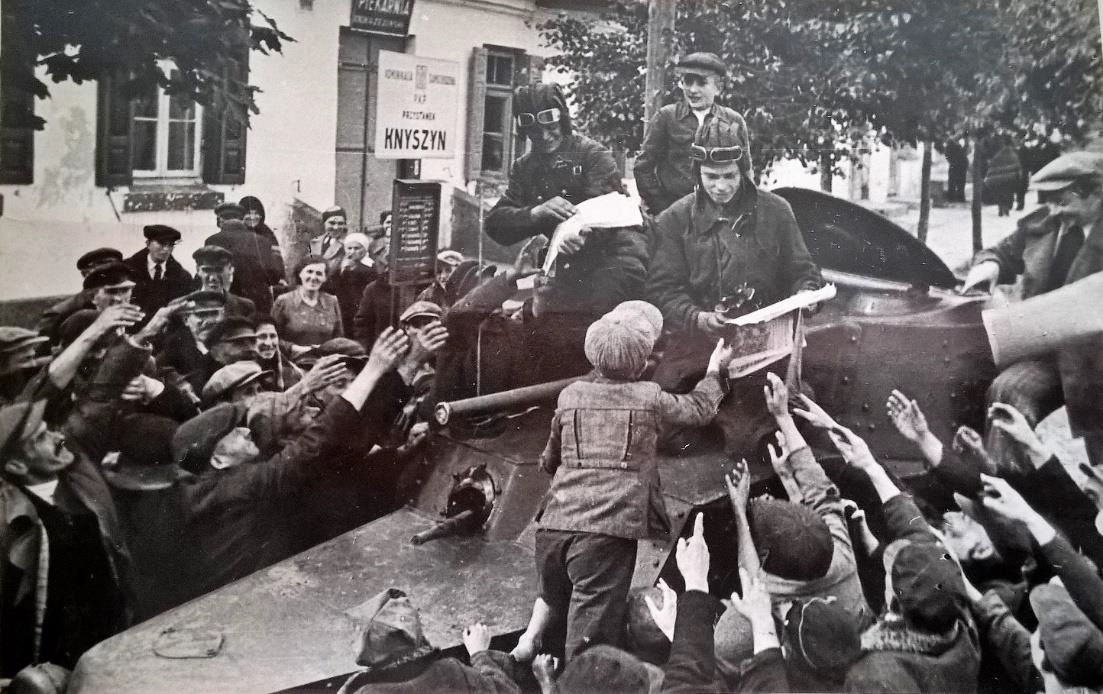
Старший лейтенант РККА В.И. Мукасеев раздает советские газеты жителям Кнышина, сентябрь 1939 года

На момент ввода войск в Западную Белоруссию советские пропагандисты слабо представляли себе этот край. Даже политическое управление Белорусского военного округа не имело изданий Генерального штаба Войска польского. В Красной армии не было достаточного количества материалов о Польше и жизни ее населения. Систему изучения польской пропаганды перед военными советами и политическими управлениями фронтов Лев Мехлис поставил только после начала войны. Нападение Германии на Польшу заставило советские власти создать в Политическом управлении Белорусского фронта отделы по работе среди населения и увеличить на 60 % (с 80 тысяч до 130 тысяч экземпляров) тираж газеты Белорусского особого военного округа. У Красной армии не хватало пропагандистской литературы, листовок и даже портретов советских вождей для раздачи местному населению. Поэтому систему печатной пропаганды в Западной Белоруссии пришлось начинать в сентябре 1939 года — то есть непосредственно до и во время ввода советских войск.
Советские газеты, рассчитанные на западно-белорусское население, были созданы вскоре после нападения Германии на Польшу. Приказом народного комиссара обороны СССР от 9 сентября 1939 года политическое управление Белорусского фронта было обязано выпускать в «поезде-типографии» фронтовые газеты: «Красноармейская правда» (на русском языке, тираж 100 тысяч экземпляров), «Белорусская звезда» (на белорусском языке, тираж 30 тысяч экземпляров) и «Голос солдата» (на польском языке, тираж 15 тысяч экземпляров). Реально выпуск начался позже. Так, первый номер «Красноармейской правды» вышел только 16 сентября 1939 года.
В частях Белорусского фронта печаталось множество газет: 48 дивизионных и бригадных, 8 армейских, 3 фронтовых, тысячи боевых листков. Кроме того, за период кампании типографии Белорусского фронта для жителей Западной Белоруссии выпустили 13 листовок и брошюр тиражом 6 610 тысяч экземпляров. Армейские газеты в сентябре 1939 года были более оперативны, чем центральные, которые запаздывали на 4 — 5 дней.

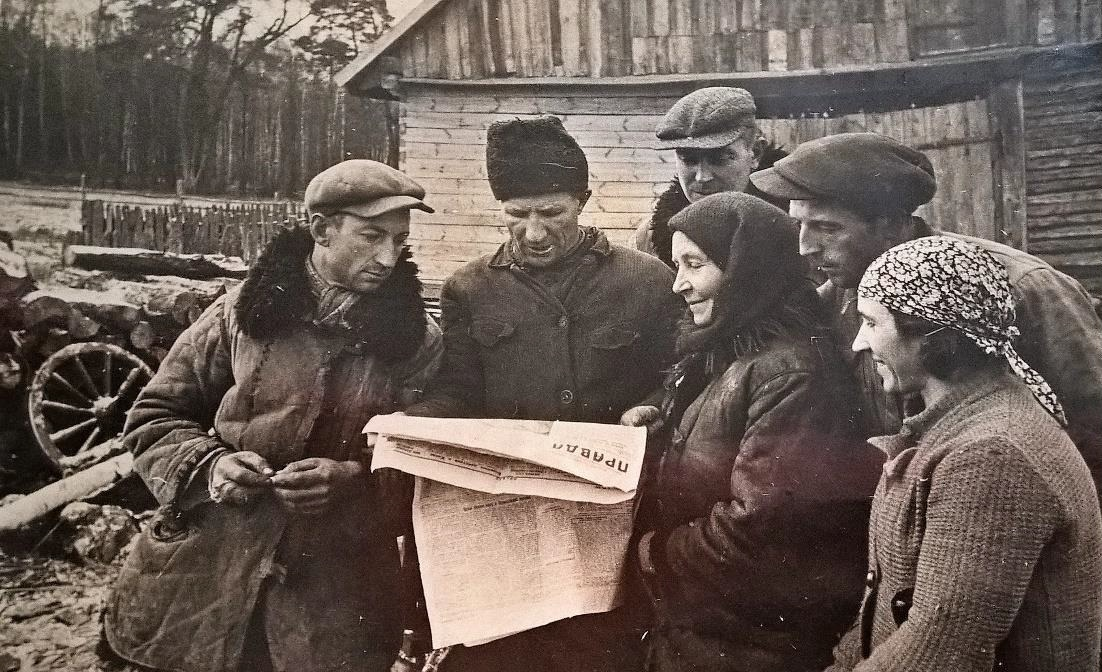
Жители Западной Белоруссии читают «Правду», 1939 год

После занятия западно-белорусской территории (но до официального ее включения в состав СССР), в ее населенных пунктах стали создавать стационарные редакции советских газет. Уже 25 сентября 1939 года в Западной Белоруссии были открыты 30 редакций советских газет. Газеты печатались на месте, а также присылались из СССР. Из-за нехватки бумаги для того, чтобы выпускать газеты для Западной Белоруссии, советские власти сократили тиражи, объем, периодичность периодических изданий восточных областей Белорусской ССР (а в некоторых случаях вовсе их ликвидировали). Это сокращение дало экономию в 226,8 тонн бумаги.
Для распространения в Западной Белоруссии были увеличены тиражи общереспубликанских изданий: газеты «Пионер Белоруссии» (с 70 тыс. до 150 тыс. экз.) и журнала «Искры Ильича» (с 20 тыс. до 35 тыс.). Также был создан новый ежемесячный журнал на белорусском языке «Молодой большевик Белоруссии» (тираж 15 тыс. экз.).
Газеты советской Западной Белоруссии выходили на белорусском, русском и польском языках, а также на идише. Большинство газет выходило на русском и белорусском языках. На идише выпускалась всего одна газета — «Белостокер Штерн» (тираж 5 тыс. экз., объем экземпляра — 4 полосы, выход 1 раз в неделю). Редакционный совет «Белостокер Штерн» состоял полностью из евреев-«восточников» (весь штат был 4 постоянных сотрудника).
Особенностью Западной Белоруссии было то, что там выходило гораздо меньше советских газет, чем на Западной Украине. Для Западной Белоруссии Оргбюро ЦК ВКП(б) утвердило издание следующего количества газет:
- Белостокская область — 8 газет;
- Барановичская область — 7 газет;
- Вилейская область — 6 газет;
- Брестская область — 3 газеты;
- Пинская область — 3 газеты.

После завершения боевых действий армейская советская печать в Западной Белоруссии не только не перестала выходить, но и даже расширилась. Это было связано с тем, что в Западной Белоруссии было оставлено значительное число советских войск, и Красная Армия играла большую роль в пропаганде среди местных жителей. Так, 2 октября 1939 года стала выходить газета 10-й армии «Вольная праца» (на белорусском языке).
На местах Красная Армия брала под контроль типографии и запасы бумаги, которые использовала для издания пропагандистских газет и листовок. Так в Белостоке под контроль были взяты 14 типографий и бумага, что позволило уже 26 сентября 1939 года выпустить первый номер «польской» газеты «Wyzwolony Białystok».

#### На белорусском языке
При областных комитетах комсомола выходили 4 газеты на белорусском языке (каждая 1 раз в 2 дня):
- Белостокская область — «Комсомолец Белостока» (тираж 15 тыс. экз.);
- Новогрудская область — «Освобожденная Белоруссия» (тираж 15 тыс. экз.);
- Полесская область — «Сталинское племя» (тираж 15 тыс. экз.);
- Вилейская область — «Ленинец» (тираж 10 тыс. экз.).

Ряд газет на белорусском языке выпускался Красной Армией. На белорусском языке Красная Армия стала выпускать 6 новых дивизионных, 2 армейских и 1 фронтовую газеты (тираж каждой был определен в 15 тысяч экземпляров).
Советские пропагандисты столкнулись с тем, что многие (особенно молодые) белорусы не умели читать на белорусском языке. В итоге издания на белорусском языке продавались плохо. Так, за 20 дней ноября 1939 года из-за незнания населением белорусского языка в Кобринском уезде непроданными остались 76 тысяч экземпляров (из 102 тысяч присланных) газет, а в Брестском уезде 55 тысяч из 212 тысяч присланных газет.

#### На польском языке
Издания на польском языке в период похода 1939 года и позднее выпускались Красной Армией. В ночь с 16 на 17 сентября 1939 года уже был готов выпуск газеты на польском языке «Glos Żołnierza» («Голос солдата»), которую разбросали с самолетов над польской территорией. В этой газете было много ошибок, кроме того до 21 октября 1939 года было выпущено всего 11 номеров и небольшим тиражом (165 тысяч экземпляров).
Выпуск польских газет был ограничен по объективным причинам: в Большой террор в СССР была уничтожена значительная часть польских кадров. Кроме того, советское руководство не искало поддержки польского населения и подчеркивало, что эксплуататорами были поляки, которые притесняли белорусов. Поэтому первые 6 номеров «Glos Żołnierza» распространялись в основном среди пленных польской армии. После завершения польского похода выпуск «Glos Żołnierza» был прекращен уже 21 октября 1939 года.
Польской считалась газета «Вызволёны Бялысток» (первый номер вышел 26 сентября 1939 года), которая по сути таковой не была: в первом ее номере все статьи, кроме одной, были на белорусском языке. Эта областная газета имела официально тираж 25 тысяч экземпляров, но реально выпускали только 10 — 12 тысяч экземпляров. Впрочем, с 1 декабря 1939 года областной газетой Белостокской области (где абсолютно преобладало польское население) утвердили «Свободный труд» на белорусском языке.
Возобновление издания периодики на польском языке произошло лишь в начале 1940 года. Весной 1940 года Белостокскому областному комитету коммунистической партии власти разрешили часть тиража «Свободного труда» (5 тысяч из 20 тысяч) печатать на польском языке. В дальнейшем отношение к полякам со стороны советской власти изменилось — были осуждены гонения первых месяцев на польскую культуру.
Осенью 1940 года в Белорусской ССР была создана газета на польском языке «Sztandar Wolności» («Знамя свободы»). Из ее 37 тысяч подписчиков большинство (15807 человек) проживали в Белостокской области. Центральный комитет белорусской компартии с 20 сентября 1940 года утвердил тираж этой газеты в 60 тысяч экземпляров.
В 1940—1941 годах в Западной Белоруссии на польском языке выходили две республиканские и шесть местных газет. Впрочем, советская власть не доверяла польским журналистам. В 1941 году были проведены аресты в редакции газеты «Знамя Свободы» («Sztandar Wolności»).

#### На идише
На идише выходила для 700 тыс. евреев Западной Белоруссии всего одна газета — «Белостокер Штерн». Белостокский областной комитет партии поставил перед «Белостокер Штерн» задачу — «разоблачение еврейских контрреволюционных партий и разъяснение трудящимся массам на понятном им языке основ Ленинско-Сталинской национальной политики».
Газета состояла из новостной ленты и колонок: «Еврейские культурные новости», «События в Биробиджане», «В еврейских образовательных институтах». Последний выпуск «Белостокер Штерн» вышел 22 июня 1941 года.

### Библиотеки и книгоиздание
Все публичные библиотеки в Западной Белоруссии советская власть сразу же закрыла и провела их ревизию силами комиссий Обллита. Одновременно аналогичной ревизии были подвергнуты книжные магазины Западной Белоруссии. Ревизия затянулась и некоторые библиотеки долгое время были закрыты. Ревизия оказалась неполной — даже в январе 1941 года были случаи, когда читателям в библиотеках выдавалась «вредная литература».
Для Западной Белоруссии было организовано книгоиздание на четырех языках — белорусском, русском, «еврейском» и польском. Уже в ноябре 1939 года были подготовлены списки переиздания художественной литературы для Западной Белоруссии. Например, в план издания на идише были включены:
- Сочинения Иосифа Сталина;
- Альманах «Красный галстук»;
- «Сборник произведений еврейских писателей Западной Белоруссии»;
- Произведения дореволюционных еврейских писателей — И. И. Линецкого (рассказ «Мальчик из Польши») и Шолом-Алейхема (рассказ «Станция Барановичи»);
- Произведения советских еврейских писателей — Ури Финкеля, Давида Бергельсона, Эли Гордона;

### Кино

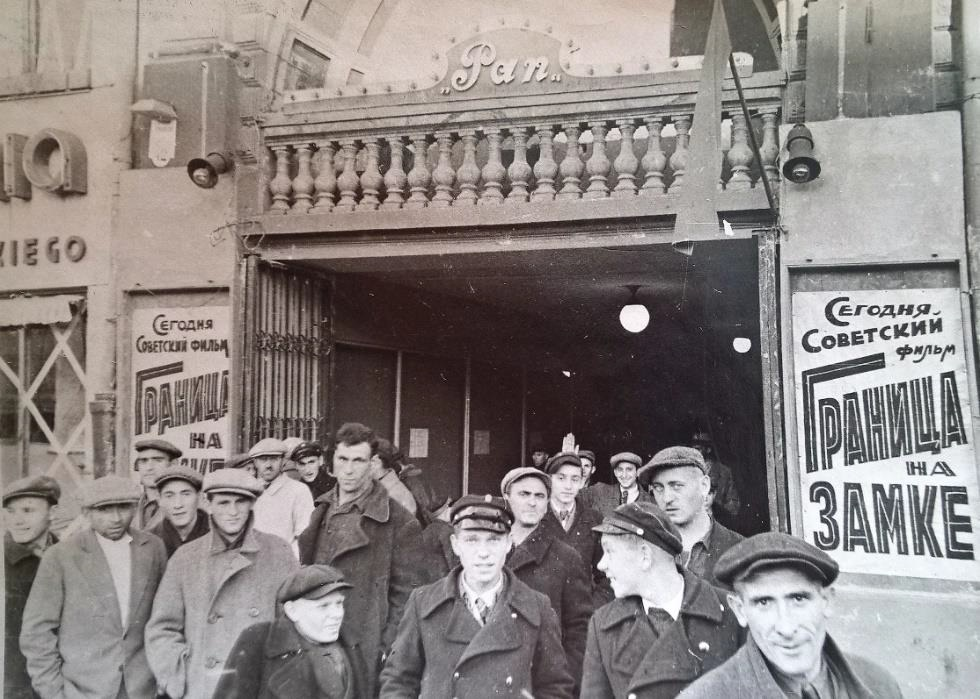
Зрители у кинотеатра «Пан» в Гродно, 1939 год. Анонсирован показ советского фильма «Граница на замке»

В городах Западной Белоруссии до установления советской власти существовала развитая сеть кинотеатров. Например, в Гродно было 4 кинотеатра. В основном там показывали польские и голливудские картины. Иначе обстояло дело в сельской местности — многие крестьяне до прихода советской власти вообще не видели кинофильмов.
Советские кинематографисты прибыли в Западную Белоруссию вместе с Красной Армией — в сентябре 1939 года. Это были кинематографисты из Москвы и Минска. Их целью была съемка документальных кадров для пропаганды о том, как происходит освобождение Западной Белоруссии. Наиболее успешными оказались минские кинематографисты. Уже 29 сентября 1939 года газета «Советская Белоруссия» сообщила о выходе на экраны снятых минскими кинематографистами «Новостей дня» — спецвыпуска кинохроники из Западной Белоруссии.
Осенью 1939 года в Западную Белоруссию стали прибывать агитационные машины для показа пропагандистских советских кинофильмов. Причем, если агитмашина ехала через еврейские населенные пункты, то руководителем агитбригады ставили советского еврея (часто занимающего высокий пост), который показывал, что евреи в СССР занимают высокое положение. Агитационные машины сменили кинопередвижки, которые только показывали советское кино и не вели какой-либо агитации. Причем выезды в сельскую местность проводили также зимой — на санях.

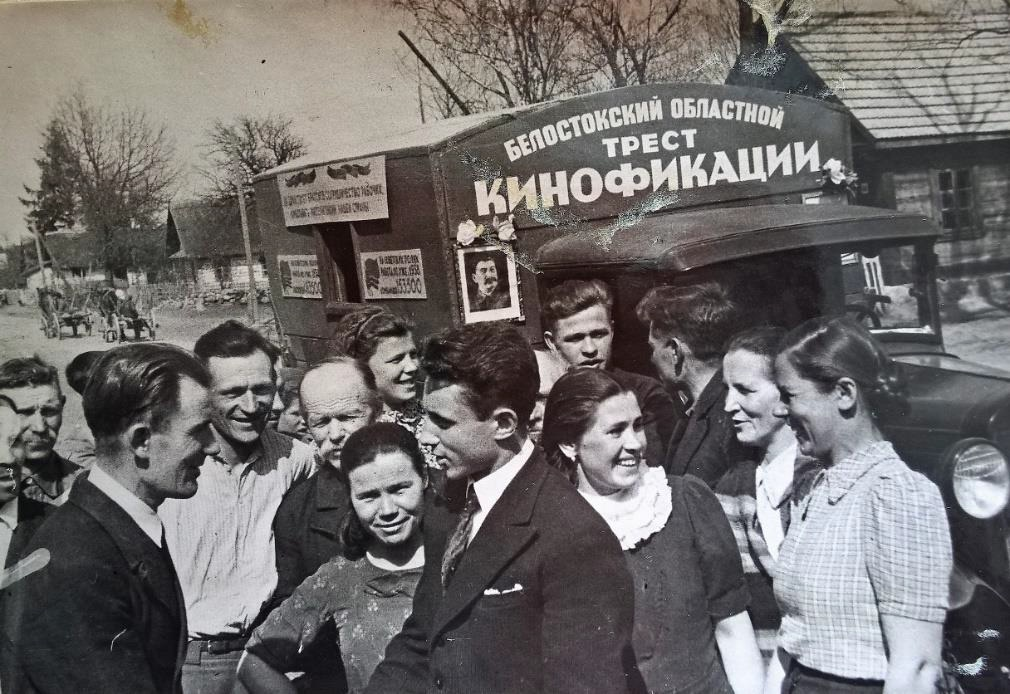
Кинопередвижка Белостокского треста в колхозе «Ударник», 1939 год

Особенностью советского периода стала широкая демонстрация кинофильмов в сельской местности, где часть населения впервые увидела «движущиеся картинки» только при советской власти.
Стационарные польские кинотеатры были переданы в ведение отделов кинофикации («кинотрестов») при областных Советах народных депутатов.
Среди демонстрируемых населению Западной Белоруссии советскими кинотеатрами и кинопередвижками фильмов преобладали картины советского производства. Все фильмы шли на русском или (реже) на белорусском языке.

### Создание сети советских театров
Советская власть с первых месяцев стала вводить в Западной Белоруссии советскую культуру. В октябре 1939 года в Западную Белоруссию были организованы гастроли театров Белорусской ССР. Например, группа Минского театра юного зрителя в составе 80 человек с 18 октября по 28 октября 1939 года дала 21 спектакль и 16 концертов на избирательных участках и в воинских частях Бреста. В этот период по маршруту Лунинец — Кобрин — Пинск выступал Полесский драматический театр из Гомеля.
Осуществлялись также постановки на еврейском языке. Так с «Тевье-молочник» и «Гершеле Острополер» в Гродно, Белостоке, Пинске и Кобрине выступили две бригады Еврейского театра, дав 16 спектаклей. Симфонический оркестр и хор Белорусской государственной филармонии дали концерты в Белостоке, Волковыске, Вилейке и Барановичах. Выступали также самодеятельные коллективы из Белорусской ССР.
Власти Белорусской ССР приняли решение о создании в Западной Белоруссии сети учреждений культуры (в том числе театров) и образовательных учреждений по подготовке работников культуры. В том числе ансамбль белорусской песни и пляски, еврейский театр миниатюры и ансамбль цыганской песни и пляски.
Учреждения культуры создавались двумя способами: переводом из Белорусской ССР или заново. К 1 февраля 1940 года были созданы областные драматические театры в Белостоке (на белорусском и польском языках), в Бресте (два областных драматических театра на русском и еврейском языке), в Гродно (белорусский). Также в Гродно появился областной театр кукол.
Два театра из Белорусской ССР перевели в Западную Белоруссию, реорганизовав их в областные драматические театры: Заславский белорусский колхозно-совхозный театр (он стал драматическим театром в Пинске) и Рогачевский белорусский колхозно-совхозный театр (стал драматическим театром в Барановичах).
Также театры создавали беженцы из Польши и Вильно. В частности, в Белостоке открылись два государственных еврейских театра, созданных беженцами. Оба театра ставили пьесы в стиле социалистического реализма, но на идише.
Кадры для новых учреждений культуры подбирали двумя способами. Во-первых, командировали в Западную Белоруссию советских деятелей культуры. Во-вторых, набирали местных. В Западную Белоруссию была командирована бригада композиторов (Николай Аладов, Артур Полонский, Самохин, Пётр Подковыров и Лукас). Эта бригада провела собрания и регистрацию музыкальных работников (композиторов, дирижеров, оркестрантов, солистов, инструменталистов и вокалистов) в Белостоке, Гродно, Бресте и Пинске, по итогам которой в Белостоке были организованы симфонический и духовой оркестры, музыкальная школа, пять музыкальных ансамблей для ресторанов и кино. Кроме того, бригада оказала помощь деятелям искусств — добилась выдачи им пособий и авансов, устроила оркестрантов на временную работу. Бригада организовала музыкальные школы в Бресте, Пинске и Гродно, создала ансамбли, а также записала народные песни.

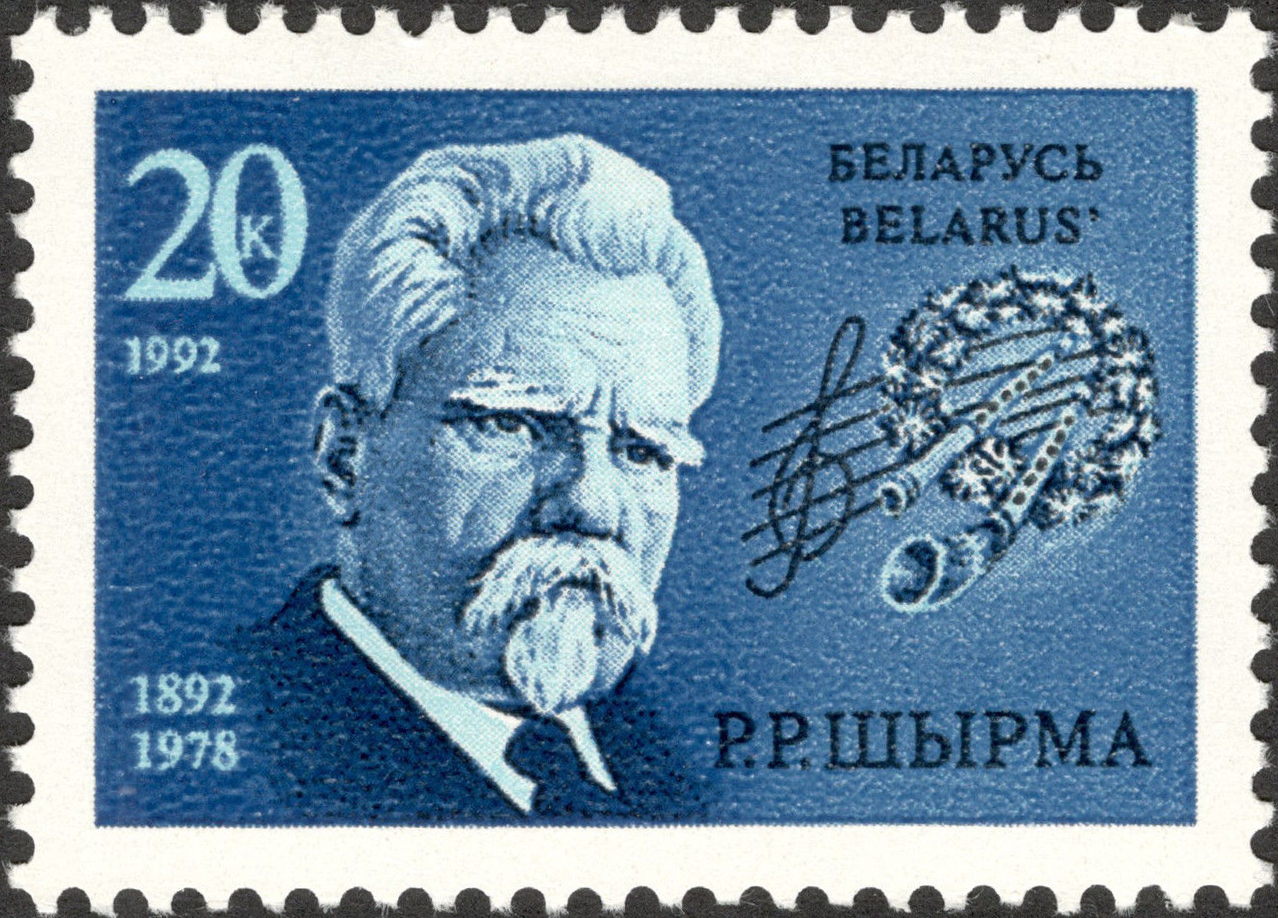
Григорий Ширма на белорусской почтовой марке 1992 года

Среди отобранных советскими властями местных деятелей культуры было немало белорусов и евреев. Некоторые из них в СССР позднее стали очень известными. Одним из них был композитор Григорий Ширма, который 1 октября 1939 года получил мандат на создание профессионального коллектива исполнителей в Белостоке, куда подбирал исполнителей из хоров Вильно. Возглавленный Ширмой Белорусский ансамбль песни и пляски в конце 1940 года выступил в Минске, а в мае 1941 года — в Москве.

### Создание советской литературы Западной Белоруссии
Советская власть приняла меры по выявлению в Западной Белоруссии писателей и их включению в Союз писателей (его филиал в Западной Белоруссии был создан 16 сентября 1940 года). 11 февраля 1940 года в Белостоке прошла конференция советских писателей Западной Белоруссии, на которой выступил известный еврейский писатель-«восточник» Перец Маркиш.
В Белостоке создали оргбюро писателей Западной Белоруссии. Всего в Западной Белоруссии было выявлено 76 писателей: 47 евреев, 22 белоруса, 5 поляков и 2 русских. Половина писателей была беженцами из Польши и Вильно.
Было создано Белостокское отделение Союза писателей, где с литераторами велась работа. В частности, там изучался «Краткий курс истории ВКП(б)». Белостокское отделение ходатайствовало перед Союзом писателей об освобождении из немецкого плена белорусского поэта М. Василька (ходатайство было поддержано А. Фадеевым, но вопрос об освобождении решился только в августе 1941 года — Василёк бежал из плена).

### Переименование польских названий городских улиц

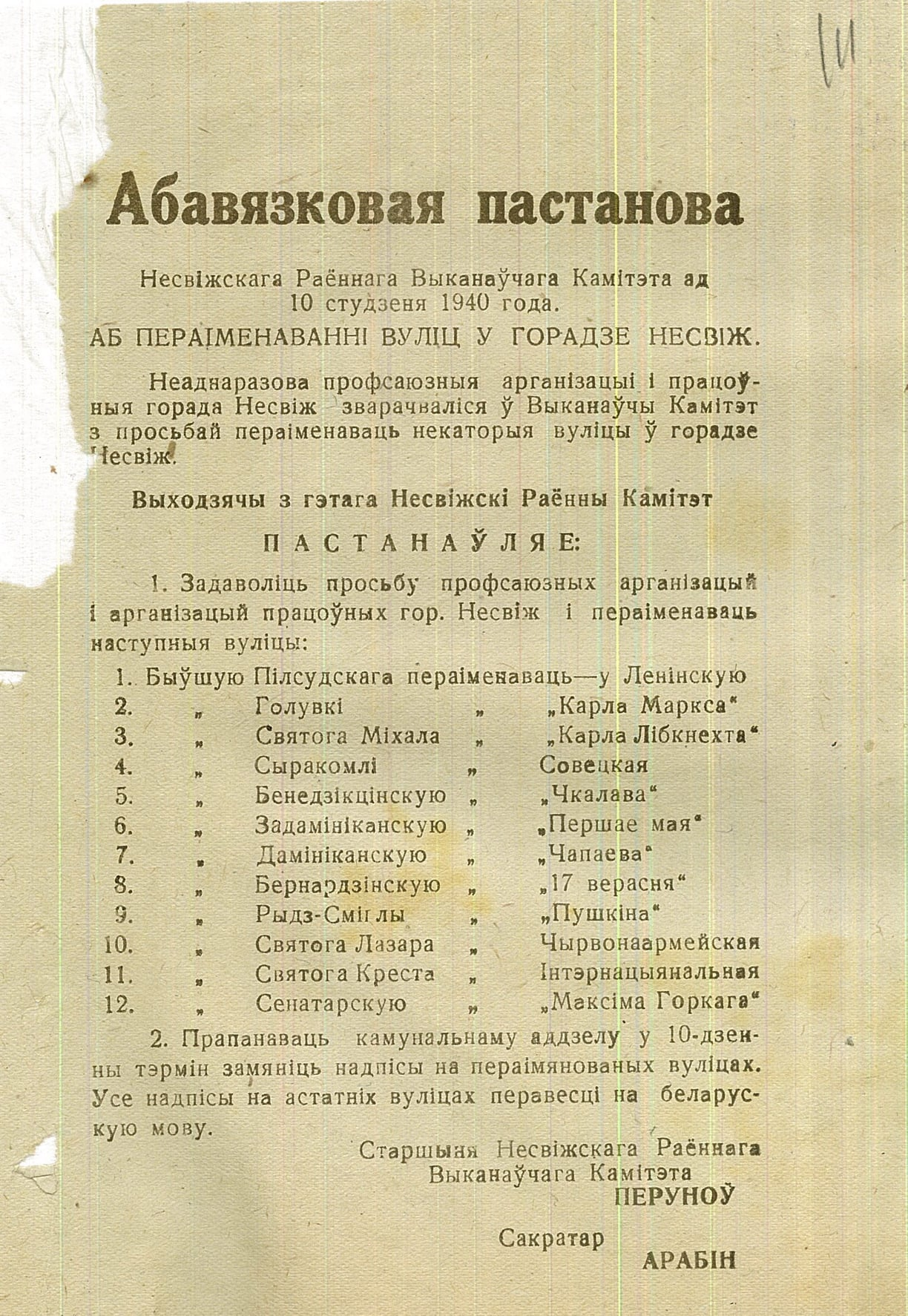
Решение властей Несвижа (1940 год) о переименовании улиц

Были частично переименованы названия улиц западнобелорусских городов. 8 января 1940 года Городской исполком Белостока принял постановление «О переименовании улиц в целях снятия с них имен тех, которые угнетали народы Западной Белоруссии». Переименования были следующие:
- Домбровского — Чапаевская;
- Харцерская — Спортивная;
- Купецкая — Пролетарская;
- Шляхецкая — Колхозная;
- Ерозолимская — Краснозвездная;
- Жидовская — Интернациональная.

В других городах Западной Белоруссии переименование улиц шло позднее, чем в Белостоке. В июне 1941 года переименование улиц во многих населенных пунктах Западной Белоруссии еще не завершилось.

### Советские праздники
Вместо религиозных и польских государственных праздников советская власть ввела свои. Праздники отмечали массово. Каждый праздник проходил в три этапа: подготовка, официальная часть и неофициальные народные гуляния. К праздникам в Западной Белоруссии (как и в СССР) старались открыть какие-нибудь новые объекты (например, больницы и школы). Перед праздниками проводились массовые агитационные мероприятия.
Специфическим для Западной Белоруссии стал 17 сентября 1940 года — день освобождения региона от «панского ига». В этот день в Белостоке был торжественно заложен памятник «Освобождение Западной Белоруссии Красной Армией».

### Художественная самодеятельность

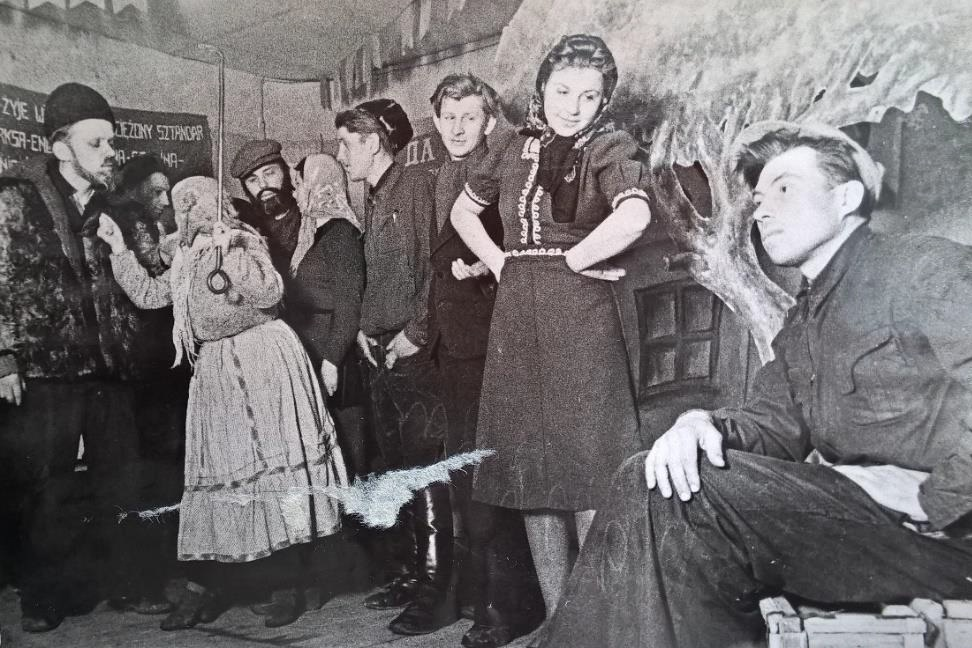
Кружок стекольного завода Белостока ставит «Поднятую целину», 1940 год

1939—1941 годы — бурное развитие советской художественной самодеятельности в Западной Белоруссии. Советская власть ее поощряла (как и массовый спорт), часто проводя всевозможные показы, олимпиады, конкурсы и смотры. Для самодеятельности в Западной Белоруссии при советской власти открылось множество клубов, домов культуры и танцевальных площадок. Также в Западную Белоруссию завезли партии сборников советских песен. Молодежь Западной Белоруссии активно участвовала в этой самодеятельности, так как занятия ей были бесплатными.

## Советские общественные организации
В Западную Белоруссию комсомольцы были направлены еще до ее официального присоединения к СССР. На 25 сентября 1939 года в Западной Белоруссии было около 500 командированных из Белорусской ССР комсомольцев. К маю 1940 года число присланных «восточников» из белорусского комсомола составило уже 7 тыс. человек. Желающих поехать в Западную Белоруссию комсомольцев было много и их отбирал Центральный комитет белорусского комсомола. Многие советские комсомольцы-«восточники» стремились остаться в крупных городах Западной Белоруссии, где пытались получить жилье, а также дефицитные товары.
Командированные комсомольцы стали организовывать из местной молодежи комсомольские ячейки, причем зачастую не принимали в них поляков, считая их врагами СССР. А вот молодых людей с чуждым социальным происхождением в комсомол в первые месяцы принимали. Была также создана пионерская организация. Причем поляков туда тоже старались не принимать.
Предпочтение при приеме в пионеры отдавали белорусам и евреям (например, в городах, где белорусов было очень мало). В сентябре 1940 года Пантелеймон Пономаренко отмечал, что в Белостокской области 90 % вожатых пионерских отрядов были евреями, из-за чего польские дети в пионеры не шли. Польские дети действительно бойкотировали пионерскую организацию, а порой, будучи пионерами, отказывались носить красные галстуки.
В Западной Белоруссии в 1939—1941 годах появились не только коммунистическая партия и связанные с ней пионерия и комсомол, но и иные общественные советские организации. Среди них был ОСОАВИАХИМ, который быстро завел сеть своих ячеек в Западной Белоруссии. По состоянию на 1 апреля 1940 года только в Белостокской области было 156 первичных организаций ОСОАВИАХИМ, в которых состояли 3182 человека.
Профсоюзные организации советская власть стала создавать в Западной Белоруссии в декабре 1939 года — одновременно с национализацией предприятий. На первых профсоюзных собраниях (при регистрации членов профсоюзов) на предприятиях проходили собрания с «разоблачениями» нежелательных кандидатов.
Затем провели разоблачения уже избранных профсоюзных лидеров. Абсолютное большинство «разоблачаемых» составляли местные евреи: сионисты, бундовцы, члены еврейских профсоюзных организаций, выходцы из богатых семей. Областные профсоюзные организации в Западной Белоруссии в целом были созданы к весне 1940 года.
Подавляющее большинство рабочих и служащих стали членами профсоюзов. Например, в Белостокской области из 58750 рабочих и служащих государственных учреждений в профсоюзах состояли 55012 человек (93,3 %).

## Деятельность расквартированных в Западной Белоруссии частей Красной Армии

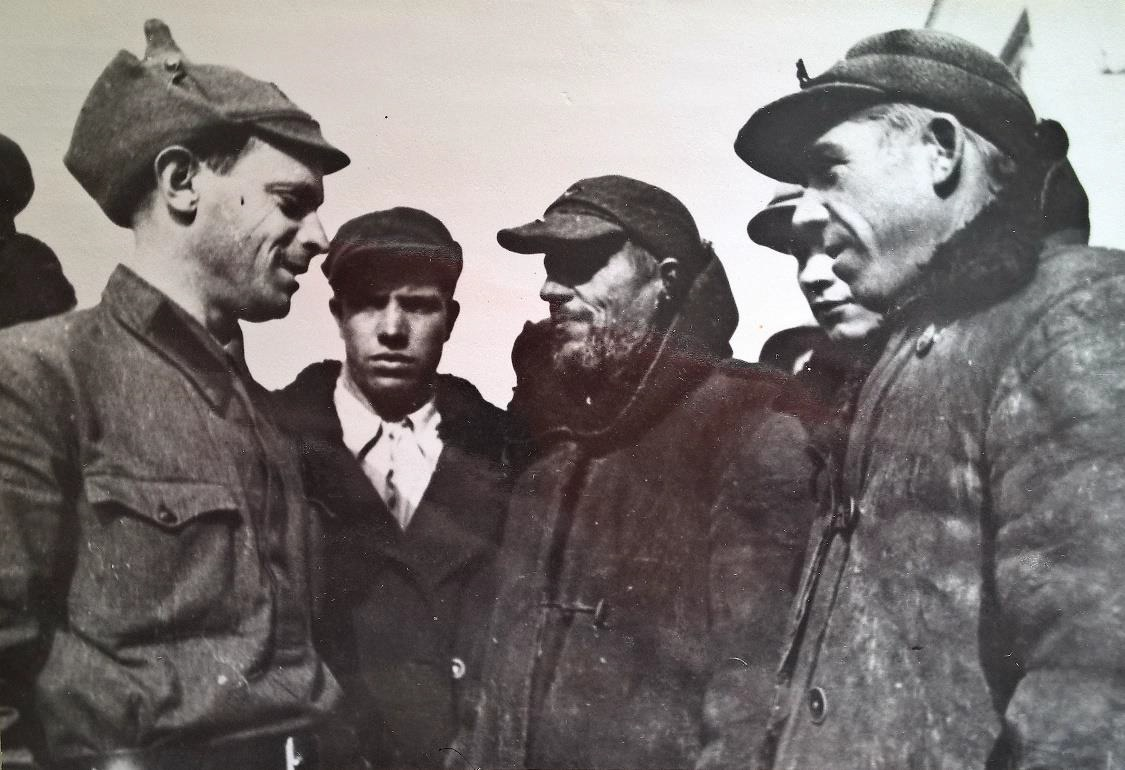
Советские бойцы беседуют с жителями Слонима, сентябрь 1939 года

На территории Западной Белоруссии после ее присоединения к СССР были оставлены многочисленные соединения Красной Армии. Общая численность военнослужащих на территории Западной Белоруссии (в частях Белорусского фронта) в сентябре 1939 года составляла от 200802 до 378610 солдат и командиров. В начале 1940 года часть подразделений перебросили из Западной Белоруссии на войну с Финляндией. Затем численность расквартированных в Западной Белоруссии войск увеличилась. Летом 1940 года в Западной Белоруссии размещались две армии: 10-я (Белосток) и 4-я (Кобрин).
Военнослужащие активно использовались в качестве агитаторов на проводившихся в Западной Белоруссии выборах в Верховные советы ССР и Белорусской ССР (24 марта 1940 года) и местные советы народных депутатов (15 декабря 1940 года). При этом сами военнослужащие, расквартированные в Западной Белоруссии, не имели права голосовать на этих выборах. Однако военнослужащие пользовались правом быть избранными в местные органы власти. Так, на выборах в городской совет Барановичей в декабре 1940 года из 98 депутатских мест 5 мест получили военнослужащие.
Большое влияние красноармейцы имели на формирование партийных органов, которые обладали (в отличие от советов народных депутатов) реальной властью. Удельный вес военнослужащих на партийных конференциях был очень высок. Так, в работе Белостокской партийной конференции было 135 делегатов-военнослужащих (38 % от общего числа делегатов). В работе Пинской конференции принимали участие 80 делегатов военнослужащих (29,2 % от их общего числа), в работе Вилейской конференции 61 делегат-военнослужащий (24,2 % от их общего числа). Кроме того, на руководящих постах использовались демобилизованные красноармейцы.

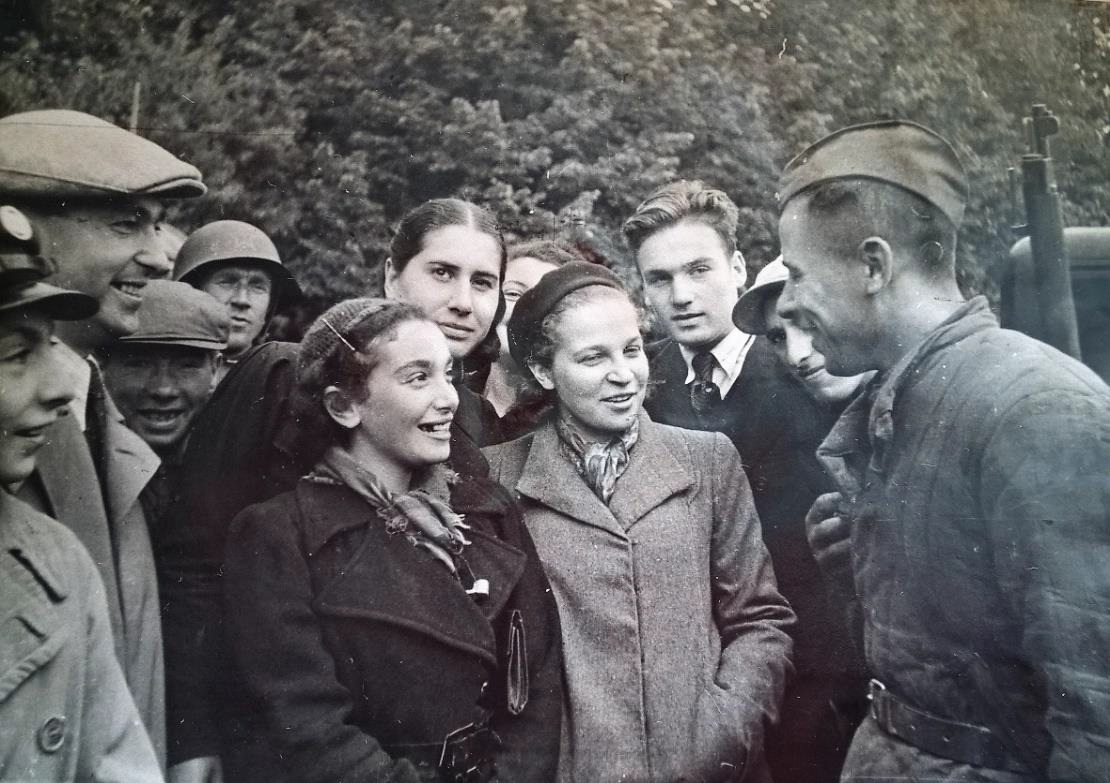
Жители Западной Белоруссии беседуют с красноармейцем, 1939 год

При занятии сел политруки с помощью военнослужащих создавали там крестьянские комитеты, которые должны были разделить помещичью землю и скот (с предупреждением «не резать»), создать милицию, наладить работу школ и медицинских пунктов.
На первых порах Красная Армия получила определенные судебные функции в отношении польских военнопленных на территории Западной Белоруссии. Подавляющее большинство солдат польской армии из числа уроженцев Западной Белоруссии было приказом Берия от 3 октября 1939 года освобождено. Однако в тот же день, 3 октября 1939 года, Политбюро ЦК ВКП(б) приняло решение «О порядке утверждения приговоров военных трибуналов в Западной Украине и в Западной Белоруссии», которым предоставило военным советам Белорусского и Украинского фронтов право утверждать приговоры трибуналов к расстрелу «по контрреволюционным преступлениям гражданских лиц в Западной Украине и в Западной Белоруссии и военнослужащих бывшей польской армии».
Создание советско-германской границы там, где ее никогда не было, привело к необходимости принудительного отселения местных жителей. К 1 мая 1940 года было предписано выселить местное население с 800-метровой пограничной полосы.
Жители Западной Белоруссии с 1940 года подлежали призыву в Красную Армию, численность которой в тот период существенно возросла. С 1 августа по 5 сентября 1940 года на воинский учет были взяты жители Западной Белоруссии 1917—1921 годов рождения. В кадровый состав Красной Армии было решено зачислить лиц, родившихся в 1920—1921 годах, которые знали русский язык и были годны к службе. В сентябре — октябре 1940 года в Западной Белоруссии прошел призыв в Красную Армию. Желающих служить нашлось довольно много. Отказниками были поляки, а также некоторые религиозные меньшинства (например, баптисты).

## Религиозная политика Советской власти в Западной Белоруссии
Среди жителей Западной Белоруссии преобладали верующие трех конфессий — католики (в основном поляки), православные (в основном русские, украинцы и белорусы) и иудаисты (в основном евреи). По польской переписи 1931 года из 378 655 жителей городов Западной Белоруссии было:
- Католиков — 170814 человек;
- Иудаистов — 126835 человек;
- Православных — 76348 человек.

В эти цифры не включен Белосток — крупный город с преимущественно польским населением (107660 чел. по официальным данным на начало декабря 1939 года). С учетом Белостока преобладание католиков в городском населении Западной Белоруссии было еще выше.

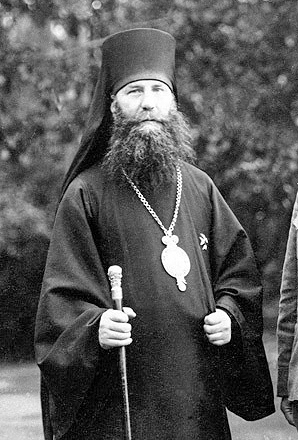
Архиепископ Пантелеймон (Рожновский)

В Западной Белоруссии была хорошо организованная религиозная жизнь. Православные приходы Западной Белоруссии организационно были включены в созданную в 1924 году Польскую автокефальную православную церковь. Часть духовенства не признала этого решения. Так, архиепископ Пантелеймон (Рожновский), не признавший эту автокефалию, находился на покое в Жировицком монастыре.
Созданный в 1935 году Комитет по национальным вопросам при Совете министров Польши принял решение о превращении православной церкви в «инструмент распространения польской культуры на восточных землях». Для реализации этой цели были приняты меры:
- Ликвидированы православные семинарии в Вильно и Кременце;
- Подготовка православного духовенства осуществлялась на факультете богословия Варшавского университета;
- Распространение практики проповедей на польском языке в православных храмах.

В 1935—1939 годах польские власти вели активную полонизацию православной церкви, превращая белорусов в православных поляков. Взамен ликвидированных белорусских организаций были созданы польские православные общественные структуры. В 1935 году в Белостоке при поддержке властей создали «Общество православных поляков имени Пилсудского». В Гродно был организован «Дом православных поляков имени Батория». В декабре 1938 года в Гродно создали польский Научно-издательский православный институт.
Полонизация православной церкви в конце 1930-х годов велась насильственными методами. В частности, активно начался процесс сноса православных церквей. Прежде всего она коснулась украинских земель. В 1938 году в Люблинском воеводстве (там жили православные украинцы) польские власти провели кампанию по сносу православных храмов. Эта кампания также коснулась Западной Белоруссии — польские власти разрушили православные храмы в Гродно и Белостоке под тем предлогом, что они не вписывались в планы развития городов. Кирпич от разрушенного в Гродно храма Александра Невского был использован для строительства зоопарка. Тем не менее в Западной Белоруссии к приходу советских войск существовал ряд действующих храмов, хотя польские акции вызвали недовольство как мирян, так и части православного духовенства.
Религиозная ситуация в Западной Белоруссии резко контрастировала с положением в остальной части Белорусской ССР, где к 1939 году (как и на всей территории СССР) была практически завершена атеизация: большинство служителей культа погибло или было лишено возможности заниматься отправлением обрядов, почти все культовые здания были уничтожены или отобраны у верующих. К тому же советские власти искусственно поддерживали раскол среди верующих. Так, православные приходы Белорусской ССР были разделены на тихоновские, приходы непризнанной Белорусской Автокефальной церкви и обновленческие. К 1937 году в Белорусской ССР было 46 тихоновских, 26 автокефальных и 6 обновленческих приходов.
Присоединение Западной Белоруссии привело к увеличению численности приходов на территории Белорусской ССР. Если в 1938 году в Белорусской ССР было 755 православных обществ, то в 1940 году уже 838. Этот рост был достигнут как раз за счет Западной Белоруссии, на которой в 1940 году насчитывалось 542 церкви и 606 священников. На территории РСФСР (к которой в 1939 году не присоединялись новые территории) за 1938—1940 годы число православных обществ сократилось почти в 4 раза: с 3617 до 950.
Часть духовенства Западной Белоруссии (как православного, так и католического) радостно встретила приход в сентябре 1939 года Красной Армии. В первые месяцы советской власти православные и католические священники пытались наладить дружественные отношения с новой властью. Особенно радовались православные священники, которые помнили о польских притеснениях в межвоенный период.
Священники молились за советскую власть, сокращали из-за митингов богослужения, предлагали свои услуги по агитации и пытались избраться в новые органы власти. Так, в местечке Ивенец священник заявил о желании стать депутатом Народного собрания и вывесил над церковью красный флаг, заявив: «Свобода так свобода, она должна быть и над церковью». В Барановичах священник читал на базарной площади «Правду» крестьянам и радовался освобождению «словян словянами». В деревне Орехово Жабчицкого района Пинской области священник просил молодежь петь в церкви «Катюшу».
Были случаи поддержки новой власти со стороны католического духовенства. Так в Радошковичах жена ксендза просила разрешения повесить красный флаг на польский костел. Впрочем, часть католического духовенства встретила советскую власть враждебно. Из некоторых костелов стреляли по красноармейцам. Так, в Вильно 19 сентября 1939 года стреляли из костела по демонстрации. 21 — 22 сентября 1939 года из костела Пинска стреляли по красноармейцам и разбрасывали листовки.
Вступившие в Западную Белоруссию части Красной Армии сразу отвергли сотрудничество с духовенством всех конфессий и повели с религией борьбу. В частности, 28 ноября 1940 года красноармейцы воинской части № 9604 сожгли придорожный крест. Красноармейцы высказывали пожелания поскорее превратить костелы в клубы или гаражи. В борьбе с религией подчеркивалось единство католических, православных и иудейских служителей культа, а культовые здания (костелы, церкви и синагоги) объявлялись «рассадниками самой беспардонной, грязной клеветы о Советском Союзе».
Советская власть с первых месяцев начала проводить в Западной Белоруссии комплекс мероприятий против религиозных организаций (всех конфессий):
- Лишение религиозных организаций административно-управленческих функций.
- Конфискация культовых зданий и размещение в них светских учреждений;
- Обложение духовенства высокими налогами;
- Ликвидация всех форм религиозного образования — запрет на преподавание религиозных предметов в школах, закрытие религиозных школ;
- Атеистическая пропаганда и создание невозможности соблюдать обряды (например, путем превращения религиозных праздников в рабочие дни).

Также существовали местные злоупотребления в отношении служителей культа. Так, на строительство укреплений в порядке трудовой повинности (к неудовольствию начальников строительства) в 1941 году местные власти присылали католических ксендзов и служителей иудейского культа, которые «вели контрреволюционную пропаганду».
Атеистическая политика советской власти в Западной Белоруссии контрастировала с политикой немцев в отношении православных польского генерал-губернаторства. Немецкие власти проводили поддержку украинских православных приходов в ущерб католицизму. Поддержка немцами православия в Польше была направлена на формирование лояльного к ним украинского меньшинства, которое предполагалось использовать в будущей войне с СССР. Немцы показывали контраст между собственной поддержкой православия и советской антирелигиозной политикой на Западной Белоруссии и Западной Украине. Тем более, что на оккупированной немцами польской территории находился глава Польской православной церкви Дионисий (Валединский), которому до сентября 1939 года были подчинены приходы Западной Белоруссии и Западной Украины. Подавляющее большинство православных приходов, оставшихся под контролем Дионисия (Валединского), были населены украинцами. Советский гражданин, житель Варшавы Мариус Бранзбург в 1941 году сообщал советским властям об этой православной политике немцев в Польше следующее:

Католическая церковь преследуется, но зато православная автокефальная церковь лелеется, осыпается золотом, костелы переделываются в церкви, а все для того, чтобы украинское население могло сказать, какие ж, мол, немцы хороший народ и какой антибольшевистский

### Лишение религиозных организаций административных функций
Лишение религиозных организаций административных функций выразилось в том, что уже с осени 1939 года раввинские суды были объявлены нелегитимными. Раввины были освобождены от обязанности регистрировать акты гражданского состояния (браки, разводы, смерти, рождения). Согласно распоряжению НКВД СССР с 15 февраля 1940 года в Западной Белоруссии повсеместно должны были начать работу органы ЗАГС и утратить юридическую силу все записи актов гражданского состояния, производимые служителями религиозного культа

### Ликвидация религиозного образования и обучения религии в светских школах
Власти в Западной Белоруссии запретили все религиозные еврейские школы (хедеры и талмуд-торы), изымали и уничтожали иудейскую религиозную литературу. Религиозное образование ушло в подполье. В Западной Белоруссии в 1939—1941 годах распространились нелегальные хедеры. Были случаи, когда раввины публично призывали верующих следовать религиозным нормам, обещая, что трудные советские времена пройдут.
Легально действовать могли только высшие религиозные образовательные учреждения иудеев (иешивы), которые наравне с синагогами рассматривались советской властью как религиозные институции.

### Изъятие имущества религиозных организаций
29 октября 1939 года было объявлено о национализации церковной собственности.
Религиозные организации были обложены налогами, что привело к самозакрытию части культовых зданий. В январе 1941 года еврейская община Пинска попросила власти взять у нее несколько из имеющихся 23 синагог, так как она не могла платить за них налоги. Советские налоги действительно поглощали основную часть доходов местных религиозных организаций. Так, католический ксендз в Люботыне в 1940 году был обязан выплатить налоги на сумму более 14 тысяч рублей, что превышало 88 % всех расходов его прихода.
Неуплата налогов наказывалась тюремным заключением. Так, в Несвижскую тюрьму был посажен священник Бойков, на которого 30 ноября 1940 года было заведено уголовное дело за злостную неуплату налогов.
Советские власти постепенно изымали у верующих здания, используя их под школы, клубы или хозяйственные постройки. Например, в Белостоке осенью 1940 года три синагоги были отведены под хранение 1,5 тыс. тонн зерна. В местечке Желудок синагога была изъята под Дом Красной Армии (по состоянию на 2018 год в ней располагается клуб), в Несвиже в синагоге открыли танцевальный клуб, причем власти объяснили это верующим так: «этого желает ваша еврейская молодежь».
Кроме того, ряд синагог был занят под ночлежки для еврейских беженцев. Занятую беженцами синагогу власти как правило не национализировали. Так, в Слониме из 28 синагог 27 использовались как ночлежки для беженцев.

### Антирелигиозная пропаганда
Антирелигиозную пропаганду в Западной Белоруссии Союз воинствующих безбожников и партийные комитеты стали вести фактически только с мая 1940 года. При этом Союз воинствующих безбожников не создал своих ячеек на территории Западной Белоруссии. Это было сделано намеренно. Емельян Ярославский в статье «Об антирелигиозной работе в Западных областях Украины и Белоруссии» в газете «Безбожник» от 2 ноября 1940 года писал:

Мы против того, чтобы организовывать в Западной Украине и в Западной Белоруссии ячейки Союза воинствующих безбожников. Это вовсе не значит, что мы отказываемся от борьбы против предрассудков, против реакционного движения религии, против религиозных предрассудков, против реакционной деятельности духовенства… Основной формой пропаганды в западных областях Белоруссии и Украины должна быть огромная работа, построенная на естественно-научном материале, на разъяснении советского законодательства о религии и церкви и партийной программы по вопросу об отношении к религии
Союз воинствующих безбожников развернул свою деятельность в Западной Белоруссии, не создавая там ячеек. Основной формой антирелигиозной пропаганды были доклады и лекции, темы которых подбирались и утверждались районными комитетами партии по рекомендациям Центрального Совета Союза воинствующих безбожников. Как правило, антирелигиозные лекции читались на русском языке, реже на еврейском языке и совсем редко — на белорусском и польском. Например, в Слониме за 1940—1941 годы было прочитано 40 антирелигиозных лекций, из которых только 7 на еврейском языке. В Барановичской области из 237 прочитанных научно-популярных антирелигиозных лекций (по состоянию на 38 февраля 1941 года) только одна была на польском языке и только 3 — на еврейском.
За 1940 год лекторами Центрального совета Союза воинствующих безбожников, согласно отчету, в западных областях было прочитано 526 лекций, на которых присутствовали 57 тысяч человек
До февраля 1941 года антирелигиозные лекции читали в основном «восточники» (ученые, преподаватели вузов, лекторы из Союза воинствующих безбожников, коммунисты, комсомольцы), причем проводили они их только на русском языке. Антирелигиозные лекции в Западной Белоруссии первые месяцы были бесплатными (в СССР за их посещение плата была введена 14 ноября 1938 года решением ЦК ВКП(б)). В июне 1940 года лекции стали платными — решение ЦК ВКП(б) было распространено на Западную Белоруссию.
Антирелигиозные лекции проводили обычно перед важнейшими религиозными праздниками. Например, перед православной Пасхой читали лекции «О происхождении и классовой сущности религии», «Происхождение и вред Пасхи», к осенним еврейским праздникам — «Откуда появились еврейские религиозные праздники», «Религиозные праздники — пережиток капитализма». В основном антирелигиозная пропаганда велась в областных и районных центрах и практически отсутствовала в сельской местности. Также была организована продажа антирелигиозной литературы. Только за 1940 год и только в Слонимском районе было распродано более 25 тыс. экз. антирелигиозной литературы.
10 февраля 1941 года вышло Постановление Центрального комитета Коммунистической партии большевиков Белоруссии «О состоянии антирелигиозной пропаганды в западных областях БССР», которое резко ужесточило антирелигиозную пропаганду, открыв ее новый этап в Западной Белоруссии. Постановление внесло ряд новшеств:
- областные, городские и районные комитеты партии были обязаны отобрать из населения Западной Белоруссии кандидатов на должности антирелигиозных лекторов и направить их на курсы, организуемые областными комитетами партии.

Таким образом, Постановление от 10 февраля 1941 года предусматривало подготовку лекторов вместо «восточников» из числа местных активистов — «западников».
С марта 1941 года увеличилось количество антирелигиозных лекций в селах. Власти давали указания об организации «библиотечек антирелигиозника», читках антирелигиозных журналов, создании при библиотеках «уголков безбожников».
Советскую антирелигиозную пропаганду в Западной Белоруссии отличала острая нехватка атеистической литературы. Так за 1941 год из заказанных 23700 экз. атеистической литературы реально на всю Западную Белоруссии было поставлено всего 3567 экз.. Причем самими активными подписчиками советских антирелигиозных периодических изданий стали местные попы и ксендзы.

### Препятствование исполнению религиозных обрядов
Установление советской власти привело к появлению объективных препятствий для отправления религиозных обрядов. Во-первых, значительная часть молодежи была призвана в Красную Армию, где никаких служителей культа не было, как и возможности отправлять какие-либо обряды. Во-вторых, советский режим труда и отдыха, введенный на новых землях, объективно препятствовал соблюдению религиозных праздников. С 7 августа 1940 года (в том числе на западных землях) была введена семидневная рабочая неделя с плавающим выходным днем, что, например, лишало возможности местных евреев праздновать Шаббат. Западнобелорусские евреи обходили этот запрет, устраиваясь на работу в ремесленные артели, где можно было не работать в Шаббат.
Обязательное школьное обучение также препятствовало исполнению детьми религиозных обрядов, так как школьникам приходилось учиться в дни религиозных праздников. Например, с сентября 1940 года еврейские дети были вынуждены учиться в Шаббат. В итоге многие дети в эти дни пропускали занятия. Это обстоятельство нашло отражение в партийных документах. Согласно секретному постановлению Бюро Белостокского обкома КП(б) Белоруссии от 19 апреля 1941 года в дни пасхальных праздников не приходило и половины учащихся, а в еврейских школах многие дети отказывались писать по субботам, некоторые же учителя, исходя из своих религиозных
убеждений, не проводили антирелигиозную воспитательную работу.

### Включение местного духовенства в общесоюзные религиозные структуры
Некоторая часть духовенства Западной Белоруссии бежала от советских войск. Так, за границу до прихода советских войск выехали гродненский епископ Савва (Советов) и викарный епископ виленской епархии Матвей (Семашко). Оставшееся православное духовенство вернулось в уцелевшие от советских репрессий структуры Русской православной церкви.
Возвращение западно-белорусского духовенства в Русскую православную церковь проходило с согласия советской власти, которая разрешила выезд советским епископам на территорию Западной Белоруссии. В значительной мере это возвращение проходило по инициативе той части духовенства, которая была не согласна с пребыванием в Польской автокефальной православной церкви. Организатором возвращения стал архиепископ Пантелеймон (Рожновский), который, узнав об отъезде епископа Саввы, сообщил духовенству Гродненской епархии, что он принимает на себя управление этой епархией. В начале октября 1939 года Пантелеймон (Рожновский) написал в Московскую патриархию просьбу о присоединении к Русской православной церкви и о назначении его епископом Пинско-Новогрудским. При этом в Западной Белоруссии остались два архиепископа Польской автокефальной православной церкви — виленский Феодосий (Федосьев) и пинский Александр (Иноземцев). То есть Пантелеймон просил кафедру, которую занимал Александр (Иноземцев).
Митрополит Сергий (Страгородский) назначил Пантелеймона (Рожновского) епископом Пинским и Новогрудским с правом ношения бриллиантового креста на клобуке. Пантелеймон (Рожновский) получил титул экзарха Патриархии и поручение «принять в общение всех тех областей вновь присоединенных территорий, кто пожелает от автокефалии войти в сношение с Патриархией». Таким образом, Пантелеймон (Рожновский) стал главой православных приходов на всех территориях Западной Украины и Западной Белоруссии.
Еще одним местным иерархом, способствовавшим возврату православных приходов, был Елевферий (Богоявленский). Он был в 1923 году депортирован польскими властями в Каунас, но вернулся в Вильно после его передачи Литве советской властью. Елевферий возглавил Литовско-Виленскую епархию. Именно под его юрисдикцию был передан раскаявшийся архиепископ Феодосий (Федосьев).
Возврат православных приходов Западной Белоруссии и Западной Украины в Русскую православную церковь вызвал церковный раскол. Пинский архиепископ Александр (Иноземцев) совместно с епископом Волынским и Кременецким Алексием (Громадским) 1 ноября 1939 года создали Священный Синод Православной Церкви в границах Западной Украины и Западной Белоруссии, включив в этот орган третьего иерарха — Симона, епископа Острожского. Возник церковный раскол, так как Священный Синод Православной Церкви в границах Западной Украины и Западной Белоруссии отказались признать как архиепископ Пантелеймон (Рожновский), так и митрополит Сергий (Страгородский).
Рядовое духовенство также раскололось. Часть духовенства Брестской области, не желавшая подчиниться архиепископу Александру (Иноземцеву), обратилось с ходатайством в Московскую патриархию. Ходатайство было удовлетворено — указом Московской патриархии № 161 от 28 марта 1941 года Брестская область была передана в Гродненскую епархию и учреждалась кафедра епископа Брестского, викария Гродненской епархии. В брестские викарии был хиротонисан архимандрит Венедикт (Бобковский), настоятель западно-белорусского Жировичского монастыря.
Летом 1940 года епископов Западной Украины и Западной Белоруссии вызвали в Московскую патриархию для оформление возврата в Русскую православную церковь. Акт воссоединения включал покаяние прибывших архиереев, их исповедь и совместную службу с митрополитом Сергием (Страгородским). Летом 1940 года в Москву для воссоединения прибыли Пантелеймон (Рожновский) и викарий полесской епархии епископ Камень-Каширский Антоний (Марценко). Не приехали в Москву три архиерея — Феодосий (Федосьев), Поликарп (Сикорский) и Александр (Иноземцев).
Покаяние летом 1940 года привело к ряду изменений. Во-первых, раскольничий епископ Александр (Иноземцев) в Москву под предлогом болезни не поехал и был уволен на покой. Во-вторых, Пантелеймон (Рожновский) был лишен титула экзарха Западной Белоруссии и Западной Украины. В связи с передачей Вильно Литве митрополит Сергий указом от 24 июня 1940 года утвердил Пантелеймона архиепископом Гродненским и Вилейским. Эта епархия включала 307 приходов и объединяла три области Западной Белоруссии: Барановичскую, Белостокскую и Вилейскую. На пинскую кафедру был назначен архимандрит Почаевской лавры Вениамин (Новицкий), которого посвятили в Луцке в начале июня 1941 года.
Новым экзархом Западной Украины и Западной Белоруссии стал присланный в июле 1940 года из Москвы в Луцк митрополит Николай (Ярушевич). Он фигурировал в одной из записок советских органов как агент советских же спецслужб. Таким образом приходы Западной Белоруссии оказались под контролем присланного из Москвы экзарха, причем центр экзархата был расположен вне территории Белорусской ССР.

## Положение основных народов Западной Белоруссии в 1939—1941 годах
Население Западной Белоруссии (согласно советским статистическим данным) по состоянию на 1 января 1941 года составляло 4815500 человек. Наиболее многочисленными были три этноса: поляки, евреи и белорусы. Польские власти до сентября 1939 года проводили двойственную политику в отношении непольского населения. С одной стороны, периодически делались уступки национальным меньшинствам (например, в сфере образования).
С другой стороны, на местах власти проводили политику замещения наиболее оплачиваемых должностей католиками или поляками. Например, в 1939 году на конференции начальников общественно-политических отделов воеводских управ Рунге сообщал, что в Новогрудском воеводстве по предложению военных властей был установлен запрет на занятие должностей в дорожной и лесной администрации православными жителями; приобретать землю в приграничной полосе (большая часть воеводства) могли только католики. В рамках политики полонизации в межвоенный период польские власти поощряли переселение этнических поляков (в том числе интеллигенции) в Западную Белоруссию.
Полонизация коснулась прежде всего городов. В сельской местности полонизация была затруднена в силу климатического фактора — обилия болот. Полесский воевода В. Костек-Бернацкий в 1937 году сообщал в МВД Польши, что Полесское воеводство в силу аграрного перенаселения и заболоченности не может без мелиорации (которая требовала бы значительных средств) принять польских колонистов. Костек-Бернацкий предлагал проводить переселение поляков (купцов и ремесленников) в города, отмечая, что это ослабит еврейский характер городов. Действительно, в Западной Белоруссии было более, чем в два раза меньше польских колонистов-осадников, чем на Западной Украине. После занятия территории региона советскими войсками в сентябре 1939 года НКВД выявило в Западной Белоруссии всего 3998 семей осадников, тогда как на Западной Украине было учтено 9436 семей осадников.
Полонизация встречала на местах сопротивление русскоязычного православного населения. Руководитель следственного отдела брестской поветовой комендатуры государственной полиции А. Бак в 1936 году в тайном письме сообщал о руководителе строительства очистных сооружений водопровода в Бресте Конажевском:

любит окружать себя православными. На него большое влияние оказывает писарь с очистительной станции Ян Соколов, православный, который при каждой возможности поддерживает русских, зато полякам делает разные трудности. В случае увольнения в первую очередь увольняет поляков
Успешным сопротивлением полонизации отличался Давид-городок (два километра от бывшей советско-польской границы, установленной в 1921 году). При Российской империи его православные жители занимались отхожими промыслами в великорусские губернии и стали идентифицировать себя с русскими. В итоге православные численно преобладали в городском самоуправлении Давид-городка. По данным 1934 года русские, белорусы и евреи занимали все места в городском совете, а также ключевые посты в магистрате, причем под их влиянием находился бургомистр Давид-городка — поляк С. Берднарчик. В отношении немногочисленных поляков в Давид-городке проводилась дискриминация. В рапорте информатора отдела общественной безопасности ПВУ (1934 год) сообщалось, что в Давид-городке поляки не допускались к управлению и к работе в городских предприятиях, а вакансии отдавались православным.
Белорусы и евреи Западной Белоруссии до Второй мировой войны были практически не представлены в польском сейме — парламенте. Так, по итогам выборов 8 сентября 1935 года из 208 мест в сейме только 3 места были отданы евреям, 1 депутат был от белорусов и 1 от русских. Причем эти депутаты были от всех евреев, белорусов и русских Польши, а не только от Западной Белоруссии.
Советская власть с первых дней начала политику белорусизации и вытеснения поляков из всех сфер деятельности (прежде всего, с руководящих постов). Вместо поляков на должности принимали белорусов и (так как они в отличие от белорусов имели образование) евреев. Приоритет отдавался советским евреям и белорусам, то есть «восточникам». Некоторые евреи воспользовались этим для мести полякам.
С лета — осени 1940 года курс советской власти меняется — исправляются «ошибки» и «перегибы» в советизации и белорусизации. Улучшается отношение к полякам. Советская власть демонстративно содействует развитию польской культуры: осенью 1940 года во всесоюзном масштабе отмечали юбилей Адама Мицкевича. Улучшение отношения к полякам не означало их широкий допуск в органы власти, в том числе выборные. По-прежнему власти проводили политику белорусизации и русификации. В результате доля белорусов и русских среди депутатов была выше доли этих народов в населении. Например, в Барановичской области среди избранных в местные органы власти 15 декабря 1940 года было 76,7 % белорусов, 9,8 % русских, 7,8 % евреев и только 2,8 % поляков.

### Поляки
В 1920—1939 годах на территорию Западной Белоруссии хлынул поток поляков. Среди них было много чиновников и осадников. Поляки занимали наиболее высокооплачиваемые должности на государственной службе и в полиции, а также на государственных предприятиях (в частности на почте и железной дороге).
С установлением советской власти в Западной Белоруссии начались чистка существующих и недопуск в новые органы власти поляков. В Западной Белоруссии этот процесс деполонизации был мягче, чем на Западной Украине. Например, в Народное собрание Западной Белоруссии избрали 157 поляков, тогда как в Народное Собрание Западной Украины — только 44 поляка, то есть более, чем в три раза меньше.

### Евреи
Евреи в Западной Белоруссии занимались в основном ремеслом и торговлей, много их было среди интеллигенции. В довоенной Польше евреи подвергались дискриминации со стороны поляков. Польская пропаганда рассматривала еврея как богача и паразита на теле польского крестьянина и труженика, а также как марксиста, поддерживающего большевиков. Поэтому существовало польско-еврейское противостояние. В короткий период присоединения Западной Белоруссии к СССР поляки провели ряд еврейских погромов. В этот период польская администрация уже не работала, а советская еще не была установлена. Погромы сопровождались грабежом еврейских магазинов и убийствами и проходили в основном на Западной Украине.
Погромы были в сентябре 1939 года также в Западной Белоруссии — в Гродно (убиты около 30 евреев) и в Ивье. Все это безусловно озлобило еврейское население против поляков и заставило его видеть в советских солдатах освободителей. В итоге евреи встретили советских солдат радостно. СССР воспринимался местными евреями как страна равных возможностей, куда еще при польской власти бежали из Западной Белоруссии.

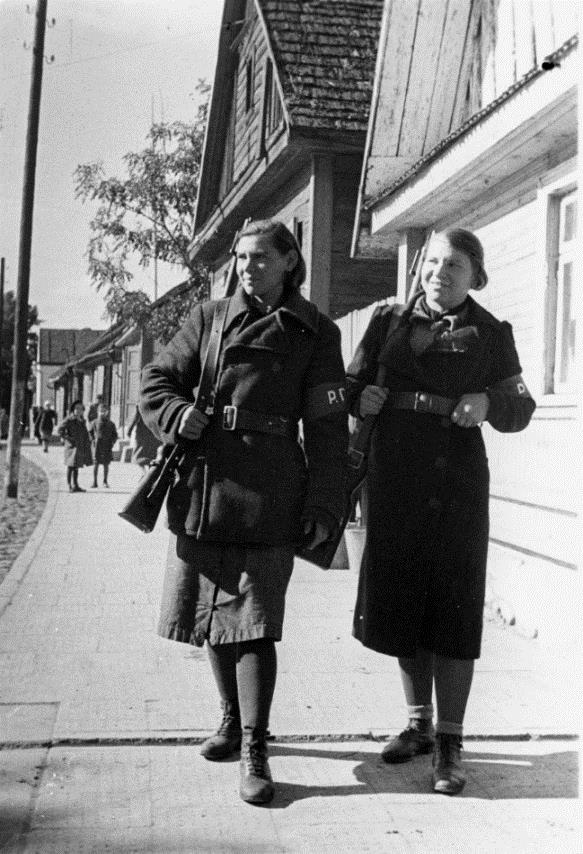
Члены рабочей гвардии Волковыска Мая Аен и Люба Гарберман

Евреи Западной Белоруссии столкнулись также с немецкой оккупацией и связанными с ней еврейскими погромами. Некоторые населенные пункты были в сентябре 1939 года заняты немцами и только потом переданы СССР. Так, в сентябре 1939 года Белосток 6 дней находился под немецкой оккупацией, во время которой были убиты около 100 евреев и разгромлены более 200 еврейских предприятий и частных домов. Убийства евреев поляками в городе продолжились в первые недели советской власти. Так, 25 сентября 1939 года в Белостоке поляки убили 2 евреев и кричали: «Бей жидов, не допускай их к власти!». Неудивительно, что в созданную советской властью Рабочую гвардию Белостока записались одни евреи, что заставило искусственно регулировать ее национальный состав.
Со страхом восприняли приход советских солдат зажиточные евреи. Тем не менее многие зажиточные западнобелорусские евреи вошли во временные советские органы — Временное правительство и рабочую гвардию. Евреи преобладали среди тех, кто заменил поляков в управлении Новогрудка, так как белорусы не были готовы. Первоначально во временных органах власти было много зажиточных евреев и сионистов.
Евреи в первые месяцы стали мстить полякам, донося на них новым властям. По доносам евреев советские власти арестовывали поляков. Так, в Гродно (где перед приходом Красной Армии был еврейский погром), по словам польки М. Трахимович, еврей Абрашкин «шел с русскими и указывал на поляков, которые участвовали в обороне города от Красной Армии». Оборона Гродно была самой продолжительной и ожесточенной в сентябрьском походе Красной Армии. Отец еврея М. Мельницкого «служил как советчик в НКВД в делах против местных поляков, подлежащих высылке в Сибирь».
Значительная часть местных евреев заняла посты в новых органах НКВД, суда и прокуратуры, которые проводили репрессии. Евреями были прокурор Дивинского района М. М. Вескер, прокурор Пружанского района Н. И. Лившиц, начальник 3-го отделения Кобринского уездного отдела НКВД Брестской области Н. А. Тютюник, народный судья Малоритского района А. А. Френкель, заместитель начальника УНКВД по Брестской области В. Г. Каган, начальник следственной части Брестского областного управления НКВД С. М. Левин, заместитель и два помощника прокурора Брестской области И. Н. Эстеркин, А. Л. Каплан и Р. Э. Амгавицкая. На 25 октября 1940 года евреями были 41,2 % всех выдвинутых из числа местных жителей работников, которые были заняты на судебно-прокурорской работе по Пинской области.
В свою очередь поляки в первые месяцы советской власти проявляли антисемитизм. На бюллетенях часто писали: «Голосую за присоединение к СССР, но без евреев».
Преследования евреями поляков продолжалась около года. Осенью 1940 года советские представители стали активно критиковать притеснение поляками евреев.
Местные евреи доносили не только на поляков, но и на других евреев — членов националистических организаций (сионистов, бундовцев).

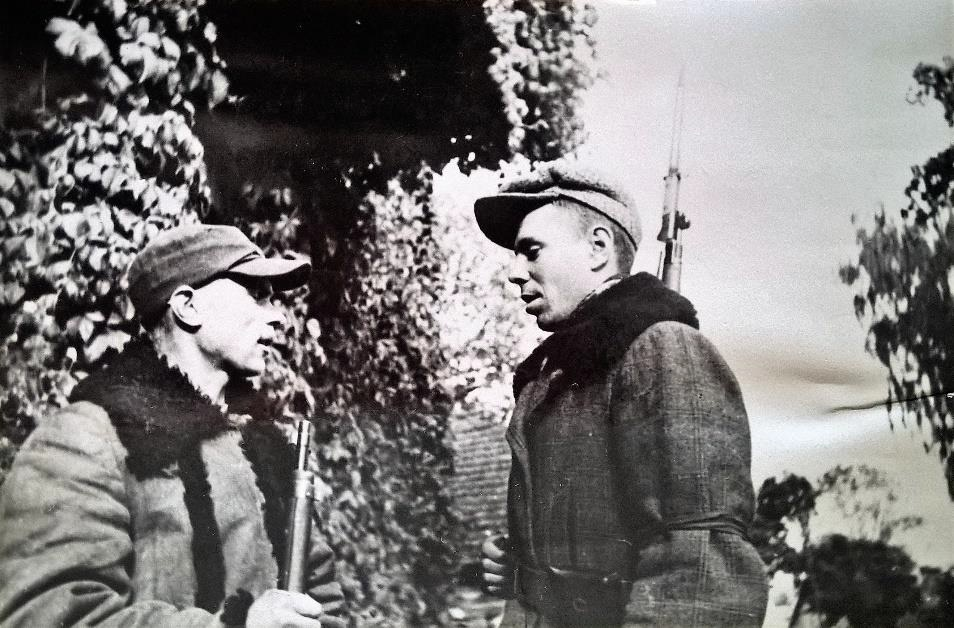
Бойцы народной милиции в Молодечно, 1939 год

Советская власть поначалу охотно принимала в свою администрацию местных евреев. После того, как временные органы власти были распущены, многие их сотрудники перешли на работу в советские административные органы (на невысокие должности), а бойцы рабочей гвардии поступили в советскую милицию. В итоге евреи составили значительную часть местных выдвиженцев (особенно на уровне областной власти). Например, в Пинской области на январь 1941 года евреи составляли 25,3 % местных выдвиженцев, а в областных организациях и учреждениях евреев было 49,5 % состава.
Бытовой антисемитизм в Западной Белоруссии также сохранялся. По словам историка Е. С. Розенблата, часто антисемитизм подогревался ксендзами, некоторые из которых обвиняли в своих выступлениях евреев во всех негативных поступках советской власти. Так ксендз Несвижа говорил прихожанам:

Скоро снова придет такое время, когда Польша восстановится и будет очень сильна, но на этот раз на территории Польши не будет разрешено жить жидам, им житья не будет, так как они все коммунисты
В районах со значительным польским населением антисемитизм доходил до нападений на евреев и даже до их убийств. Так, 14 июня 1940 года в местечке Райгород (Белостокская область) в клуб во время танцев, когда внутри здания осталась в основном еврейская молодежь, через открытое окно в помещение бросили две гранаты, что привело к гибели пяти человек.

### Белорусы
Белорусы на территории региона в большинстве своем не обладали национальным самосознанием и не считали себя белорусами. Это показала перепись 1931 года. Даже в городах Западной Белоруссии в 1931 году 27,1 тыс. жителей назвала родным языком белорусский, а 17,7 тыс. человек родным назвали «тутэйший» (в основном полещуки). Большинство белорусов было малообразованно. Даже немногочисленные белорусы-горожане в основном занимались сельским хозяйством и низкоквалифицированным трудом на промышленном производстве.

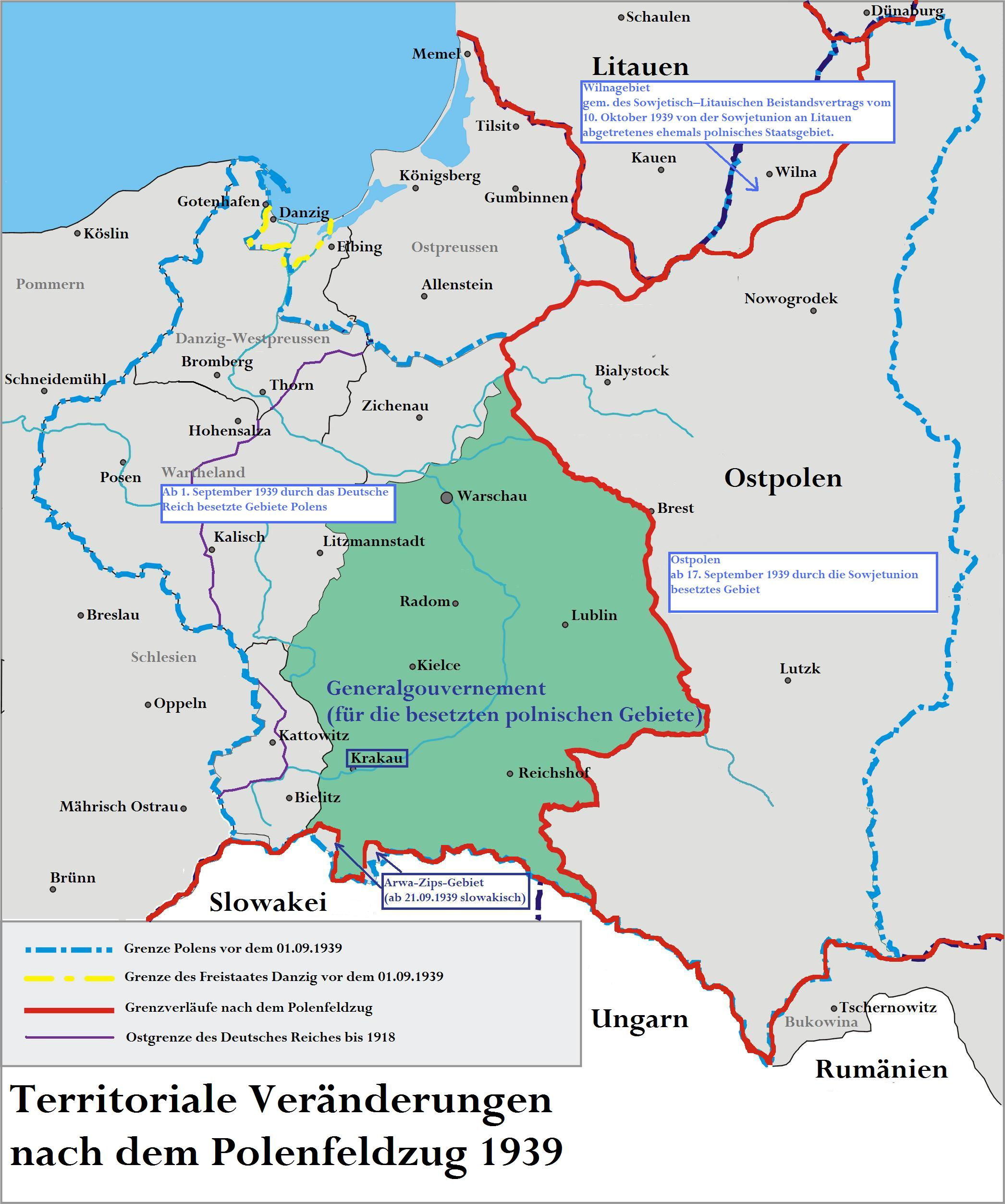
Территория (показана зелёным) созданного Германией в 1939 году на части польской территории Генерал-губернаторства не включала в себя заметных частей этнической территории белорусов.

Особенностью Западной Белоруссии (по сравнению с Западной Украиной) был тот факт, что белорусы не были разделенным государственной границей народом. В результате похода Красной Армии в сентябре 1939 года подавляющее большинство белорусского населения оказалось на советской территории. Этим белорусы отличались от украинцев, которые оказались разделены новой советско-германской границей на две части. Так, на территории созданного немцами в 1939 году польского генерал-губернаторства по данным на 1940 год проживали около 12 млн человек:
- 9792 тыс. поляков;
- 1457 тыс. евреев;
- 536 тыс. украинцев;
- 65 тыс. немцев;
- 23 тыс. лиц иных национальностей.

Из этих цифр видно, что на оккупированной немцами территории почти не было белорусов, зато проживало более полумиллиона украинцев. Немецкие оккупационные власти активно поддерживали украинских сепаратистов, готовя их к войне против СССР. Поддерживать же белорусское националистическое движение немцы практически не могли ввиду отсутствия достаточного количества белорусского населения на оккупированной вермахтом территории Польши.
Советская власть стала проводить в Западной Белоруссии политику коренизации (как и ранее в Белорусской ССР), назначая на руководящие посты этнических белорусов. В частности, среди командированных «восточников» (было дано указание назначать их на руководящие должности) преобладали этнические советские белорусы. Например, среди 14 руководящих работников городского исполкома Белостока (по состоянию на июнь 1940 года) было 8 белорусов, 4 еврея, 2 русских и только 1 поляк. При этом поляки численно преобладали в населении города.
Некоторая часть белорусов была выселена в СССР в рамках выселения польских категорий населения. Так, среди «польских осадников», выселенных в СССР из Западной Украины и Западной Белоруссии (согласно справке, составленной в августе 1941 года), было 11 088 белорусов.

### Немцы

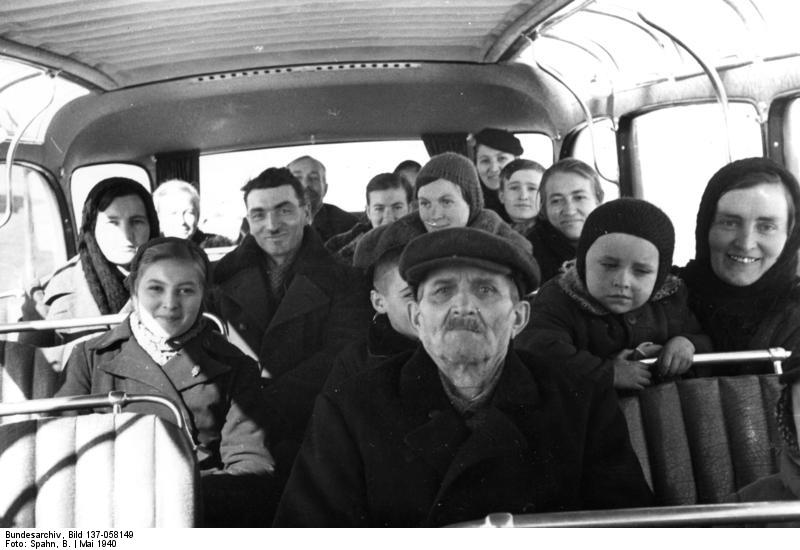
Немцы-переселенцы из отошедших к СССР бывших польских земель, Вартеланд, май 1940 года

16 ноября 1939 года была проведена акция переселения в Германию лиц германского происхождения с территорий Западной Украины и Западной Белоруссии. Тем не менее, часть немцев осталась в Западной Белоруссии вплоть до немецкой оккупации 1941 года. Так, паспортизация, проведенная в сентябре 1941 года, выявила в Пинске 23 фольксдойче старше 14 лет (из более чем 20 тысяч жителей города). Вильгельм Кубе в марте 1943 года докладывал, что в Лиде проживали 120 немцев, а в Новогрудке 150 немцев. Небольшая немецкая община сохранилась также в Гродно. В 1942/43 учебном году в Гродно действовала школа для детей фольксдойче (62 ученика).

## Миграция в Западную Белоруссию (1939—1941)
Западная Белоруссия оказалась между двумя границами: новой советско-германской и старой советско-польской. В 1939—1941 годах на территорию Западной Белоруссии шли два потока миграции. Первый составили беженцы (в основном евреи) из оккупированной нацистами Польши и Литвы (до ее включения в состав СССР), вторым потоком были «восточники», которые прибывали (с разрешения советских властей, так как старая граница между Западной и Восточной Белоруссией сохранялась) из других районов СССР. «Восточники» как правило занимали должности в советском аппарате и старались не контактировать с местным населением.
Относительно свободный переход новой советско-германской границы продолжался первые несколько месяцев советской власти. Затем советская власть приняла ряд мер по пресечению нелегального перехода границы. Более того, была ужесточена ответственность за побег за границу. 7 декабря 1940 года было принято
постановление ЦК ВКП(б) и СНК СССР «О привлечении к ответственности изменников родине и членов их семей», согласно которому члены семей перебежчиков подлежали ссылке «в отдаленные северные районы» на срок от 3 до 5 лет с конфискацией имущества.
Большой поток беженцев из Вильно был связан с тем, что в этом городе на момент передачи его Литве литовцев было очень мало. Согласно польской переписи 1931 года (тогда учет шел по родному языку) из 195,1 тыс. населения Вильно поляков было 128,6 тыс. (65,9 %), евреев — 54,6 тыс. (28 %), русских — 7,4 тыс. (3,8 %), белорусы — 1,7 тыс. (0,9 %), а литовцев — 1,6 тыс. (0,8 %). Кроме того, к моменту передачи Вильно в город прибыли 45 — 50 тысяч беженцев, увеличив долю евреев.
Население Вильно пыталось сопротивляться переходу города к Литве. 12 и 14 октября 1939 года посольство Литвы в Вильно вывешивало литовские флаги, но их выкрадывали. Евреи Вильно просили красноармейцев не уходить.
Польское подполье использовало уход Красной Армии из Вильно как аргумент в антисоветской пропаганде. В польской листовке, выпущенной в Вильно 15 октября 1939 года говорилось:

Большевизм своим выступлением в Польшу показал все свои слабые стороны, в Вильно нет уж Белоруссии, хотя они кричали всякими способами в течение трех недель. Искусственное монтирование Западной Белоруссии не выйдет большевикам добром
С Красной Армией из Вильно ушли местные активисты, а также деятели белорусского национального движения. Красная Армия вывезла немало имущества из Вильно: оборудование бумажной фабрики, молочного и винокуренного
заводов, радиостанции «Польское радио Вильно», предприятия «Электрит», паровозы, вагоны, бронепоезд, уголь, материалы библиотек и архивов и иные трофеи. Кроме того, были вывезены в СССР из Вильно арестованные советскими властями и некоторые специалисты. В частности, власти вывезли в Белосток группу виленских врачей.

### Еврейские беженцы в Западной Белоруссии (1939—1941 годы)

Артист Вольф Мессинг, бежавший в Западную Белоруссию в конце 1939 года

В Западную Белоруссию в 1939—1940 годах хлынули два потока беженцев: из Польши (превращенной немцами в генерал-губернаторство) и Виленского края, переданного Литве. Большинство беженцев было евреями, спасавшимися от погромов. Согласно рапорту Л. Цанавы на 5 февраля 1940 года на территории Белорусской ССР жили 72996 беженцев (из них 65796 евреев). Реальное число беженцев было больше, так как не все они регистрировались, и превышало 120 тыс. человек.
Более половины всех беженцев разместилось в Белостоке. По материала НКВД Белорусской ССР в Белостоке (где на сентябрь 1939 года проживали всего 107,7 тыс. чел.) было 39 648 официально зарегистрированных беженцев (из них 37853 еврея).
В первые недели советской власти был возможен переход населения с территории Польши в Западную Белоруссию. Причем немцы всячески пытались выдворить польских евреев на советскую территорию и 7 ноября 1939 года упрекали советских представителей, что СССР не заинтересован в судьбе евреев. 30 октября 1940 года граница между СССР и Германией была окончательно закрыта и укреплена.
Среди беженцев были зажиточные евреи, которые выдавали себя за кустарей и ремесленников — советская сторона все равно не могла проверить их слова.
Христианское население Западной Белоруссии негативно отнеслось к евреям-беженцам и писало на них анонимные жалобы. Еврейское население Западной Белоруссии принимало беженцев, селило их в своих домах. От беженцев западнобелорусские евреи узнавали о том, как нацисты в Польше притесняют евреев (впрочем многие местные евреи не верили беженцам).
Осенью 1939 года даже имело место возвращение групп беженцев в Польшу. На это указывают сводки НКВД Белорусской ССР. В сводке НКВД Белорусской ССР от 27 октября 1939 года сообщалось, что на контрольно-пропускном пункте № 88 было задержано с советской стороны 520 нарушителей границы, из которых 500 были беженцами, выехавшими поездом из Белостока.
Советская власть приняла ряд мер по переселению беженцев из Западной Белоруссии. Переселение шло двумя волнами — в конце 1939 года (добровольное) и в 1940 году (принудительное). Еще до официального присоединения Западной Белоруссии к СССР появилось секретное постановление Совета народных комиссаров СССР от 16 октября 1939 года «О размещении 20 тыс. беженцев рабочих, крестьян и интеллигенции на торфоразработках, стройках и других подобных предприятиях БССР». Согласно этому постановлению за период с 25 октября по 14 ноября 1939 года из Западной Белоруссии в восточные области Белорусской ССР был переправлен 22 471 беженец (из них 17803 еврея). По специальности эти беженцы делились на следующие группы:
- Рабочие — 13458 чел.;
- Кустари — 4037 чел.;
- Служащие — 892 чел.;
- Крестьяне — 153 чел.;
- Торговцы — 108 чел.;
- Прочие — 3823 чел.

По областям Восточной Белоруссии беженцы были распределены следующим образом:
- Могилевская область — 7150 чел.;
- Витебская область — 6740 чел.;
- Минская область — 4363 чел.;
- Гомельская область — 2333 чел.;
- Полесская область — 1885 чел.

Всех их трудоустроили, а многих вербовали на работы на Урал, Донбасс, в Среднюю Азию, на Кавказ и в Восточную Сибирь. Условия труда оказались тяжелыми (ни один нормативный документ не предусматривал трудоустройство беженцев по специальности), жилищные условия тоже, а зарплата низкой. Кроме того, порой беженцам платили меньше, чем местным кадрам. Например, монтер-беженец Мозырской ГЭС получал 35 руб. в месяц, а местный монтер — 350 руб. в месяц.
Несмотря на то, что возврат беженцам был запрещен, многие из них бежали самовольно. К 7 февраля 1940 года в Западную Белоруссию вернулось около 4,3 тыс. беженцев.

#### Беженцы из Польши
Советская сторона поддерживала переселение с занятой нацистами территории белорусов и украинцев в СССР, но не желала принимать евреев. К концу лета 1940 года поток беженцев из бывшей Польши почти прекратился по причине постройки на советско-германской границе укреплений и создания на немецкой стороне гетто. Тем не менее, среди прибывших беженцев было немало враждебных советской власти лиц (в том числе владельцев крупных предприятий), которые скрывали свои настоящие имена и происхождение. Советские власти отмечали «засоренность» беженцев, но признавали, что установить их настоящие имена часто невозможно.

#### Беженцы из независимой Литвы
Сотни евреев бежали в Западную Белоруссию из Виленского края, переданного независимой Литве. Бежали не зря. Жительница Вильно Р. Марголис увидела литовских чиновников в городе только 28 октября (передача произошла официально 10 октября) 1940 года и сообщила следующее: «Назавтра начался погром. Мы еще никогда не видели погрома».

### Советские «восточники»
За первые несколько месяцев советской власти в Западную Белоруссию прибыло множество граждан СССР — советских служащих, которых называли «восточники». Они заняли ведущие должности в новых советских органах власти, а на невысокие посты попало немало членов распущенных Временных управлений. Среди «восточников» были даже медсестры и счетоводы (чтобы заменить польский персонал).
Очень много «восточников» было устроено на железной дороге. К октябрю 1940 года только в Белостокской области на железной дороге были трудоустроены 3 тысячи «восточников», которые занимали там должности «вплоть до уборщиц»
Много «восточников» служило в органах рабоче-крестьянской милиции Западной Белоруссии. Принцип укомплектования рабоче-крестьянской милиции был такой: на руководящие должности назначались «восточники», на низовые — местные жители (если они зарекомендовали себя положительно на службе в рабочей гвардии, не имели буржуазного прошлого и на них не было компрометирующего материала).
Поток «восточников» исчислялся десятками тысяч человек. Только в Белостокскую область за один год (к октябрю 1940 года) были направлены 12396 «восточников».
В национальном плане большинство «восточников» были белорусами.
Особую часть «восточников» составляли комсомольские батальоны, присланные для возведения укреплений Линии Молотова. В основном комсомольские батальоны формировались из молодежи восточных областей Белорусской ССР. В конце весны 1940 года первые комсомольские батальоны прибыли на строительство укреплений в «Белостокском выступе». Несмотря на название, в комсомольские батальоны входило немало некомсомольцев. Так, в батальоне, прибывшем на строительство Брестского укрепленного района из Гомельской области, из 805 рабочих комсомольцами были только 344 человека, то есть менее половины.
Заработные платы «восточников» исчислялись так же, как и для служащих из местного населения. Постановлением Политбюро ЦК ВКП (б) с 29 января 1940 года на Западную Белоруссию были распространены те же ставки тарификации заработной платы, что и в остальной части Белорусской ССР. Поэтому формально зарплата работника не зависела от того, «западник» он, или «восточник».
Объективно же зарплаты «восточников» были выше, чем местных жителей, так как «восточники» составляли большинство в администрации и на руководящих постах. Советские руководящие работники получали гораздо больше рабочих. К весне 1941 года средняя зарплата рабочего Западной Белоруссии составляла 150—200 рублей в месяц. Ежемесячный доход работника исполкома городского Совета народных депутатов Белостока составлял от 300 руб. (машинистки) до 1500 руб. (руководящие работники). Работник НКВД (там почти все были «восточниками») получал в месяц от 450 до 1200 руб..
Первые недели советской власти (до официального присоединения Западной Белоруссии к СССР) «восточники» получали командировочные. Но 2 ноября 1939 года приказ НКВД СССР № 001337 установил, что в связи с образованием структур НКВД на территории Западной Белоруссии ранее присланные туда 650 человек становятся их сотрудниками и соответственно теряют право на командировочное вознаграждение.
«Восточники» часто держались обособленно от местного населения, не доверяли ему (особенно в первые месяцы после присоединения). Были случаи, когда квартиранты-«восточники» и хозяева жили дружно. Были случаи, когда «восточники» вступали в интимные отношения с местными женщинами.
За сожительство с местными женщинами (особенно с беженками и польками) «восточникам» грозило увольнение с откомандированием обратно и исключение из партии. Так, был сначала понижен в должности, а потом уволен из НКВД «восточник» А. Г. Стрелковский, который «установил постоянную связь» с еврейкой-беженкой Ф. Розенберг и отказался с ней порвать.
«Восточников» подселяли в квартиры и дома местного населения. При этом местные жители боялись «восточников», а те опасались, что хозяева их отравят.
Имела место также принудительная миграция «восточников» — на строительство военных объектов в Западной Белоруссии. В 1940 году в регионе начали строить укрепления Линии Молотова, а с 1941 года бетонные аэродромы. На выполнение этих работ в Западную Белоруссию были направлены тысячи заключенных-«восточников», а также красноармейцы строительных батальонов (среди них было немало «восточников»). Они трудились наравне с местными жителями — мобилизованными в строительные батальоны и отбывавшими трудовую повинность.

## Изменение часового пояса
В 1919—1939 годах на территории Западной Белоруссии, находившейся на тот момент в составе Польши, действовало варшавское время. До 1922 года время соответствовало часовому поясу UTC+2. 1 июня 1922 года стрелки часов были переведены на 1 час назад, таким образом время стало соответствовать центральноевропейскому времени (UTC+1). Такое времяисчисление сохранялось до 1939 года. В сентябре 1939 года при включении Западной Белоруссии в состав БССР, стрелки часов были переведены на 2 часа вперёд, и было установлено московское время (UTC+3).

## Сопротивление советизации Западной Белоруссии
В Западной Белоруссии, как и на Западной Украине, началось польское вооруженное сопротивление. Польское правительство в изгнании со ссылкой на IV Гаагскую конвенцию отказалось признать решение Народного собрания Западной Белоруссии от 2 ноября 1939 года о присоединении Западной Белоруссии к СССР. К декабрю 1939 года был создан Союз вооруженной борьбы, имевший отделение в Западной Белоруссии — в Белостоке. От польского правительства в изгнании в Белостокский округ поступали указания вести вооруженную борьбу (акты террора, уничтожение складов топлива, диверсии на транспорте и линиях связи), дезорганизовывать работу советских органов, стремясь таким путем достигнуть «ослабления советского режима». Также предписывалось препятствовать мобилизации местной молодежи в Красную Армию, способствовать ее выезду в Румынию и Венгрию. В Польшу для этих целей ввозились деньги, золото и радиопередатчики.
Члены польских организаций за период с октября 1939 года по август 1940 года совершили на территории Западной Белоруссии 93 террористических акта, в результате которых погибли 54 человека, а 39 человек были ранены. По состоянию на 27 июля 1940 года НКВД был выявлен 3231 участник раскрытых повстанческих организаций. Среди них абсолютно преобладали поляки (2904 человека), тогда как белорусов было всего 184 человека.
Наиболее пораженной польским движением была Белостокская область, на которую приходилось 1190 участников. Такой этнический состав был связан с инструкциями польского Союза вооруженной борьбы, которые запрещали принимать в вооруженные формирования «учащихся, несовершеннолетних, русских, евреев и алкоголиков». Были созданы партизанские польские отряды, в которые сначала влились военнослужащие разгромленной в сентябре 1939 года польской армии, а затем жители Западной Белоруссии, спасавшиеся от мобилизации в Красную Армию. В Западной Белоруссии наиболее крупные партизанские отряды были сосредоточены в Белостокской и Барановичской областях.
После разгрома Франции Союз вооруженной борьбы принял решение воздерживаться от вооруженных выступлений на бывших польских землях. К тому же в середине 1940 года большинство польских партизанских отрядов было разбито НКВД (особенно сильными были разгромы партизанских штабов — 23 июня 1940 года в урочище Кобельно и 10 июля того же года в Червоном болоте). Для борьбы с польским подпольем в мае 1940 года при Управлениях НКВД по Белостокской и Барановичской областям были созданы отделения по борьбе с бандитизмом.
В итоге к началу Великой Отечественной войны в Западной Белоруссии вооруженное антисоветское подполье существовало, но (по сравнению с Западной Украиной) случаев убийств советских активистов было мало. Согласно обзору 6-го отдела 3-го Управления НКГБ СССР, за май 1941 года в результате террористических проявлений на всей территории Белорусской ССР были убиты 4 человека, тогда как на Западной Украине за тот же период в результате террористических проявлений были убиты 57 человек и 27 человек были ранены.

## Репрессивная политика советской власти в Западной Белоруссии
Советская власть в Западной Белоруссии столкнулась с сопротивлением польских и украинских националистов. Борьбу с ними в период с сентября по 2 ноября 1939 года вели оперативно-чекистские группы, набранные из лейтенантов НКВД Белорусской ССР. По состоянию на 7 октября 1939 года в Западной Белоруссии были арестованы 2708 человек, по состоянию на 22 октября 1939 года арестованных было уже 4315 человек. Арест не всегда означал отправку в тюрьму — часть арестованных выпускали без предъявления обвинения, некоторых штрафовали. 2 ноября 1939 года оперативно-чекистские группы были переформированы в организации Управления НКВД Белорусской ССР.
Всего за сентябрь — декабрь 1939 года в Западной Белоруссии советскими органами были арестованы 8818 человек:
- 4845 поляков;
- 2350 белорусов;
- 652 еврея;
- 517 русских.

Таким образом среди арестованных преобладали поляки и белорусы. Преобладание поляков среди арестованных сохранялось и позднее. Среди арестованных в Западной Белоруссии в январе — мае 1941 года поляки составляли 59 % (2256 чел.).

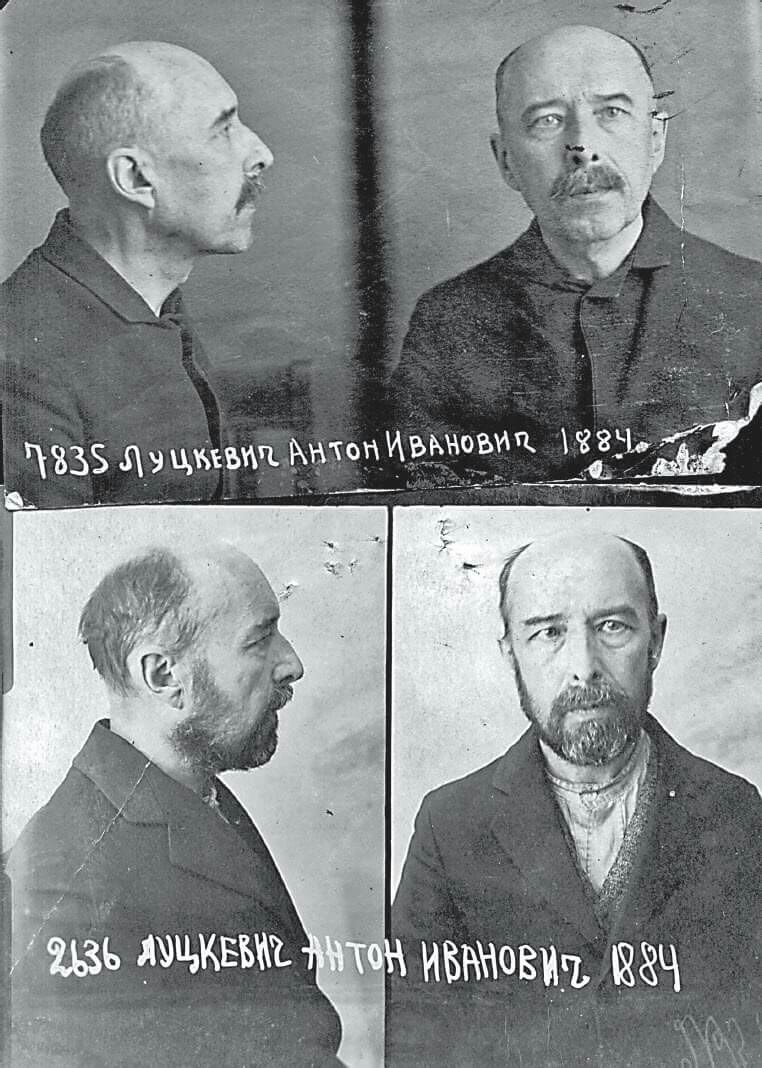
Фото Антона Луцкевича из его дела в НКВД.

Среди арестованных белорусов были известные националисты, хотя некоторые из них приветствовали приход советских войск. В частности, уже 27 сентября 1939 года был арестован Антон Луцкевич, который 24 сентября того же года на Лукисской площади в Вильно приветствовал новую власть и заявил:

Белоруссия снова стала единой, никакие границы не поделят уже объединенных белорусских земель… Перед нами огромная работа, работа по восстановлению всего того, что годами приходило в упадок или уничтожалось польскими панами… Создание объединенной, свободной, советской Белоруссии будет определять дорогу ее быстрого развития
В сентябре 1939 года незаконные репрессии в отношении местного населения и польских военнослужащих проводили также военнослужащие Красной Армии. Так, после занятия Гродно военнослужащие 4-й стрелковой дивизии допрашивали пленных с целью выявления офицеров. Так как таких не обнаружили, то расстреляли 26 человек. Около местечка Видзь красноармейцы обыскивали поместье и, не найдя оружия, предложили местным крестьянам расстрелять хозяина — помещика Болеславского. Крестьяне только ранили Болеславского, а добили его красноармейцы. Такие расстрелы с точки зрения советского права были незаконными и в ноябре 1939 года органы стали их расследовать и виновных наказывать. Было возбуждено много уголовных дел за убийства, по итогам которых наказали как советских военнослужащих, так и жителей Западной Белоруссии. Наказание — вплоть до смертной казни. Так, был расстрелян красноармеец-молдаванин Фролук, который до того расстрелял (выдав себя за представителя НКВД) 15 человек (в основном беженцев) и забрал их вещи и деньги.
При наказании за самовольные казни сентября 1939 года советское правосудие принимало во внимание социальное происхождение как самого исполнителя, так и его жертв. Например, крестьянин С. В. Коверда обвинялся в убийстве польского коменданта, причем советский прокурор Малоритского района Брестской области Зуб требовал расстрела Коверды. Однако советский суд оправдал Коверду, отметив, что в деле нет данных о социальном положении обвиняемых и потерпевших. За такую позицию областной комитет партии снял районного прокурора с работы, отметив, что такая практика «может вызвать неправильное толкование советских законов и правосудия».
В сентябре — декабре 1939 года НКВД в Западной Белоруссии создало «секретно-осведомительную сеть» из завербованных доносчиков:
- агентов — амнистированных заключенных и скомпрометировавших себя лиц;
- осведомителей — работавших по «объектам» (базарам, пивным и т. п.) и «сетям» (разного рода организации).

Осведомители набирались даже из числа старших школьников (например, в Лиде).
В первые месяцы советской власти в Западной Белоруссии прошли аресты активных лидеров «фашистских организаций» и «враждебных элементов». Рядовых членов этих организаций вербовали в качестве агентов.

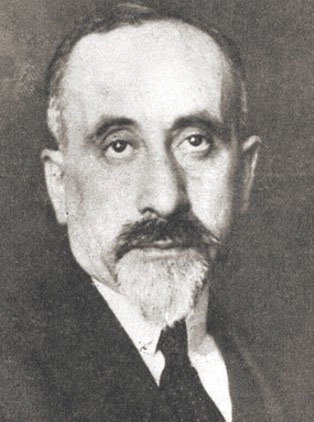
Лидер Бунда Хенрих Эрлих, арестованный 4 октября 1939 года в Бресте

Многие члены еврейских национальных организаций ушли в подполье или бежали в Вильно. В Литве в конце 1940 — начале 1941 года укрылись 2,1 тыс. евреев (большинство там оказались нелегально). В июне 1940 года советская власть была установлена в Литве и разрешила всем евреям, имеющим визу в пункт следования, уехать. К июню 1941 года по Транссибирской магистрали уехали в Японию около 2,5 тыс. еврейских беженцев.
В 1940 году была проведена чистка крупных городов Западной Белоруссии путем паспортизации населения. С весны 1940 года населению Западной Белоруссии выдавали советские паспорта, причем часть граждан получили «паспорта с ограничением» (то есть с запретом проживания в «режимных городах», к которым были отнесены все крупные города Западной Белоруссии). Все жители «режимных городов», которые получили «паспорта с ограничением», должны были покинуть их в течение 10 дней. К таким лицам относились:
- Лица и члены их семей, не занятые общественно-полезным трудом;
- Прибывшие из других городов и сельской местности без приглашения на работу;
- Бывшие заключенные;
- Перебежчики из-за границы.

В основном выселяли беженцев. Например, по Барановичской области из «режимных городов» удалили 137 семей (в основном беженцев), из которых 91 семьи были выселены из Барановичей. Некоторым беженцам (как правило квалифицированным специалистам) власти разрешали жить в «режимных городах».
В некоторых случаях советские «восточники» выдавали «паспорта с ограничением» жителям тех домов, которые хотели освободить — под свое проживание или под советские учреждения. Особенный размах этот произвол приобрел в Белостоке — крупнейшем городе Западной Белоруссии. Например, для размещения здания под отделение милиции были выселены 8 проживающих там семей, которым запретили проживать в «режимных городах».
Белосток к весне 1940 года был переполнен беженцами и свободных помещений там просто не было. Так, население Белостока до сентября 1939 года составляло 107650 человек, а в апреле 1940 года уже около 160000 человек. То есть население города за короткий срок увеличилось в полтора раза. Поэтому историк Я. В. Карпенкина приводит примеры лишения жильцов квартир права проживания в Белостоке при паспортизации — для изъятия помещений. Так, начальник 3-го отделения милиции Белостока Селиванчик предложил покинуть город семье В. Гольштейна, который работал бухгалтером в банке как якобы директора банка, живущего на «нетрудовые доходы» (причина была в том, что квартиру Гольштейна заняли сотрудники милиции Куриленко и Иванов). Карпенкина отмечает, что незаконные захваты жилья с необоснованной выдачей домовладельцам паспортов с ограничениями «были повсеместно распространены на всей территории Западной Белоруссии».
Советская власть прежде всего подавляла польское сопротивление на Западной Украине, где провела операцию «Паутина». В 1940 году польское подполье в основном было разгромлено. В итоге конспиративные структуры Союза вооруженной борьбы на территории СССР к началу Великой Отечественной войны фактически прекратили свою деятельность.
В 1940 году советская власть приступила к новому методу борьбы с польским подпольем — к депортациям враждебного населения (принудительным переселениям за пределы Западной Белоруссии). В 1940—1941 годах с территории Западной Белоруссии были проведены 4 массовые депортации:
- «Осадники» и помещики. Их выселили 10 февраля 1940 года при поддержке 15 тыс. местных жителей. Всего были выселены 9775 польских семей общей численностью 50732 человека (из них 11504 чел. из Белостокской области);
- Представители польской политической и экономической элит — апрель 1940 года;
- Беженцы, зарегистрировавшиеся на выезд из СССР — июнь 1940 года. Выселены были 23 057 беженцев. Эта депортация позволила им пережить Холокост;
- Все, кто подлежал депортации ранее, но сумел ее избежать — июнь 1941 года.

В ходе последней депортации, проведенной в ночь с 20 на 21 июня 1941 года, согласно докладной записки наркома внутренних дел Белорусской ССР Лаврентия Цанава от 21 июня 1941 года, были из Западной Белоруссии выселены 22253 человека, арестованы 2059 человек. Половина из них — 11405 чел. — были выселены из Белостокской области. Сообщалось, что все эти выселяемые погружены в эшелоны.
Депортация июня 1941 года оказалась незавершенной. По причине начала Великой Отечественной войны и быстрого немецкого наступления 5 эшелонов с выселенными в ходе июньской депортации из Западной Белоруссии не достигли места назначения: пассажиры из 3-х эшелонов были отпущены конвоем после немецких бомбежек, так как железнодорожные пути были разрушены, а судьба 2-х эшелонов неизвестна. Часть выселяемых попала к наступающим немцам. В рапорте Союза вооруженной борьбы Лодзинского округа за 20 ноября 1941 года сообщалось о польском населении Бреста:

Польское население города приветствовало нападение немцев как избавление, как нечто, что освобождает их от еврейско-большевистского ярма. Момент нападения немцами был выбран очень удачно, так как за несколько дней до 22.06. большевики начали интенсивное выселение польского населения, вывозя его по железной дороге, куда - неизвестно. Немцы перехватили еще несколько составов с выселенцами и этим спасли их от скитаний…
Квартиры и комнаты выселенных в июне 1940 года беженцев (например, в Белостоке) заняли «восточники» — сотрудники НКВД, которые иногда вселялись до начала депортации беженцев (несмотря на то, что депортация до ее начала была официально секретной).
В СССР для выселенных польских «осадников» и «беженцев» создали 586 спецпоселков НКВД, из которых ни один не был расположен в Белоруссии или на Украине. Среди «осадников» и «беженцев» были лица разных национальностей, но среди первых абсолютно преобладали поляки, а среди вторых — евреи. Например, на 1 апреля 1941 года в Коми АССР из 9993 «осадников» было 8992 поляка и 898 украинцев, а среди 8730 «беженцев» насчитывалось 8596 евреев и 131 поляк.
С белорусскими националистическими организациями советские органы практически не вели борьбу в 1939—1941 годах. После разгрома польского подполья сотрудники НКВД стали готовиться к борьбе с белорусскими националистами. В Указании НКГБ СССР № № 1996/м Народному комиссариату государственной безопасности Белорусской ССР «Об активизации мероприятий по выявлению и разработке Белорусского националистического подполья» от 30 мая 1941 года отмечалось:

В западных областях БССР местами наибольшего сосредоточения белорусских националистических кадров являются города Новогрудок (С.Станкевич, Шах, Орса, Четырко и др.), Барановичи (Сенькевич, Дроздовский, Банкет и др.), Вилейка (Машара, Стецкевич, Счастной и др.) и Белосток (Ширма, Ильяшевич и др.)…
Центром белорусских националистов на территории СССР является г. Вильнюс, где в настоящее время находятся бывшие организаторы и руководители белорусского националистического движения (ксендз А. Станкевич, В. Козловский, И. Шутович и др.)…
Тактика белорусских националистов в настоящее время сводится в первую очередь к сохранению кадров, приспособлению к существующей обстановке, распространению националистического влияния и максимальной конспирации антисоветской работы.
Однако выявлению и разработке белорусского националистического подполья до последнего времени достаточного внимания не уделялось.

Намеченные вами мероприятия по активизации разработки белорусских националистов утверждаем.
Из этой цитаты следует, что только в мае 1941 года власти занялись белорусскими националистами и то, только решили провести их «разработку». Среди националистов был назван, в частности, «западник» Григорий Ширма (его арестовали уже после начала войны).
Впрочем, немцы, оккупировавшие в июне 1941 года Западную Белоруссию, не нашли у белорусов национального самосознания. В немецкой справке 1942 года сообщалось, что «на западе население приветствовало немцев, на востоке — выжидало». В немецком донесении от 1 мая 1942 года отмечалось: «среди белорусов почти не замечается чувства национальной принадлежности. Белорусский народ и его язык действительно существуют, но нет белорусской проблемы, как националистически-автономистской проблемы».
На территории Западной Белоруссии действовали исправительно-трудовые колонии и тюрьмы (исправительно-трудовых лагерей в Белорусской ССР не было). В колониях отбывали наказание лица, осужденные на небольшие (до 3-х лет) сроки, в тюрьмах сидели подозреваемые в уголовных преступлениях. В 1941 году в Белорусской ССР действовали 33 тюрьмы (с лимитом от 60 мест до 2680 мест). Крупнейшие тюрьмы Белоруссии располагались в ее западных областях:
- Тюрьма № 23 в Бресте - 2680 мест;
- Тюрьма в Ломже - 1300 мест;
- Тюрьма в Белостоке - 1100 мест;
- Тюрьма в Гродно - 1100 мест.

Самая крупная тюрьма в Восточной Белоруссии была в Минске — 1000 мест. На Западную Белоруссию приходилось большинство заключенных, которые содержались в Белорусской ССР. На 10 июня 1941 года в Белорусской ССР насчитывалось 26237 заключенных, из которых 16537 человек содержались в Западной Белоруссии. 23 июня 1941 года народному комиссару внутренних дел Белорусской ССР А. П. Матвееву поступил телефонный приказ заместителя народного комиссара внутренних дел СССР В. В. Чернышева о немедленной эвакуации заключенных из Западной Белоруссии. Реально эвакуировать удалось только заключенных из западно-белорусских тюрем Пинска, Дрогичина, Столина, Вилейки и Столбцов. Тюрьмы в Гродно и Бресте подверглись бомбардировкам немецкой авиации и заключенных пришлось оставить. 23 июня 1941 года была предпринята эвакуация заключенных из тюрьмы Новогрудка, но местные жители напали на конвой и освободили всех заключенных.

## Итоги советизации Западной Белоруссии 1939—1941 годов
Советизация Западной Белоруссии была мягкой. Современный белорусский историк Евгений Розенблат пришел именно к такому выводу: «Советизация западных белорусских областей на протяжении периода
с осени 1939 г. по июнь 1941 г. проходила в достаточно мягкой форме». К тому же советизация была незавершенной, так как была прервана Великой Отечественной войной. К 7 июля 1941 года почти вся территория Западной Белоруссии была оккупирована немецкими войсками.
Тем не менее советская власть достигла значительных успехов по советизации западнобелорусских городов и местечек. Была национализирована почти вся местная промышленность, практически прекратила существование легальная частная торговля и кустарное ремесло. Значительная часть недовольного населения была депортирована и арестована. Советизация практически не встретила активного сопротивления в Западной Белоруссии (особенно у белорусов и евреев). В регионе была создана сеть советских учреждений культуры, введена советская система образования.
Значительная часть «восточников» из числа партийно-советского актива была спешно эвакуирована из Западной Белоруссии в СССР в первую неделю войны. Причем эвакуация приняла характер бегства. Неэвакуированные «восточники» частично стали жертвами агрессии со стороны местного населения (прежде всего поляков) и немецких войск. Эвакуировавшаяся в Москву Регина (Зося) Каплан, член Белостокского областного совета депутатов трудящихся и глава Белостокского областного комитета МОПР в своей записке Соломону Лозовскому и Георгию Маленкову (записка поступила Маленкову 23 июля 1941 года) описывала бегство партийно-советского руководства из Белостока (там были эвакуированы прежде всего семьи членов партии) и расправы над «восточниками» со стороны местного населения:

Такая эвакуация привела к таким настроениям в городе, что имели место случаи, когда людей из восточных областей разрывали в куски — что мол «сами убегаете, а нас оставляете»
Бегство партийно-советского руководства перед наступающими немцами имело место также из других городов Западной Белоруссии (впрочем как и с территории Восточной Белоруссии). Бегство сопровождалось уничтожением части оставляемого имущества. Зося Каплан в записке Маленкову описывает эвакуацию из Пинской области:

Пинский областной комитет партии во главе со всеми секретарями и всем аппаратом убежал из Пинской области, хотя там немцев не было. Убегая в панике, дали приказ взорвать военный городок. Взрывы складов в военном городке привели к неслыханной панике среди населения, которое стало в беспорядке убегать из города. Ввиду создавшегося безвластия различный сброд и по сообщению ряда т.т. — польские стрельцы стали грабить город и пьянствовать
Из Западной Белоруссии в первые недели войны эвакуировали часть заключенных. В июле 1941 года начальник ГУЛАГа Виктор Наседкин и заместитель наркома внутренних дел Василий Чернышов докладывали Лаврентию Берия, что из-за отсутствия железнодорожных вагонов около 20 тысяч заключенных из Западной Белоруссии пришлось эвакуировать пешим строем.
В первые недели войны советское руководство пыталось сохранять особый статус Западной Белоруссии (как и Западной Украины, Прибалтики, Бессарабии и Северной Буковины). В частности, 2 июля 1941 года на заседании Политбюро ЦК ВКП(б) был утвержден не предназначенный для публикации Указ Президиума Верховного Совета СССР, который устанавливал с 1941 года «на военное время» «временную надбавку к сельскохозяйственному налогу в размере 100 % с суммы налога, пред’явленной к уплате». Причем пункт 6 Указа гласил:

Настоящий Указ не распространяется на территории прибалтийских республик, западных областей УССР и БССР и новых районов Молдавской ССР
В 1941 году это послабление практического значения не имело — почти вся Западная Белоруссия была оставлена Красной Армией. В декабре 1941 года было заключено соглашение советских властей с польским премьер-министром Владиславом Сикорским, согласно которому была установлена «демаркационная линия» между советским и польским партизанскими движениями. «Демаркационная линия» проходила по старой советской границе, оставляя Западную Белоруссию и Западную Украину за польским партизанским движением. Таким образом, Западная Белоруссия оказалась вне советского партизанского движения. В Западной Белоруссии в основном действовали польские партизанские отряды «правого толка». Однако после разрыва в 1943 году отношений СССР с польским эмигрантским правительством советские партизанские отряды (а с ними и партийные комитеты) были выдвинуты в Западную Белоруссию и на Западную Украину.
Мобилизованные в Красную Армию в 1940—1941 годах жители Западной Белоруссии поначалу использовались в боях против немцев, но уже 16 июля 1941 года распоряжение В. М. Молотова № 170-с предписало отправить всех мобилизованных с бывших польских территорий в советский тыл — в рабочие батальоны. Многие из них трудились в качестве чернорабочих на Урале.
30 июля 1941 года было подписано Соглашение о восстановлении дипломатических отношений и взаимодействии в войне между СССР и эмигрантским правительством Польши. Советское правительство 12 августа 1941 года объявило амнистию бывшим польским гражданам (в том числе с территории Западной Белоруссии), отбывавшим в СССР наказание. К 1 октября 1941 года из советских тюрем и лагерей были освобождены 50295 человек, из лагерей для военнопленных — 22297 чел..
Часть освобожденных была направлена в формирующуюся на территории СССР армию Андерса. При этом Вячеслав Молотов наложил запрет на отправку в армию Андерса советских военнослужащих (вне зависимости от их национальности), призванных с территории Западной Украины и Западной Белоруссии, которые «уже приняли присягу». В декабре 1941 года советское правительство согласилось освободить от советского гражданство всех поляков Западной Украины и Западной Белоруссии, что позволило им записываться в армию Андерса. В итоге оказавшиеся в СССР поляки из Западной Белоруссии были записаны в армию Андерса.
8 марта 1942 года Андерс на встрече со Сталиным попросил передать в формирующуюся польскую армию поляков-военнослужащих Красной Армии из трудовых батальонов. В марте — апреле 1942 года советские медицинские комиссии обследовали польских граждан, работавших на Урале, отобрав годных по состоянию здоровья в армию Андерса. В итоге численность польских граждан на спецпоселении сократилась. Например, в Коми АССР на спецпоселении на 1 января 1942 года было 12292 польских гражданина, а на 1 января 1943 года — только 8104 польских гражданина.
В августе 1942 года большая часть армии Андерса (около 44 тыс. военнослужащих и более 30 тыс. членов их семей) эвакуировалась из СССР в Иран. По данным на сентябрь 1943 года из СССР уехали 113247 польских граждан (75491 военнослужащий и 37756 членов их семей). В январе 1943 года СССР восстановил свое решение 1939 года, которое признавало всех (вне зависимости от национальности) жителей Западной Белоруссии и Западной Украины советскими гражданами. На тот момент в СССР проживал 215 081 бывший польский гражданин, среди которых насчитывалось (по советским данным):
- 102153 еврея;
- 92224 поляка;
- 14202 украинца;
- 6502 белоруса.

Тем не менее и после решения о восстановлении в гражданстве, выезд из Советского Союза продолжался в небольших количествах — по данным на ноябрь 1945 года общее число покинувших СССР польских граждан с армией Андерса составило 119 865 человек (76110 солдат и офицеров, 43755 гражданских лиц).
Таким образом, жители Западной Белоруссии в 1943 году потеряли право на выход из советского гражданства. Но ненадолго.
Постановлением Совета народных комиссаров СССР от 22 июня 1944 года все военнослужащие польской армии, а также помогавшие ей в борьбе за освобождение Польши (и члены их семей) получили право на переход из советского в польское гражданство. Был создан Польский корпус, в котором (по состоянию на март 1944 года) служили 40 тыс. солдат и офицеров:
- 84,2 % — поляки;
- 3,75 % — украинцы;
- 2,72 % — белорусы;
- 2,24 % — русские;
- 4,15 % — иных национальностей.

К тому времени польским гражданам, остававшимся на спецпоселении, было разрешено выехать в южные районы СССР. По постановлению Совета народных комиссаров СССР от 5 апреля 1944 года Союз польских патриотов стал руководить переселением бывших польских граждан из спецпоселков Коми АССР в южные районы Советского Союза.
В июле — августе 1944 года вся территория Западной Белоруссии была освобождена советскими войсками. За годы войны контраст между Западной и Восточной Белоруссией стал еще более разительным, чем в 1941 году в силу разной политики немецких властей. Конечно, еврейское население одинаково жестоко было уничтожено на всей территории Белоруссии. Однако немецкая социально-экономическая политика в Западной и в Восточной Белоруссии была разной и привела к различным последствиям.
Восточные области Белоруссии были полностью опустошены в ходе войны, города разрушены и обезлюдели (например, в Жлобине на момент освобождения не было ни одного жителя). Советские войска, вступив на территорию Западной Белоруссии, сразу увидели совсем иную картину.
12 июля 1944 года в секретной Докладной записке Д. С. Леонов и М. Ф. Дребеднев сообщали А. С. Щербакову о положении в только что освобожденных районах Западной Белоруссии:

Иную картину Красная Армия встретила в освобожденных районах Западной Белоруссии…
Первоначальное изучение освобожденных районов Западной Белоруссии показывает:
Экономически районы Западной Белоруссии сохранились значительно лучше.
Как правило деревни, хутора и села сохранились почти полностью. Население осталось на месте, в том числе и значительное количество мужчин призывных возрастов. За небольшим исключением почти полностью сохранился скот. Земля засеяна, виды на урожай хорошие.

Особенно сохранились районы в полосе от границ Советского Союза 1939 года на запад, где ранее польское правительство насаждало осадничество и кулачество в виде хуторских хозяйств. Немцы в этих районах с некоторой осторожностью вели свою грабительскую политику. Скот у крестьян не брали, все население, в том числе мужчины, в течение всего периода войны оставалось дома. Натуральный налог брался через полицейских, таким образом жители этой полосы Западной Белоруссии не испытывали на себе всей тяжести немецко-фашистского гнета и одновременно подвергались усиленной пропагандистской обработке немцев
Впрочем в той же докладной записке сообщалось, что в тех местностях Западной Белоруссии, где существовало партизанское движение, немцы проводили карательные операции:

Своей жестокостью и зверствами в Западной Белоруссии немцы главными образом отличались в районах партизанского движения
22 июня 1943 года ЦК КП(б)Б принял постановление «О дальнейшем развитии партизанского движения в западных областях Белоруссии», которое предписывало:
- «Без шума ликвидировать руководителей польского подполья»;
- Польские отряды разоружать, рядовых партизан включать в борьбу с немцами под советским руководством;
- Среди разоруженных и рассредоточенных по советским отрядам поляков выявлять вражеские элементы.

На начало 1945 года численность населения Западной Белоруссии составляла около 4 миллионов человек.
27 июля 1944 года между Польским комитетом национального освобождения и советскими властями было заключено Соглашение о государственной границе, согласно которому Западная Белоруссия делилась на две части: к Польше отходило Белостокское воеводство, а остальная территория оставалась советской. Таким образом, часть населения Западной Белоруссии (на территории бывшего Белостокского воеводства) стала из советских польскими гражданами.
После окончания Второй мировой войны был проведен обмен населением: в Польшу выезжали поляки, а в Белоруссию — белорусы. На 1 мая 1946 года из Белоруссии в Польшу выехали 187230 человек. В отличие от Западной Украины, откуда было выселено и репатриировано в Польшу практически все польское население, в Западной Белоруссии значительная часть поляков сохранилась и в послевоенный период подверглась советизации.
В Западной Белоруссии в 1944—1945 годах советские органы столкнулись с польским сопротивлением частей Армии Крайовой. Советское командование накануне вступления на территорию Западной Белоруссии знало о польских вооруженных частях в регионе, но не считало их серьезной военной силой. 3 июня 1944 года (накануне Белорусской операции) Пантелеймон Пономаренко сообщал Иосифу Сталину и Георгию Маленкову:

Силы польских националистических отрядов в Западной Белоруссии незначительны, их не более 3 — 4 тыс. чел. Кроме того, за ними стоит некоторое количество скрытых резервов из польского населения
Польские отряды в Западной Белоруссии оказались значительно меньшей численности, чем на Западной Украине. Белорусских националистических групп в Западной Белоруссии было намного меньше, чем польских. За время операции по очистке Западной Белоруссии с 13 по 20 декабря 1944 года сотрудниками НКВД были арестованы 1183 участника польских организаций и только 350 — белорусских. В январе 1945 года были разгромлены действовавшие в пограничных с Украиной районах Западной Белоруссии отряды.
К осени 1945 года вооруженная борьба на территории Западной Белоруссии практически прекратилась — за октябрь 1945 года были убиты в Белоруссии только 12 бандитов (на Украине за октябрь 1945 года были убиты 1330 бандитов) (хотя уничтожение остатков польских банд имело место и позднее - последняя группа польских националистов была рассеяна 20 марта 1953 года в Зельвенском районе). В 1946 году Западная Белоруссия заметно отставала по числу «бандпроявлений» как от Западной Украины, так и от имевших меньшее население Литвы, Латвии и Эстонии. По данным МВД СССР за 1946 год было ликвидировано «банд, связанных с нацподпольем»: в Западной Белоруссии 59, на Западной Украине — 337, в Литве — 375, в Латвии — 288, в Эстонии — 110. По числу ликвидированных «уголовных банд» Западная Белоруссия в 1946 году опережала прибалтийские республики. По данным МВД СССР в 1946 году в Западной Белоруссии было ликвидировано больше уголовных банд, чем «банд, связанных с нацподпольем». В этом Западная Белоруссия походила на старый СССР (кроме Западной Украины и республик Прибалтики), где в 1946 году было ликвидировано намного больше уголовных банд, чем «банд, связанных с нацподпольем». За 1946 год МВД СССР зафиксировало в Западной Белоруссии 271 бандитское проявление, в результате которых погибли 250 человек. За 1946 год в соседних западных территориях было зафиксировано бандитских проявлений: в Западной Украине — 2095, в Литве — 2354, в Латвии — 724, в Эстонии — 350.
Власти Белорусской ССР дважды (в 1945 и 1947 годах) объявляла амнистию сложившим оружие бандитам (кроме тех, кто совершил тяжкие преступления); кроме того с 1944 года по апрель 1953 года в Белоруссии арестовали 1320 членов ОУН и боевиков УПА, а также их пособников (последняя группа украинских националистов была выявлена в Ивановском районе и ликвидирована в 1952 году).
В 1946 - 1947 годах были рассеяны отряды литовских националистов, действовавшие в Гродненской, Молодечненской и Полоцкой областях и в дальнейшем на эти территории совершали ночные рейды представители Литовской армии свободы.
Соответственно в 1946 году в Западной Белоруссии было меньше «ликвидаций и изъятий антисоветского элемента», чем в Прибалтике (за исключением Эстонии) и на Западной Украине. За 1946 год в Западной Белоруссии было изъято «антисоветского элемента» 2281 чел., тогда как в Литве — 10946 чел., в Эстонии — 1675 чел., в Латвии — 4394 чел.
В итоге Западная Белоруссия (в отличие от Западной Украины и Литвы) избежала в 1949—1953 годах массовых выселений местных жителей вглубь СССР (самой крупной послевоенной «депортацией» из Западной Белоруссии стало выселение примерно 6 тыс. кулаков в 1952 году).
Особая активность проявлялась польскими националистами только в Белостокском воеводстве, где вооруженные отряды нападали на тех белорусов, которые желали выехать в СССР. В документе руководства Белорусской ССР, датированном июлем 1946 года, сообщалось:

…за последнее время… бандами АК убито в Белостокском воеводстве 500… белорусов, записавшихся на переселение, и ограблено 1000 белорусских хозяйств. Убито 8 человек уполномоченных Совета министров БССР, ранено и обезоружено 15 человек. Польские власти и органы безопасности оказались не в состоянии оградить белорусское население от террора, издевательств и национального гонения…
Польским националистам удалось сорвать переселение белорусов из Польши — мероприятие продолжалось до августа — октября 1946 года (планировалось его завершить к февралю 1945 года), а реально в Белоруссию прибыли 36 398 человек (планировали переселить 300—550 тысяч человек), из которых в республике остались 20,4 тысячи (остальные уехали в другие советские республики).
Переселение уменьшило численность польских националистов, которые организованно выезжали. Руководство польских националистов в 1945 году снабжало их фальсифицированными тайными агентами в переселенческих структурах документами: были вывезены, например, 300 боевиков из Новогрудского округа.
Переселение ослабило позиции католической церкви в Западной Белоруссии. В 1947 году католическим священникам запретили любое религиозное общение с детьми, к 1950 году закрыли и перевели в Польшу все католические монастыри.
Общая убыль населения Белоруссии в результате переселения оказалась ниже притока. Всего из Белоруссии в Польшу в 1944 - 1946 годах выехали 232152 поляка и еврея.
Значительная часть советизированных евреев Западной Белоруссии погибла во время Холокоста. Уцелевшим евреям разрешили вернуться в Польшу по советско-польскому соглашению, заключенному в июне 1945 года. Впрочем, значительная часть прибывших в Польшу евреев Западной Белоруссии поспешила ее покинуть в 1946—1947 годах, спасаясь от еврейских погромов. Небольшая волна евреев Западной Белоруссии выехала в Польшу в 1957 году, получив польское гражданство.
Органы советской власти в Западной Белоруссии в 1944 году были созданы на основе партизанских управленческих структур (в Западной Белоруссии действовали 434 партизанских отряда и бригады, через которые прошли более 200 тысяч человек): 83 бывших секретаря подпольных райкомов почти автоматически стали секретарями обычных райкомов, партизанские руководители составили 66 % председателей сельсоветов, 31 % председателей колхозов, 80 % директоров МТС.
Таким образом, вторая волна советизации Западной Белоруссии в 1944—1952 годах коснулась уже совсем другого региона. Его территория уменьшилась — почти вся Белостокская область отошла Польше. Изменился национальный состав — он стал белорусско-польским, а не польско-еврейско-белорусским. Общая численность населения сократилась.

## Память
По данным на 2019 года в большинстве городов Западной Белоруссии были улицы, названные в честь похода РККА в сентябре 1939 года.